# Yvelines
Les Yvelines (/iv.lin/ ou /i.və.lin/) sont un département français situé à l'ouest de Paris, dans sa grande couronne, en région Île-de-France. Il s'étend sur 2 284 km2 et compte 259 communes. Avec 1 456 365 habitants (2021), le département est le plus peuplé de la grande couronne et le huitième de France.
Il est issu du démembrement du département de Seine-et-Oise décidé en 1964 et entré en vigueur en 1968. Son nom est dû au poète yvelinois Jehan Despert et fait référence à l'ancienne forêt d'Yveline. L'Insee et La Poste lui attribuent le code 78, ancien numéro de la Seine-et-Oise. Ses habitants sont appelés les Yvelinois et les Yvelinoises. Son conseil départemental est présidé par Pierre Bédier du parti Les Républicains.
Son chef-lieu est Versailles, ville qui s'est développée sous l'Ancien Régime autour de son château, capitale du royaume de France en alternance avec Paris.

## Géographie

### Situation

Départements limitrophes.

Le département des Yvelines fait partie de la région Île-de-France. Situé au centre du Bassin parisien, à l'ouest et au sud-ouest de Paris, d'une distance allant d'une vingtaine de kilomètres de la capitale (Chatou est à 14 km de Paris, Versailles à 16 km) à une cinquantaine de kilomètres de celle-ci (Rambouillet est à 53 km de Paris).
Les départements limitrophes sont le Val-d'Oise au nord, les Hauts-de-Seine à l'est et l'Essonne au sud-est, trois départements franciliens issus comme les Yvelines du découpage de l'ancienne Seine-et-Oise, l'Eure-et-Loir au sud-ouest, département de la région Centre-Val de Loire, et de l'Eure au nord-ouest, département de la région Normandie.
L'est du département, ainsi que le nord le long de la Seine, font partie de l'agglomération parisienne, tandis que le reste du département est encore rural, et possède de vastes zones boisées (forêt de Rambouillet).

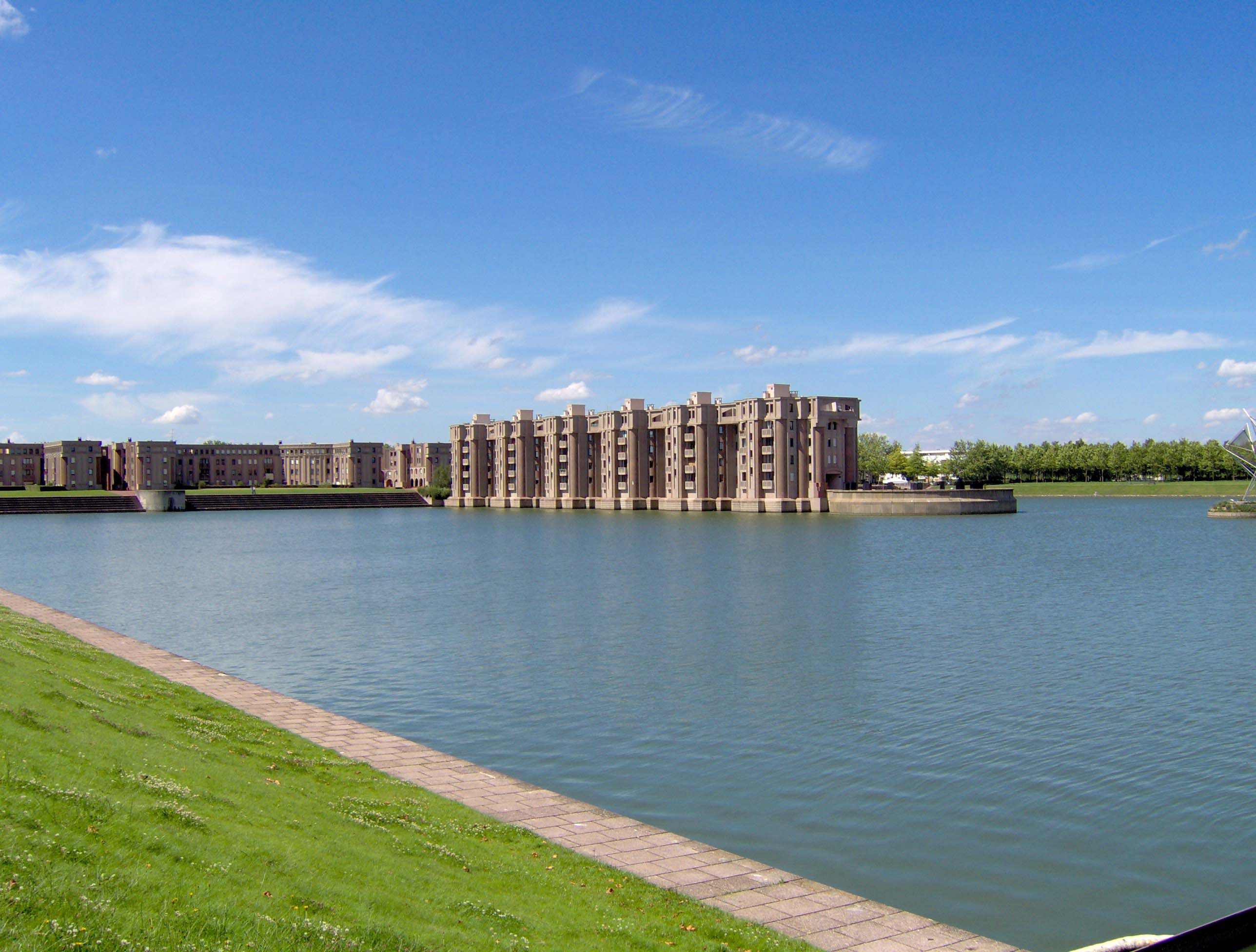
Montigny-le-Bretonneux/Voisins-le Bretonneux, bassin de la Sourderie.

Les principales villes (population supérieure à 25 000 habitants) sont dans l'ordre décroissant : Versailles (préfecture), Sartrouville, Mantes-la-Jolie (sous-préfecture), Saint-Germain-en-Laye (sous-préfecture), Poissy, Conflans-Sainte-Honorine, Montigny-le-Bretonneux, Plaisir, Houilles, Les Mureaux, Trappes, Guyancourt, Rambouillet (sous-préfecture). Elles se trouvent en majorité dans le nord-est du département, ainsi que dans la ville nouvelle de Saint-Quentin-en-Yvelines qui comprend douze communes, dont Montigny-le-Bretonneux et Trappes, regroupées en communauté d'agglomération.
Deux parcs naturels régionaux se trouvent entièrement ou partiellement dans les Yvelines : le parc naturel régional de la haute vallée de Chevreuse (21 300 ha) et une partie du parc naturel régional du Vexin français (11 984 ha sur un total de 65 670 ha).
Pendant plus d’un siècle, trois plaines des Yvelines et du Val-d’Oise ont été utilisés en tant que champs d'épandage en aval du réseau des égouts de Paris. En conséquence, les sols sont fortement pollués aux métaux lourds, provoquant des cas de saturnisme, notamment chez les enfants.

### Relief et géologie
Le relief des Yvelines est celui d'une plaine découpée par des vallées relativement marquées, d'une altitude moyenne de 150 mètres environ. Son point culminant, 201 mètres, se situe dans le bois des Garennes à Lainville-en-Vexin, à l'extrême nord du département, dans la bordure sud du Vexin français (toutefois une butte artificielle située à Élancourt atteint 231 mètres, mais également, la commune des Alluets-le-Roi est celle avec l’altitude la plus élevée, culminant à 187 mètres d’altitude sur un plateau nommé du même nom). Son point le plus bas, 9 mètres, est à Limetz-Villez, point le plus à l'ouest du cours de la Seine au point où elle quitte les Yvelines pour entrer dans l'Eure.

Paysages des Yvelines :
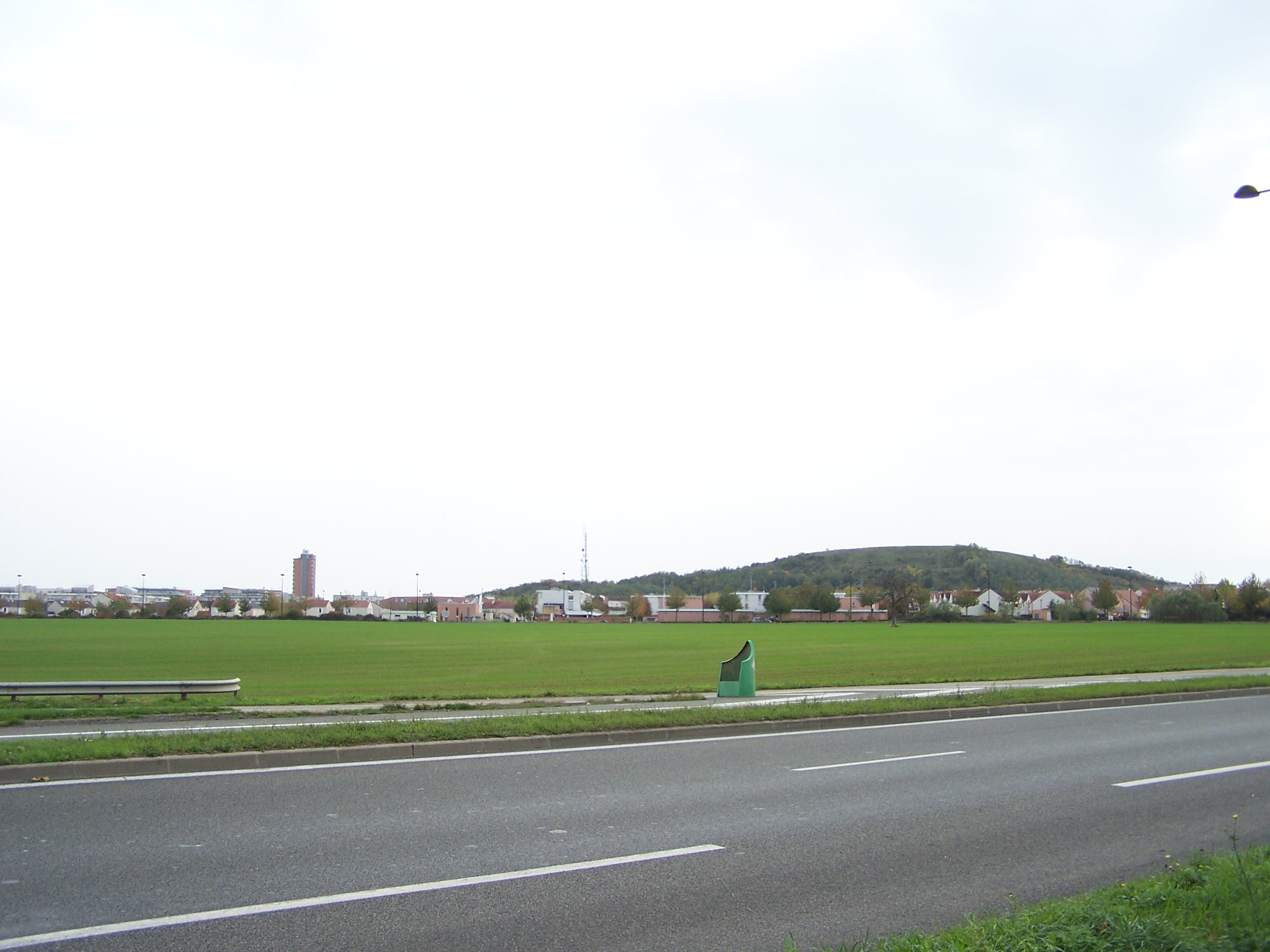
La colline de la Revanche à Élancourt (butte artificielle).
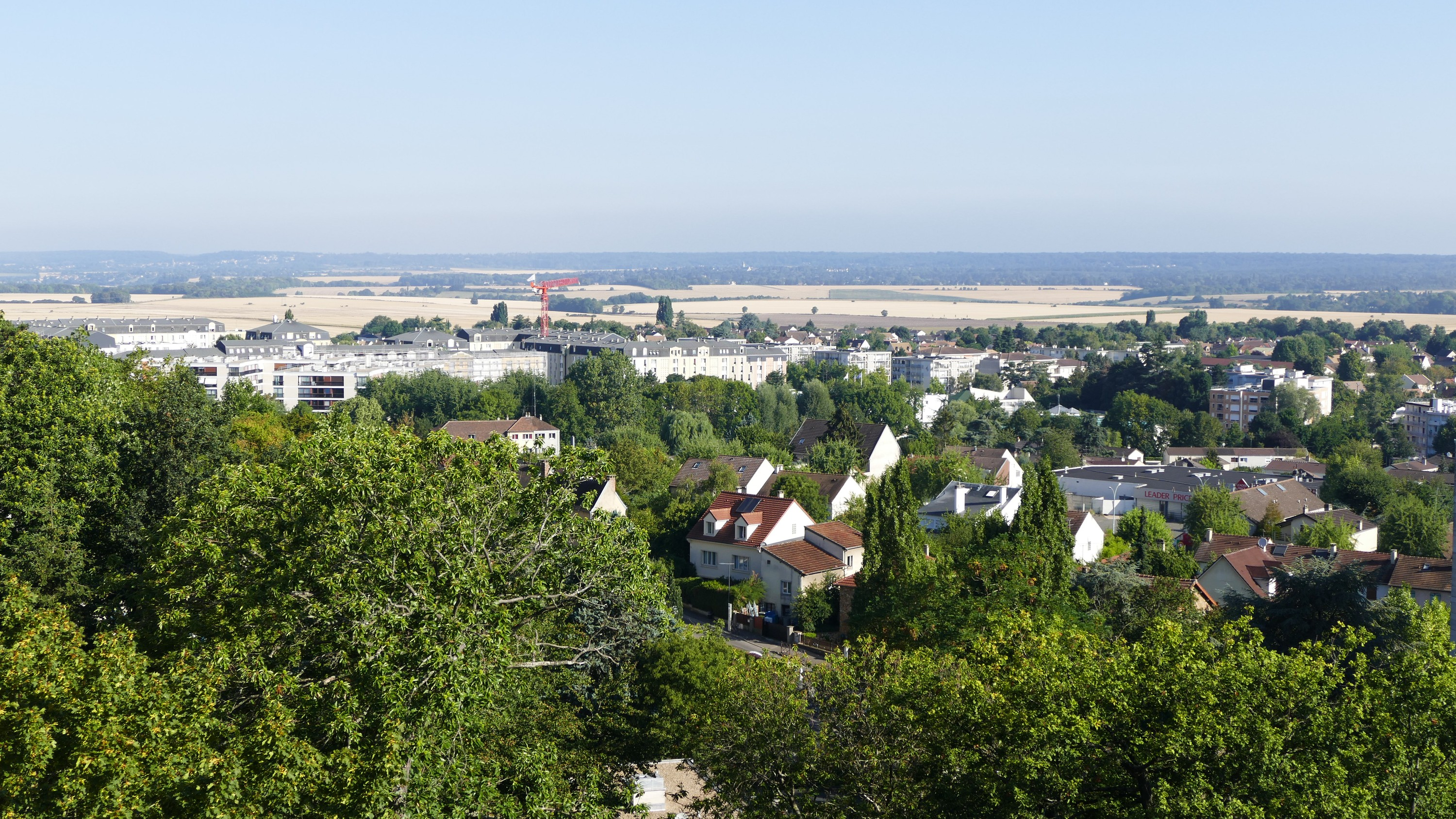
Fontenay-le-Fleury en plaine de Versailles.
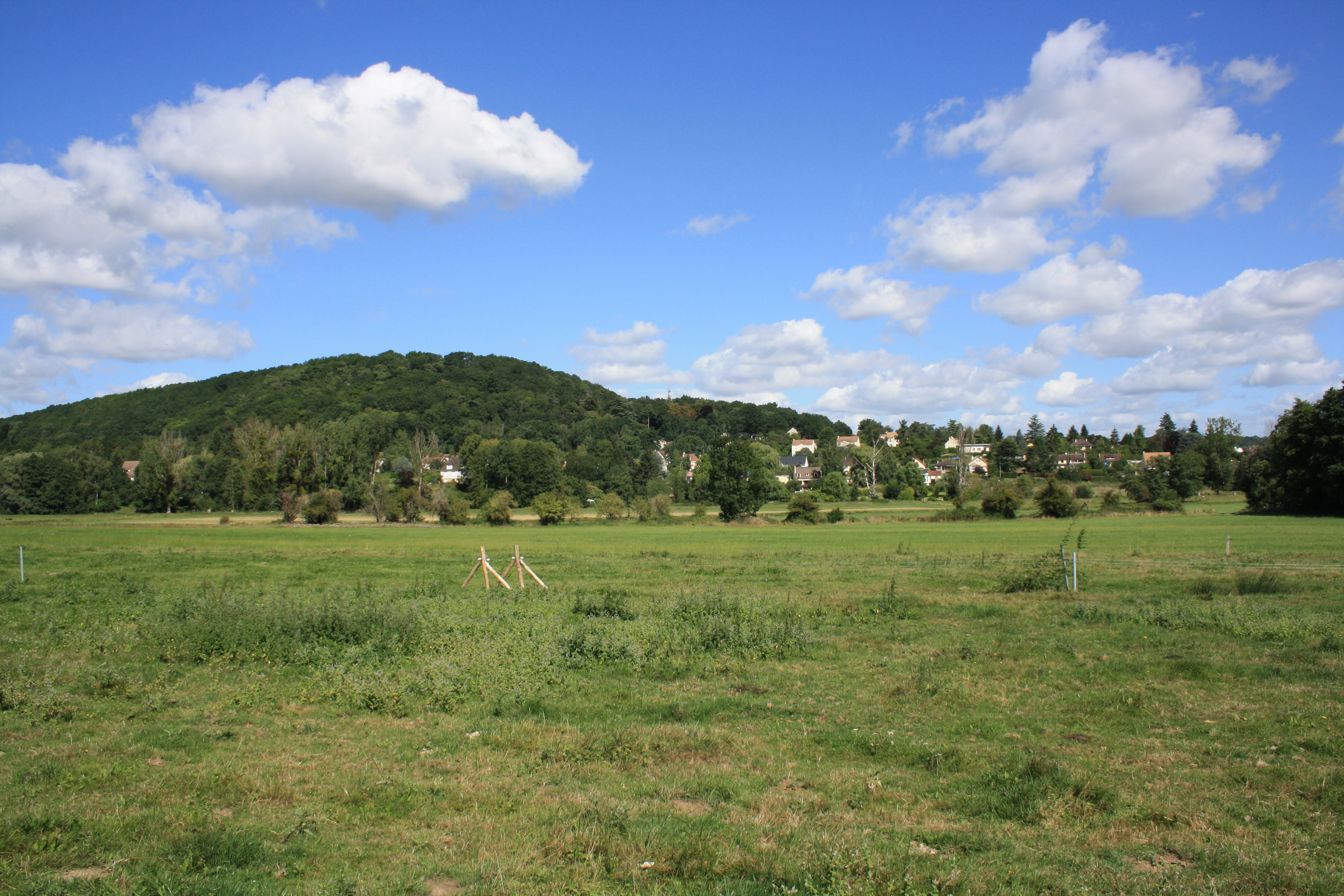
Saint-Rémy-lès-Chevreuse

La structure géologique des Yvelines s'insère dans celle de l'Île-de-France et plus généralement du Bassin parisien, vaste cuvette sédimentaire, approximativement centrée sur Paris. Elle est formée d'un empilement de couches sédimentaires de l'ère tertiaire, alternant calcaires, marnes, sables et argiles. Ces couches reposent sur un socle épais de craie du Crétacé supérieur qui affleure sur les versants de certaines vallées. C'est le cas en particulier dans la vallée de la Seine où se sont formées des falaises de craie, parfois exploitées pour créer des habitats troglodytiques, par exemple à Carrières-sur-Seine, Méricourt, Mousseaux-sur-Seine, Gommecourt ou Bennecourt.
Les sédiments tertiaires ont été fortement érodés par les cours d'eau, principalement la Seine et remplacés dans le fond des vallées par des alluvions quaternaires. Sur les plateaux, d'importants dépôts éoliens de lœss ont donné naissance à de riches sols agricoles.
Certaines couches géologiques sont exploitées pour la production de matériaux de construction. Il s'agit surtout de granulats alluvionnaires (sables, graviers, etc.) extraits des terrasses alluviales de la Seine ou du lit majeur du fleuve, exploités notamment près de Mantes-la-Jolie (boucles de Guernes et de Moisson), de calcaires et argiles pour la fabrication de ciment, exploités dans la carrière de Guitrancourt (Ciments Calcia, groupe Italcementi). Une carrière de Sandrancourt (commune de Saint-Martin-la-Garenne), exploitée par la Compagnie des sablières de la Seine (groupe Lafarge), fournit le sable de l'opération Paris-Plages.

Carte des communes sous-minées.

Dans le passé d'autres roches sont largement exploitées, comme le gypse dans le secteur de l'Hautil, le calcaire grossier pour la construction dans le secteur de Saint-Germain-en-Laye, activité encore évoquée par des toponymes tels que Carrières-sur-Seine, Carrières-sous-Poissy, Carrières-sous-Bois, la craie pour la production de blanc d'Espagne à Bougival, mais aussi le grès et la pierre meulière dans diverses communes, notamment dans la vallée de Chevreuse.
Les anciennes carrières, nombreuses dans le département, présentent des dangers d'effondrement qui sont répertoriés par l'« Inspection générale des carrières des Yvelines, de l'Essonne et du Val-d'Oise ». Une centaine de communes, dites « sous-minées », c'est-à-dire dans lesquelles se trouvent d'anciennes carrières souterraines abandonnées, réparties dans tout le département, sont concernées. Un autre risque pour les constructions, lié au retrait de l'argile en cas de sècheresse, affecte particulièrement le département. Des plans de prévention du risque « argile » étaient à l'étude en 2007 pour cinq communes : Auteuil-le-Roi, Bréval, Magnanville, Saint-Cyr-l'École, Saint-Nom-la-Bretèche.
Les plissements des couches profondes sont mises à profit pour créer des stockages de gaz naturel en aquifère profond à Beynes et Saint-Illiers-la-Ville (Storengy).

### Hydrographie

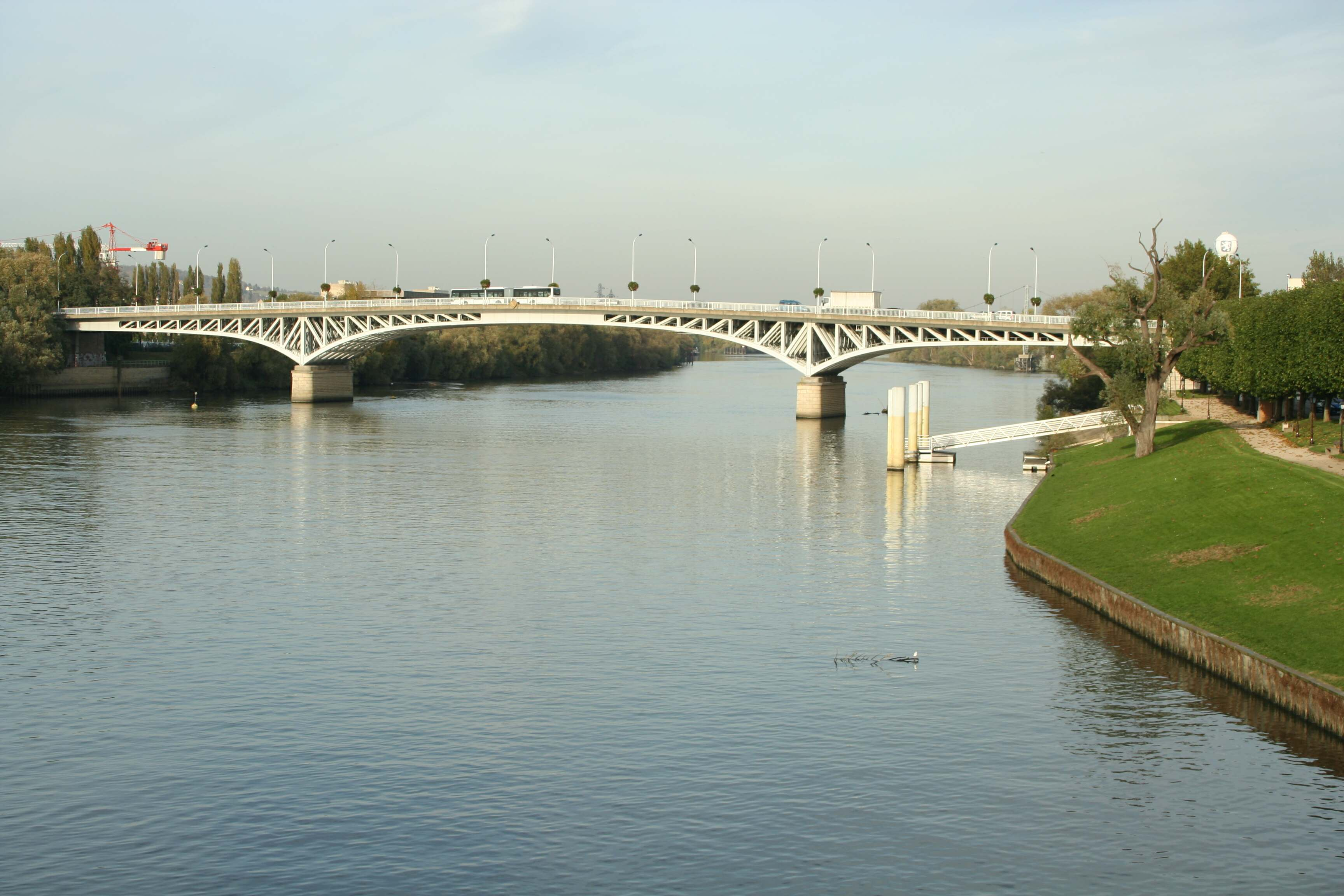
La Seine à Poissy.

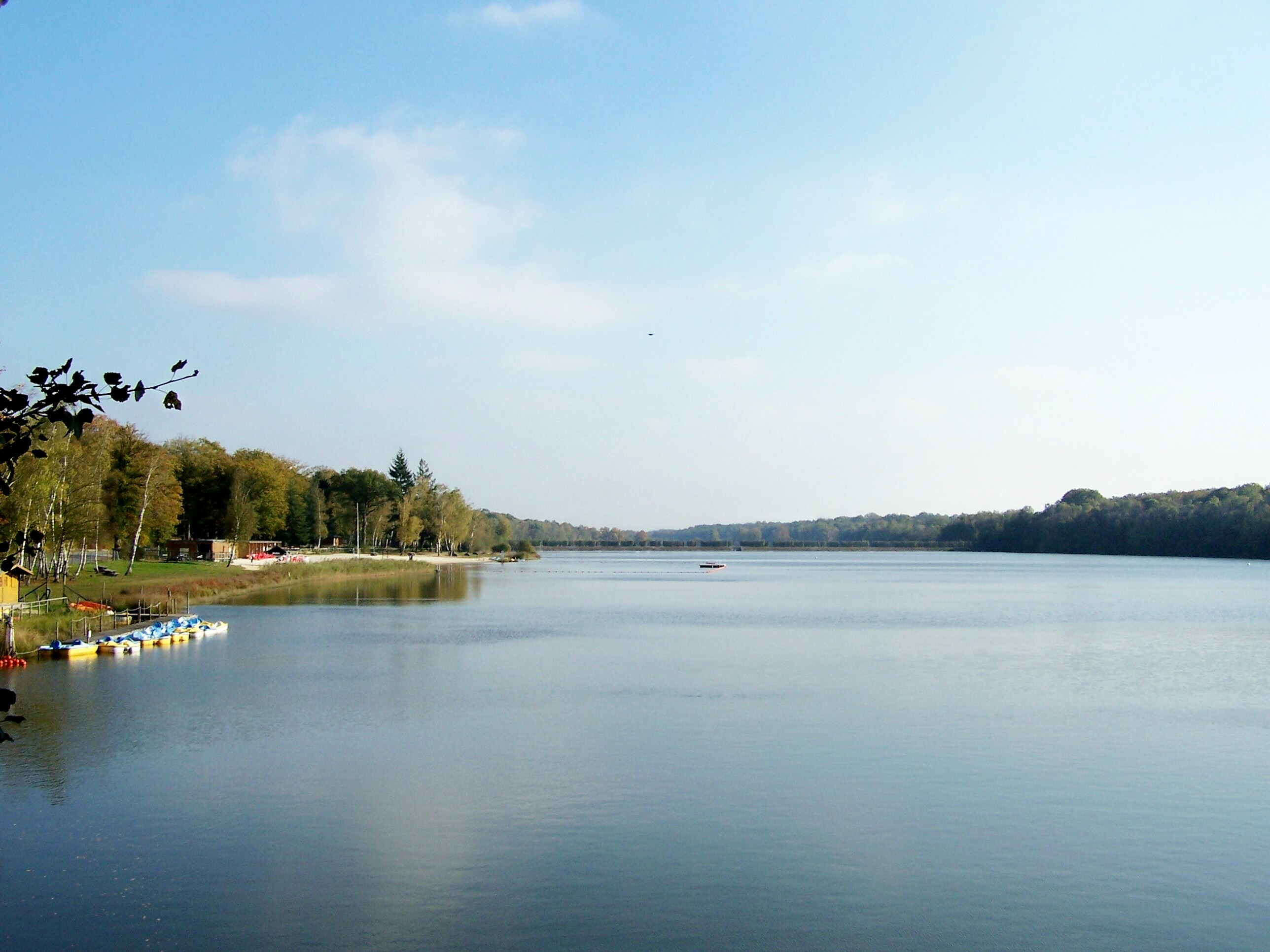
Les étangs de Hollande, dans la forêt de Rambouillet.

Les Yvelines sont drainées par la Seine qui traverse le nord du département sur environ cent kilomètres entre Carrières-sur-Seine et Limetz-Villez. Son cours à très faible pente est marqué par de profonds méandres qui élargissent considérablement la vallée, notamment la boucle de Saint-Germain-en-Laye qui enserre la forêt du même nom et celle de Moisson à l'ouest entre Mantes-la-Jolie et Bonnières-sur-Seine. Dans son parcours yvelinois, le cours du fleuve, navigable, est régulé par plusieurs barrages, situés à Chatou, Bougival, Andrésy et Méricourt. Il reçoit à Conflans-Sainte-Honorine, son principal affluent, l'Oise, rivière également navigable, qui parcourt seulement 2,5 kilomètres dans le département.
De nombreuses rivières secondaires, dont beaucoup prennent leur source dans le massif de Rambouillet, véritable « château d'eau » des Yvelines, irriguent le département dans toutes les directions avant de rejoindre la rive gauche de la Seine, directement ou non.
Il s'agit principalement de la Bièvre, de l'Orge, de l'Yvette et de la Rémarde (affluents de l'Orge), qui s'écoulent vers l'est, de la Mauldre et de la Vaucouleurs, les seules dont le cours est entièrement situé dans le territoire yvelinois et qui s'écoulent vers le nord, et de la Drouette et de la Vesgre (affluents de l'Eure), qui s'écoulent vers l'ouest.
Au nord de la Seine (rive droite), les seuls affluents notables sont la Montcient et l'Aubette de Meulan, qui se rejoignent à Hardricourt, et l'Epte qui marque la limite avec le département de l'Eure.
Il existe relativement peu d'étendues d'eaux dormantes, les principales sont l'étang de Saint-Quentin (250 hectares) et les étangs de Hollande, dans le secteur de Rambouillet, aménagés au XVIIe siècle pour contribuer à l'alimentation en eau du parc de Versailles.
Le long de la Seine, il existe de nombreux plans d'eau issus de l'exploitation d'anciennes sablières. Certains ont été aménagés pour la création de bases de loisirs ou de ports de plaisance, notamment à Moisson, d'autres classées pour la protection de la faune aquatique, comme le domaine de Flicourt à Sandrancourt géré par l'agence des espaces verts d'Île-de-France.
La présence de ces cours d'eau expose les populations riveraines, notamment de la Seine et de l'Oise, au risque d'inondation. Deux plans de prévention des risques d'inondation (PPRI) ont été mis en place pour limiter les conséquences des crues. D'une part, le PPRI de la Seine et de l'Oise approuvé en juin 2007, qui concerne 57 communes, et d'autre part, le PPRI de la Mauldre et du Lieutel approuvé en septembre 2006, qui concerne 12 communes (trois d'entre elles, Épône, La Falaise et Nézel, étant concernées dans les deux cas),. Un troisième, le PPRI du ru de Gally, était en cours d'élaboration en 2008.
Plusieurs nappes d'eau souterraine sont présentes dans le département, dont certaines présentent une grande importance pour l'approvisionnement en eau potable. La nappe alluviale de la Seine d'une épaisseur de 5 à 10 mètres se situe dans les terrasses alluviales du fleuve. C'est une nappe libre, en connexion hydraulique avec la nappe de la craie (Crétacé supérieur), aquifère sous-jacent. Ces deux nappes sont exploitées par les deux usines de la Lyonnaise des eaux situées à Croissy-sur-Seine et Flins-sur-Seine qui produisent respectivement 45 et 32 millions de mètres cubes par an. Pour assurer le débit de ces usines, les nappes sont réalimentées par l'injection après traitement d'eau pompée dans la Seine (respectivement 25 et 8 millions de m3).
La nappe de l'Albien, présente sous toute l'Île-de-France et les départements avoisinants, est une nappe captive, profonde, des sables du Crétacé inférieur. Plusieurs forages situés dans le nord-est des Yvelines prélèvent 8 millions de mètres cubes par an (soit 36,4 % des prélèvements totaux sur l'ensemble du bassin).
La nappe de Beauce est surtout exploitée dans le sud du département, principalement pour l'irrigation.

### Climat

Diagramme climatique de la station météo de Trappes (période 1961-1990).

Le climat des Yvelines est tempéré, soumis aux influences océaniques vers l'ouest, et continentales vers l'est, atténuées toutefois par le réchauffement dû à l'agglomération parisienne. Il n'est pas très humide, avec une moyenne annuelle de précipitations de 673 mm. Les vents dominants du secteur Ouest protègent relativement les Yvelines des pics de pollution venant du centre de l'agglomération. Des épisodes orageux sont assez fréquents en été.
La moyenne des températures annuelles moyennes relevées à la station météorologique départementale de Trappes, sur une période de trente ans (1961-1990) s'élève à 10,3 °C avec des moyennes maximales et minimales de 14,2 °C et 6,3 °C. Juillet est le mois le plus chaud avec une moyenne mensuelle de 28 °C et janvier le plus froid avec 3 °C. Le record de froid enregistré est de −15,8 °C le 17 janvier 1985 à Trappes. Dans le reste du département les records de froid vont de −28,0 °C à Saint-Arnoult-en-Yvelines le 17 janvier 1985 ; −18,0 °C à Les Clayes-sous-Bois le 17 janvier 1985 ; −16,2 °C à Orgerus le 7 janvier 2009 et −15,7 °C à Achères le 7 janvier 2009. Le record de chaleur à 39,1 °C le 6 août 2003. Mais le record est maintenant passé à 41 degrés Celsius dans l'ouest parisien : à Verneuil-sur-Seine précisément le 7 juillet 2014.
La moyenne annuelle des précipitations à Trappes, sur la période 1961-1990, s'élève à 673 mm, avec des variations saisonnières peu marquées, mai et novembre sont les mois les plus pluvieux avec 63,1 et 60,9 mm et février et août les moins pluvieux avec respectivement 49,4 et 49,8 mm. Dans le nord du département, les vallées de la Seine, de l'Oise et de la Mauldre souffrent d'un déficit de précipitations (pluviosité annuelle comprise entre 550 et 600 mm).
L'ensoleillement moyen annuel est de 1 687 heures (période 1995-2004, station météo de Trappes).
Des variations locales (microclimats) affectent en particulier les versants de la vallée de la Seine exposés au nord ou au sud. Il existe aussi de forts contrastes entre les zones urbaines à l'est et les zones rurales à l'ouest, tant au niveau des températures qu'au niveau du nombre de jours de neige ou de brouillard.
Le nombre moyen annuel de jours où la température dépasse 30 °C varie de 10 à 20 (période 1995-2004), le minimum étant atteint dans les zones boisées du sud-est du département, et le maximum dans le nord-est et le long de la vallée de la Seine du fait de l'îlot de chaleur urbain existant au centre de l'agglomération parisienne. Le nombre de jours de gel est également très contrasté avec 40 jours de gel/an à Trappes contre 88 jours de gel/an à Saint-Arnoult-en-Yvelines en forêt de Rambouillet.

### Occupation du territoire

Occupation du sol dans les Yvelines.

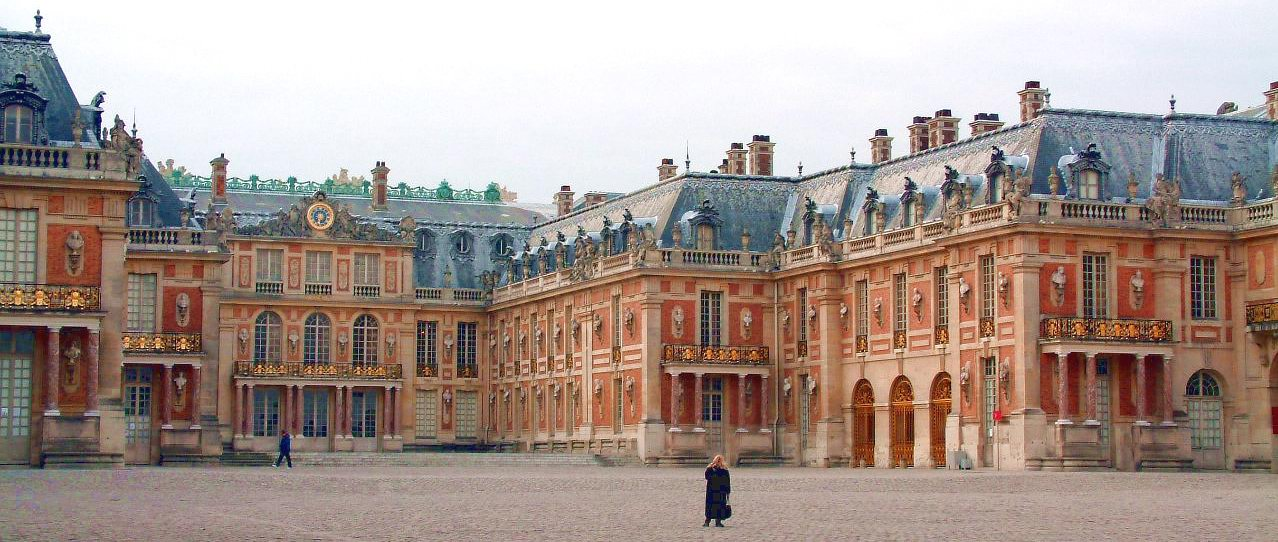
Cour d'honneur du château de Versailles.

Dans les Yvelines, l'occupation du sol se caractérise par l'importance du caractère rural du territoire.
Les surfaces utilisées par l'agriculture, plus de 1 000 km2, représentent presque la moitié du département (47 %), dont la plus grande part (980 km2, 43,7 % du département) est consacrée à la « grande culture » largement mécanisée (céréales, oléoprotéagineux, etc.). Celles consacrées aux bois et forêts s'élèvent à 668 km2 soit environ 29 % de taux de boisement (pour une moyenne de 23 % pour les départements de l’ouest parisien : Paris et petite couronne, Yvelines, Essonne, Val-d’Oise). Cela fait des Yvelines le premier département francilien pour les massifs forestiers. Les forêts sont surtout présentes dans la partie sud du département (massif de Rambouillet, 20 000 ha), sauf dans la pointe extrême qui appartient à la Beauce, ainsi que dans le nord (vallée de la Seine, Vexin français). La protection ancienne des forêts royales a permis de conserver de grands espaces boisés dans le nord-est (forêts de Saint-Germain-en-Laye, 3 500 ha, de Marly, 2 000 ha, de Versailles, 1 057 ha), même si elles ont été écornées, entre autres, par les grandes infrastructures (ligne Paris-Rouen dans la première, autoroute A13 dans la seconde, et si la dernière est très morcelée. Le territoire rural, y compris les surfaces en eau (cours d'eau, étangs), représente 79,5 % de la superficie totale.

Communes incluses dans l'unité urbaine de Paris (en rouge).

En dépit de la forte urbanisation qui se développe dans le département depuis la fin de Seconde Guerre mondiale, l'espace urbanisé, très concentré dans le nord-est du département, se limite à 21,5 % du territoire, dont 6,4 d'espace urbain ouvert, comprenant principalement les parcs et jardins et les équipements sportifs ouverts. L'espace consacré à l'habitat occupe environ 200 km2 soit 8,9 % du territoire, dont plus de 87 % en habitat individuel.
Les activités industrielles et commerciales, et les autres activités tertiaires, occupent 1,6 % de la surface totale et les équipements collectifs, y compris les infrastructures de transport, 3,6 %.
L'Insee classe la totalité des 259 communes des Yvelines dans l'aire urbaine de Paris, qui est la définition la plus large de l'agglomération parisienne. 85 communes du nord et de l'est du département, représentant 81,2 % de la population départementale, appartiennent à l'unité urbaine de Paris, c'est-à-dire à l'agglomération continue, le reste appartient à la couronne périphérique de l'agglomération.

### Infrastructures de transport et communications

#### Réseau routier

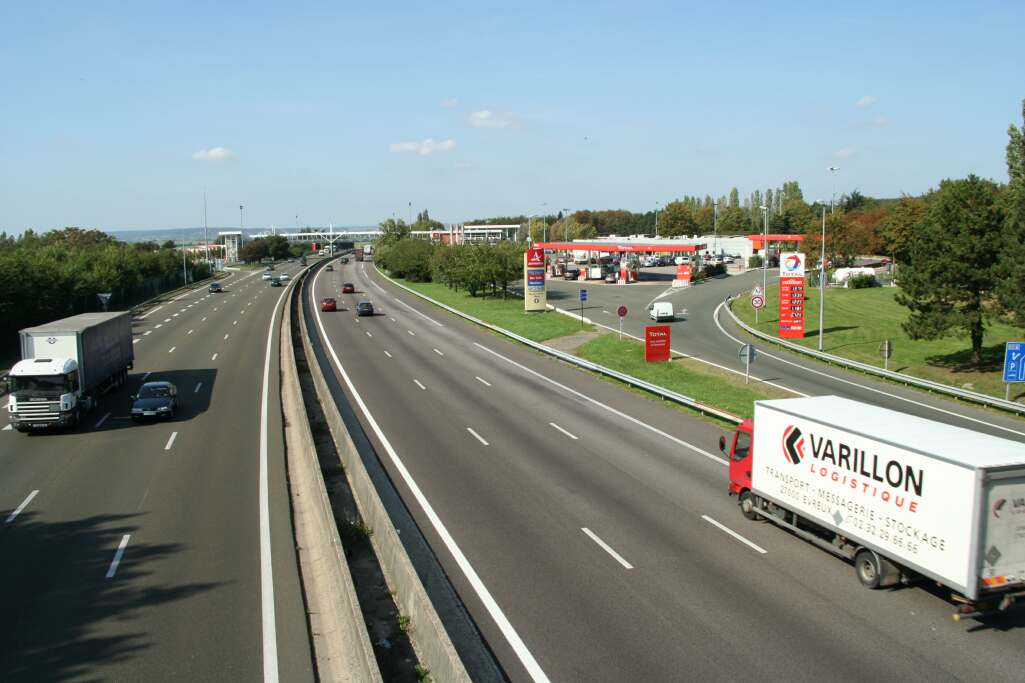
Autoroute A13 à Morainvilliers.

Le réseau routier des Yvelines comprend environ 6 000 km de voirie : 124,9 km d'autoroutes, dont 98,8 km d'autoroutes concédées, 130,1 km de routes nationales, 1 577 km de routes départementales, dont 579 km en agglomération et 4 200 km de voies communales.
Il s'organise selon trois grands axes rayonnant depuis Paris et suivant des itinéraires antiques :
- la route nationale 13 suit la vallée de la Seine jusqu'à Bonnières-sur-Seine. Elle est déclassée en CD 113 entre Saint-Germain-en-Laye et Mantes-la-Jolie et est doublée par l'autoroute de Normandie, gratuite jusqu'à cette dernière ville. La première barrière de péage rencontrée en venant de Paris est installée à Buchelay, à la sortie de Mantes-la-Jolie.
- la route nationale 12, aménagée en voie express à 2x2 voies traverse le département en son milieu entre l’échangeur de Pont-Colbert à Versailles et la limite départementale de l’Eure-et-Loir vers Dreux via Houdan selon une direction est-ouest ;
- la route nationale 10 se détache de la précédente à Saint-Cyr-l'École et traverse la frange est du département via Rambouillet. Entre Viroflay, Versailles et Saint-Cyr-l’École, elle est déclassée en route départementale. Elle est doublée pour les destinations lointaines par l'autoroute A10 qui passe plus à l'est dans l'Essonne et traverse la pointe sud du département, où est implantée la barrière de péage de Saint-Arnoult-en-Yvelines.

Deux autres autoroutes « radiales » desservent le département. L'autoroute A14, qui relie Paris à Orgeval, où elle rejoint l'A13, est la seule autoroute de dégagement de Paris à péage : l'autoroute A12 se débranche de l'A13 au triangle de Rocquencourt et rejoint la RN 10.
Le réseau des routes départementales et communales assure un maillage relativement dense du territoire, en particulier dans le nord-est du département, partie la plus urbanisée. Cependant il existe peu de voies rapides reliant les axes radiaux tant à l'intérieur du département qu'avec les départements voisins de la grande couronne (91 et 95).
Des infrastructures de maillage transversal sont récentes ou en projet. L'autoroute A86, deuxième rocade périphérique de Paris, est bouclée. La section manquante, de Rueil-Malmaison - Jouy-en-Josas, a été mise en service en totalité le 9 janvier 2011. Il s'agit d'une autoroute à péage, le duplex A86, réservée au véhicules légers et construite sur deux niveaux, un pour chaque sens de circulation. Plus à l'ouest, le tronçon nord de la Francilienne, connue aussi sous le nom d'autoroute A104, est encore à l'état de projet entre Méry-sur-Oise et Orgeval (A13), le tracé étant contesté. Enfin le projet de liaison « Seine-Aval - Saint-Quentin-en-Yvelines » (précédemment dénommée voie nouvelle de la vallée de la Mauldre) est mis en avant par le conseil général des Yvelines. Il n'a cependant pas été retenu par le conseil régional dans le cadre du schéma directeur de la région Île-de-France (SDRIF).
Il existe dans les Yvelines seize franchissements routiers de la Seine, dont deux viaducs de l'autoroute A14. Le plus récent est le viaduc de Triel, à 2 × 2 voies, long de 3 650 m, construit en 2003 pour désenclaver la boucle de Chanteloup-les-Vignes.
Un nouveau pont, dit « pont d'Achères », est projeté entre Carrières-sous-Poissy et Achères pour relier la RD190 et la RD30. L'association Non au Pont d'Achères s'oppose à ce projet. À l’issue des enquêtes publiques, le commissaire enquêteur a émis un avis défavorable concernant l’utilité publique du projet, mais le conseil général a décidé de passer outre cet avis.

#### Réseau ferroviaire

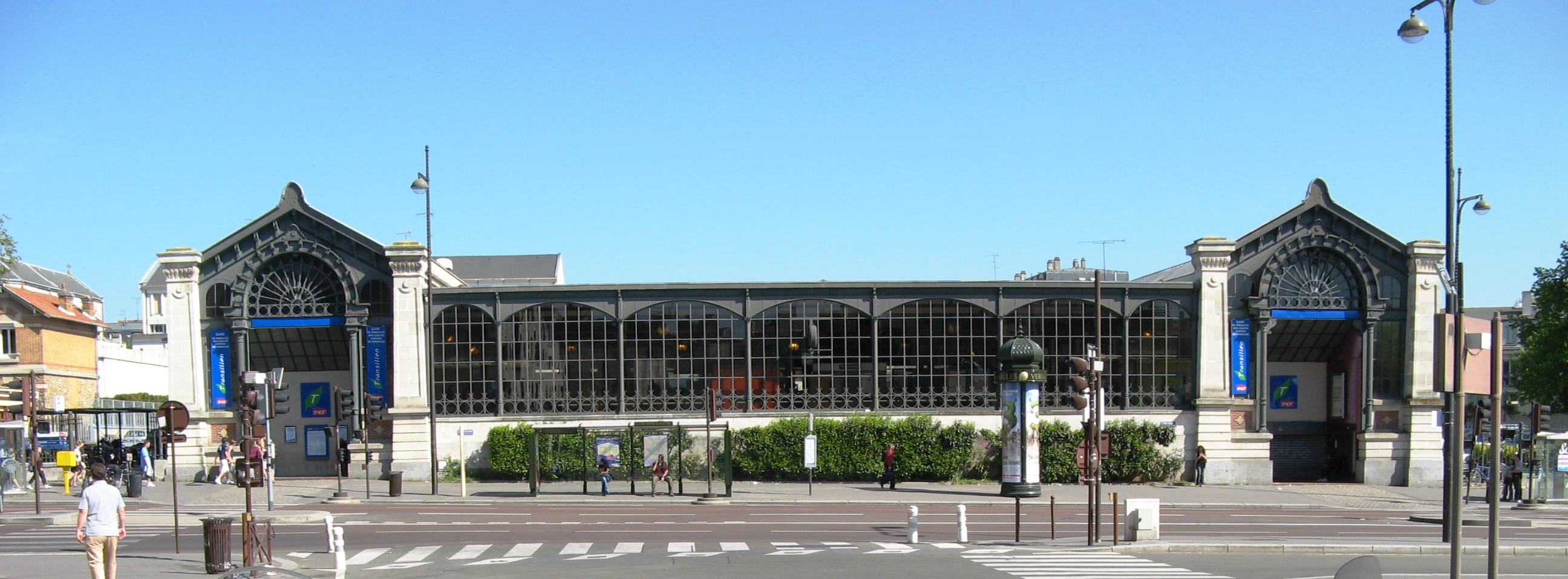
Gare de Versailles-Château.

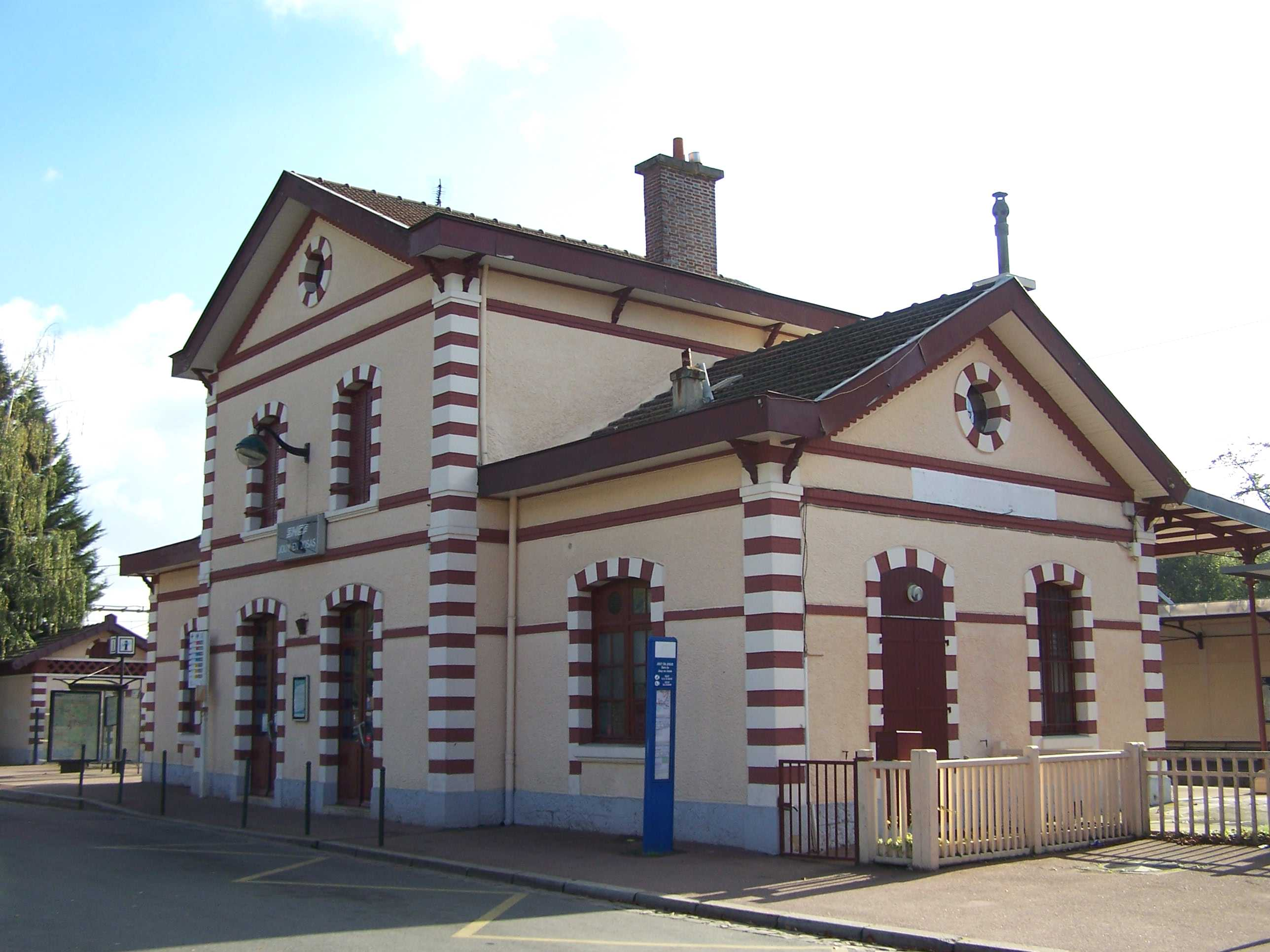
Gare de Jouy-en-Josas.

- Lignes de RER desservant le département
  -   : Communes de Chatou, Le Vésinet, Saint-Germain-en-Laye, Houilles, Sartrouville, Maisons-Laffitte, Achères, Poissy, Conflans-Sainte-Honorine.
  -   : Communes de Saint-Rémy-lès-Chevreuse.
  -   : Communes de Jouy-en-Josas, Les Loges-en-Josas, Versailles, Viroflay, Saint-Cyr-L'École, Montigny-le-Bretonneux
- Lignes de Transilien desservant le département :
  -   : Communes de Conflans-Sainte-Honorine, Houilles, Sartrouville, Maisons-Laffitte, Poissy, Villennes-sur-Seine, Verneuil-sur-Seine, Les Mureaux, Aubergenville, Mézières-sur-Seine, Rosny-sur-Seine, Bonnières-sur-Seine, Andrésy, Triel-sur-Seine, Vaux-sur-Seine, Limay, Mantes-la-Jolie, Mantes-la-Ville, Chanteloup-les-Vignes, Hardricourt, Juziers, Gargenville, Issou, Porcheville, Meulan-en-Yvelines, Épône, Carrières-sur-Seine
  -   : Communes de Houilles, Carrières-sur-Seine, Sartrouville, Maisons-Laffitte, Achères, Conflans-Sainte-Honorine, Versailles, Saint-Nom-la-Bretèche, L'Étang-la-Ville Bougival, La Celle-Saint-Cloud, Louveciennes, Marly-le-Roi, Viroflay
  -   : Communes de Viroflay, Versailles, Saint-Cyr-L'École, Montigny-le-Bretonneux, Trappes, Coignières, La Verrière, Les Essarts-le-Roi, Le Perray-en-Yvelines, Rambouillet, Fontenay-le-Fleury, Plaisir, Thiverval-Grignon, Les Clayes-Sous-Bois, Villepreux, Villiers-Saint-Fréderic, Neauphle-le-Château, Jouars-Pontchartrain, Montfort-l'Amaury, Méré, Garancières, La Queue-Les-Yvelines, Orgerus, Béhoust, Tacoignières, Richebourg, Houdan, Beynes, Maule, Mareil-sur-Mauldre Nézel, Aulnay-Sur-Mauldre, Épône  Mézières-sur-Seine, Mantes-la-Jolie
  -   : Communes de Versailles, Saint-Cyr-L'École, Montigny-le-Bretonneux, Trappes, La Verrière
- Lignes de tramway desservant le département :
  -   : Communes de Viroflay et Vélizy-Villacoublay
  -   : Communes de Saint-Cyr-L'École, Bailly, Noisy-le-Roi, Saint-Nom-la-Bretèche, L'Étang-la-Ville, Saint-Germain-en-Laye
- Lignes de métro desservant le département :
  - Aucune ligne du réseau métropolitain de Paris dessert le département des Yvelines.
- Autres lignes de Train desservant le département :

Plus encore que le réseau routier, le réseau ferroviaire des Yvelines est fortement polarisé vers Paris, avec trois lignes radiales aboutissant à Paris-Saint-Lazare pour la première et Paris-Montparnasse pour les deux autres, toutes trois en double voie électrifiée :
- la ligne Paris - Rouen, après avoir franchi deux fois le fleuve en coupant la boucle de Montesson, suit la rive gauche de la Seine via Poissy et Mantes-la-Jolie ; dans cette ville, se débranche la ligne vers Caen et Cherbourg ; entre Paris et Mantes-la-Jolie, une deuxième ligne réservée au trafic de banlieue suit la rive droite via Conflans-Sainte-Honorine ;
- la ligne Paris - Granville, moins importante, suit plus ou moins l'itinéraire de la RN 12 via Plaisir et Houdan ;
- la ligne Paris - Chartres, est parallèle au tracé de la RN 10 via Versailles et Rambouillet ; cette ligne a perdu l'essentiel de son trafic « grandes lignes » à la suite de la mise en service du TGV Atlantique.

La LGV Atlantique et la ligne Brétigny - Tours traversent le département, sans le desservir, dans sa pointe sud parallèlement à l'autoroute A10.

Réseau ferré dans les Yvelines.

Il n'existe que deux lignes transversales :
- la rocade ferroviaire de Paris, dite de Grande Ceinture, qui est en grande partie désaffectée dans la traversée des Yvelines et dont sont exploitées la partie située à l'est de Versailles vers Massy-Palaiseau, et à partir de mi-2022 le tronçon de Versailles à Saint-Germain-en-Laye par la ligne 13 du tramway d'Île-de-France ; le tronçon reliant Sartrouville à Argenteuil est exclusivement réservé au trafic de marchandises ;
- la ligne de Plaisir - Grignon à Épône - Mézières, reliant Plaisir à Épône, qui permet un accès direct de Mantes-la-Jolie à Versailles.

Deux projets de réouverture de la « Grande Ceinture » sont menés : la ligne T11 entre Sartrouville et Noisy-le-Sec, et la ligne T13 entre Achères et Versailles, dont la GCO est le premier tronçon.
La partie est du département, la plus urbanisée, est aussi la mieux desservie par le réseau de transport en commun de l'Île-de-France. À noter en particulier les branches du RER A aboutissant à Poissy et Saint-Germain-en-Laye, du RER B à Saint-Rémy-lès-Chevreuse et du RER C à Versailles-Rive-Gauche et Saint-Quentin-en-Yvelines.
La ligne 6 du tramway d'Île-de-France aboutissant à Viroflay est mise en service en décembre 2014.
À plus longue échéance, vers 2025-2030, Versailles devrait être reliée, dans le cadre du projet Grand Paris, par une rocade de métro automatique du Grand Paris Express d'une part à Rueil et Nanterre, et d'autre part au plateau de Saclay et à l'aéroport d'Orly. Les stations projetées dans les Yvelines se situeraient à Versailles Chantiers, Satory, Saint-Quentin-Université et Saint-Quentin-Est(Ligne   : Communes de Versailles et   (mise en place en 2027)). Le Prolongement de la ligne E du RER d'Île-de-France à l'ouest, reliant la gare Rosa-Parks (située à la porte d'Aubervilliers)  à Mantes-la-Jolie par prolongement depuis la gare Saint-Lazare, est également engagé, avec une ouverture prévue en 2026.

#### Fluvial

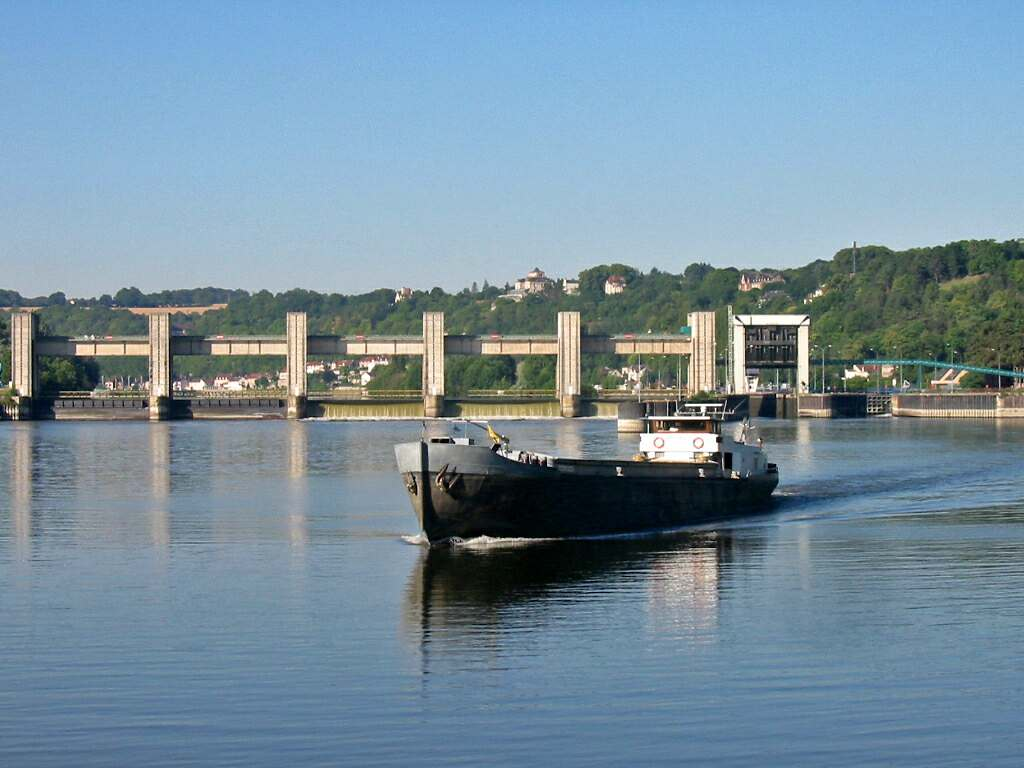
Barrage-écluses de Méricourt.

La Seine canalisée est une importante voie de transit entre l'agglomération parisienne et la mer, communiquant aussi par l'Oise avec les canaux du Nord de la France et du Benelux. Dans la traversée des Yvelines, trois barrages-écluses (de l'amont vers l'aval : Chatou/Bougival, Andrésy et Méricourt) délimitent quatre biefs. Le fleuve, accessible aux bateaux et convois de 5 000 tonnes, dessert diverses installations privées ou publiques. Ces dernières, incluent notamment le port fluvial de Limay-Porcheville, accessible également aux caboteurs fluvio-maritimes et géré par le Port autonome de Paris, et divers ports de plaisance.
L'aqueduc de l'Avre qui contribue à l'approvisionnement en eau potable de la ville de Paris traverse le département d'ouest en est.

#### Aérien

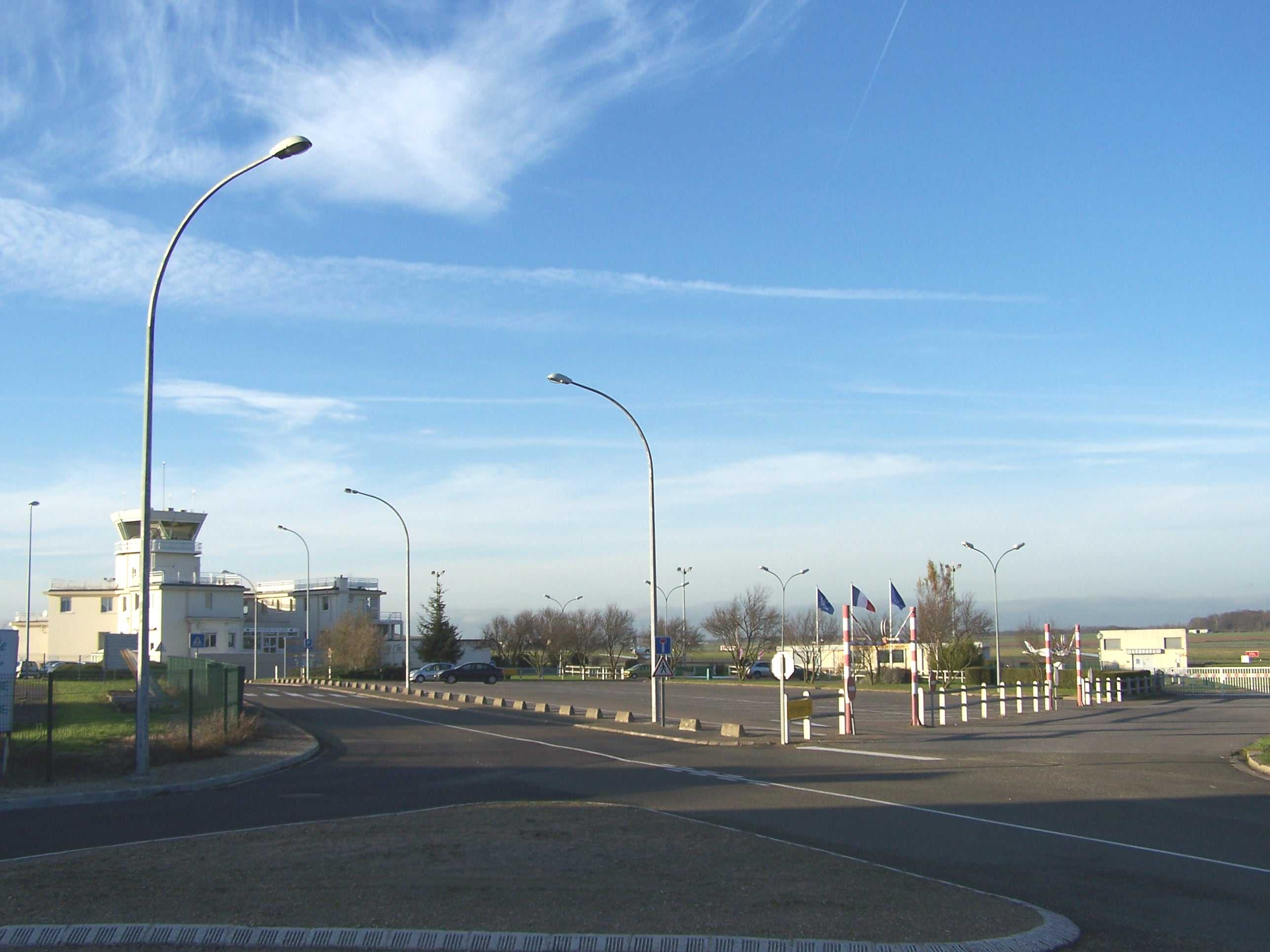
Entrée de l'aéroport de Toussus-le-Noble.

Le département dispose de plusieurs aérodromes secondaires fréquentés par des aéroclubs : Chavenay-Villepreux, Saint-Cyr-l'École, Toussus-le-Noble, Les Mureaux et Beynes-Thiverval. Les trois premiers sont exploités par la société Aéroports de Paris, celui des Mureaux est géré par un SIVU regroupant les communes des Mureaux et de Verneuil-sur-Seine et le dernier, où se pratique le vol à voile, dépend de la commune de Thiverval-Grignon.
Toussus-le-Noble est le plus grand aéroport d'affaires de la région parisienne.
L'aérodrome militaire de Vélizy-Villacoublay abrite la base aérienne 107, qui héberge notamment l'escadron de transport 60 (ET 60) qui assure les transports du président de la République et des autorités gouvernementales.

#### Énergie
Les Yvelines sont traversées par divers pipelines de transport d'hydrocarbures enterrées desservant les dépôts pétroliers de Gargenville et de Coignières ainsi que les stockages souterrains de gaz naturel de Beynes et de Saint-Illiers-la-Ville, qui représentent une longueur totale de 919 km. Il s'agit : - du réseau d'oléoducs LHP (Le Havre-Paris), exploité par Trapil (société des transports pétroliers par pipeline), qui suit le cours de la Seine et dessert notamment le site de Gargenville, d'où se détache une conduite à destination d'Orléans qui dessert au passage un terminal de livraison à Coignières, - du pipeline Île-de-France (PLIF) de la société Total qui relie le port du Havre à la raffinerie de Grandpuits, - du réseau de gazoducs de la société GRTgaz (ex-GdF).
La « boucle 400 000 volts », ligne à très haute tension de Réseau de transport d'électricité (RTE) qui ceinture l'Île-de-France, traverse les Yvelines dans le sens nord-sud, desservant deux postes électriques 400 000 / 225 000 V qui alimentent le département : celui de Mézerolles (commune de Boinville-en-Mantois) dans le nord-ouest relié également à la centrale thermique de Porcheville (EDF) et à la Normandie par une autre ligne THT et le poste « Yvelines » (commune de Méré), situé dans le centre géographique du département. Ce dernier, relié par une ligne souterraine à 225 000 volts au poste d'Élancourt qui dessert un million d'habitants dans les Yvelines, a été inauguré le 6 mars 2009.

#### Réseau numérique
Le département des Yvelines a mis en place depuis 2004 un réseau numérique à très haut débit desservant l'est du département dans sa partie la plus urbanisée. Ce réseau de fibre optique de 211 km de long est construit et exploité par Eiffage Connectic 78, filiale du groupe Eiffage qui a reçu délégation du conseil général.

## Toponymie
Le nom d’Yvelines est emprunté à la forêt d'Yveline (au singulier), en bas-latin Sylva aquilina attesté au VIIIe siècle, puis par aphérèse Evelina et enfin Iveline.
Le pluriel Yvelines est erroné.
Il s'agit d'une formation toponymique médiévale basée sur l'ancien français ivel, yvel « réservoir d'eau ». Ivel est dérivé avec le suffixe diminutif -ina> -ine d'où le sens global de « [forêt de] petits cours d’eau, petit réservoir d'eau ». Le nom de l'Yvette pourrait avoir la même origine, le latin aqua « eau » est probable pour ce dernier, devenu eve, ive en ancien français, avec le suffixe diminutif -ette. Au fil des siècles, aqua est devenu ewe en français au XIe siècle avant d'évoluer vers eve, aive dans l'ouest de la France. Il est dérivé avec le suffixe -el(lus), d'où ivel, evel.
On retrouve ce toponyme dans le nom de plusieurs communes situées dans la région de Rambouillet : Saint-Léger-en-Yvelines, La Queue-les-Yvelines (depuis 1883), Saint-Arnoult-en-Yvelines (depuis 1922), Vieille-Église-en-Yvelines (depuis 1940), Le Perray-en-Yvelines (depuis 1948), qui marquent ainsi leur rattachement à la région naturelle de l'Yveline. Il tend plus récemment à être ajouté au nom d'autres communes, telles Dampierre-en-Yvelines (depuis 1974), Prunay-en-Yvelines (depuis 1979), ou Trappes-en-Yvelines (non encore officialisé) ou de communautés d'agglomération comme Saint-Quentin-en-Yvelines (nom de la ville nouvelle créée en 1970), ou Mantes-en-Yvelines (communauté d'agglomération créée en 1999)[réf. nécessaire].
C'est le poète Jehan Despert qui est « l'inventeur » du nom Yvelines pour ce nouveau département : il le proposa au premier président du conseil général Jean-Paul Palewski.

## Histoire

### Héraldique
| Blason des Yvelines | Les armes des Yvelines se blasonnent ainsi : D’azur semé de fleurs de lys d’or aux deux bandes ondées d’argent brochant sur le tout. Ce blason est celui créé en 1944 par la commission héraldique départementale pour l'ancien département de Seine-et-Oise. Le semé de fleur de lys d’or sur fond d’azur est repris de la région et ancienne province d’Île-de-France dont dépend le département, les bandes ondées d’argent symbolisent le cours de la Seine et de l'Oise qui confluent à Conflans-Sainte-Honorine. |

### Les origines

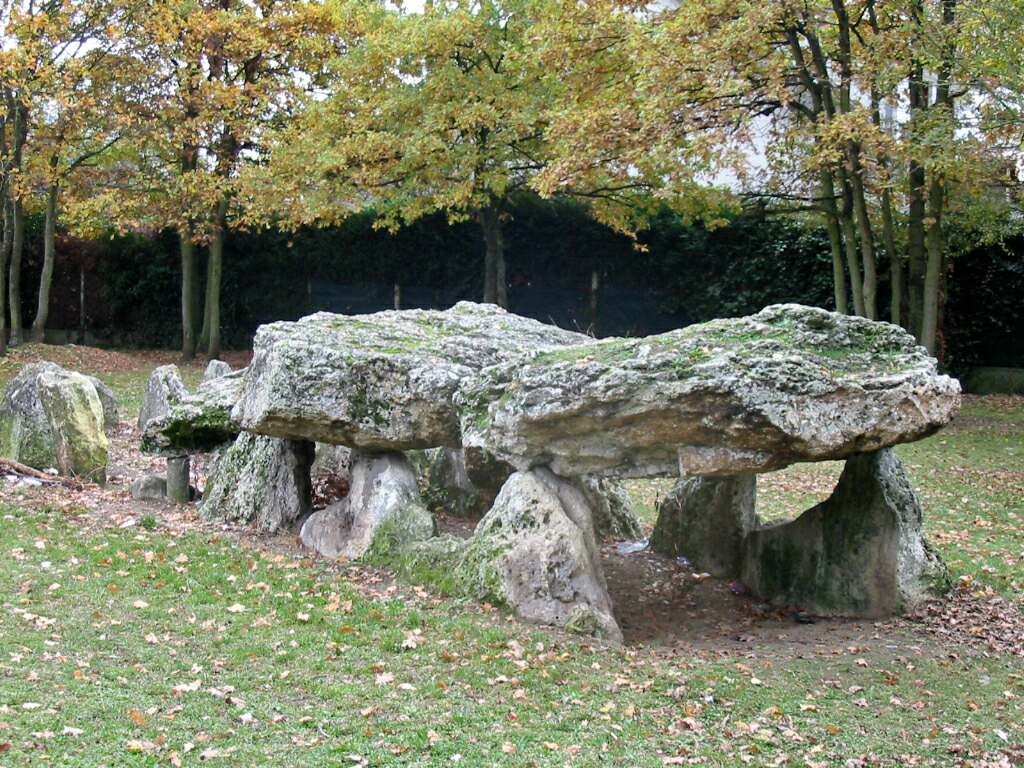
L'allée de la Justice à Épône, allée couverte du Néolithique.

Le territoire actuel des Yvelines est peuplé depuis les temps préhistoriques, en particulier sur les rives de la Seine où la présence de l'homme remonte à l'Elstérien supérieur (deuxième époque glaciaire du Pléistocène), il y a environ 400 000 ans. On a retrouvé dans les alluvions de la Seine (boucles de Moisson et de Guernes) et dans les limons des plateaux de nombreux vestiges des civilisations acheuléennes (Paléolithique inférieur), moustériennes (Paléolithique moyen). D'autres sites attestent de l'implantation d'Homo sapiens dans la région depuis le Paléolithique supérieur jusqu'à l'âge du fer. Les restes de monuments mégalithiques de la fin du Néolithique (environ 3000 ans av. J.-C.), notamment des sépultures collectives (allées couvertes) sont encore en place surtout dans le nord du département : notamment l'« Allée de la Justice » à Épône, la « Cave aux Fées » à Brueil-en-Vexin, le dolmen de la Pierre Ardoue à Saint-Léger-en-Yvelines.

Le territoire des Yvelines à l'époque gauloise.

La période gauloise, au cours de laquelle la région se trouvait principalement dans le domaine des Carnutes, a laissé divers vestiges, le site le plus remarquable étant le sanctuaire celtique (fanum) de Bennecourt qui se trouvait à la frontière entre les cités des Carnutes, des Aulerques et des Véliocasses et qui a subsisté jusqu'à l'époque gallo-romaine.
De l'époque gallo-romaine on a pu reconnaître plusieurs sites, dont celui de Diodurum (près de Pontchartrain), vicus des Carnutes qui se trouvait au croisement de deux importantes voies romaines ainsi que plusieurs villae, notamment à Richebourg, Limetz-Villez et aux Mesnuls (La Millière), et un sanctuaire (mithraeum) dédié au dieu Mithra à Septeuil. Un réseau de voies romaines assez développé quadrillait le territoire. Reconnu par diverses méthodes alliant les observations sur le terrain à la prospection aérienne, il comportait de grands axes est-ouest et nord-sud reliant Paris à la Normandie et Beauvais à Chartres, et trois points de franchissement de la Seine à Mantes, Meulan et Poissy.
De l'époque mérovingienne, on a retrouvé de nombreuses nécropoles, dont la plus importante se trouve à Vicq au centre du département. La présence de croix dans les sépultures atteste de la christianisation du territoire entre le IVe et le VIIIe siècle.
Au cours du IXe siècle, les Vikings remontent la Seine pour attaquer Paris et ravagent les régions traversées, massacrant par exemple les pêcheurs de Croissy en 845 et établissant un camp d'hivernage dans une île à Jeufosse vers 855. Les raids ne prennent fin qu'avec le traité de Saint-Clair-sur-Epte conclu en 911.

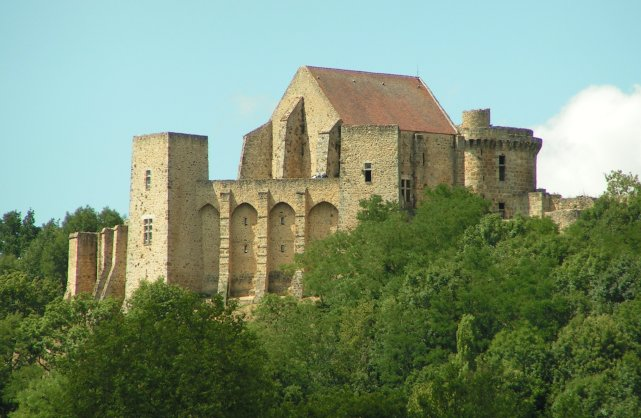
Château de la Madeleine à Chevreuse (XIe siècle).

À l'époque des rois capétiens, le territoire des Yvelines, bordé à l'ouest par la Duché de Normandie, entre progressivement dans le domaine royal. En 987, à l'avènement d'Hugues Capet, seule la chatellenie de Poissy, qui couvre le pays du Pincerais, en fait partie. De nombreux seigneurs locaux sont les vassaux du roi de France, mais certaines familles puissantes contestent sa suzeraineté : les comtes de Meulan, les comtes de Vexin au nord, les comtes de Montfort, les seigneurs de Rochefort au sud et ne seront soumises que sous Philipe Auguste.
À cette époque le territoire se couvre de châteaux forts, dont il subsiste certains vestiges, ainsi que d'abbayes et prieurés.

### La guerre de Cent Ans

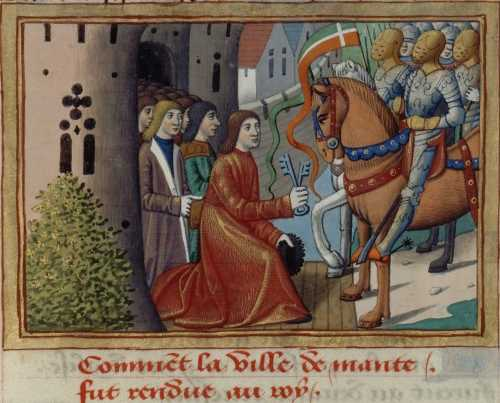
La reddition de Mantes par les soldats anglais en 1449.

Le territoire des Yvelines vit se dérouler de nombreux conflits pendant la guerre de Cent Ans. En 1316, Mantes, Meulan, Bréval, Montchauvet sont données par le roi Philippe V le Long à son oncle Louis de France, comte d'Evreux, dernier fils de Philippe III le Hardi. À sa mort, la ville passe à son fils Philippe III, roi de Navarre et comte d'Evreux puis en 1343, à la mort de ce dernier, à son fils Charles II de Navarre dit Le Mauvais.
En 1346, la chevauchée d’Édouard III éprouve durement le territoire. Après avoir pris la Normandie, les Anglais occupent et pillent les villes de la vallée de la Seine, Mantes, Meulan et Poissy, où le roi d'Angleterre Édouard III s'installe dès le mois d'août et juste avant la bataille de Crécy. Du 13 au 16 août 1346, c'est la chevauchée du prince de Galles, Édouard de Woodstock, fils aîné d'Édouard III d'Angleterre, dit « le Prince noir », âgé de seize ans, qui partant de Poissy incendie l'abbaye de Joyenval et le château de Saint-Germain et poursuit ses dévastations vers l'est jusqu'à Bourg-la-reine.
En 1364, Charles V attaque les possessions de Charles II de Navarre. Prenant prétexte des méfaits de brigands retranchés à Rolleboise qu'il cherche à combattre, Bertrand du Guesclin parvient à pénétrer à Mantes et à s'emparer de la ville le 7 avril 1364, puis de Meulan le 11 avril. Ces terres seront restituées à Charles V au traité d'Avignon de 1365 en échange de Montpellier.
Retombée ensuite sous le joug anglais, Mantes-la-Jolie n'est définitivement libérée qu'en 1449.

### L'époque moderne
En 1561, du 9 au 26 septembre, se tient à l'initiative de Catherine de Médicis le colloque dit de Poissy, qui réunit 46 prélats catholiques, 12 ministres du culte protestant et une quarantaine de théologiens afin de maintenir la paix religieuse en France. Mais l'assemblée, prolongée au château de Saint-Germain-en-Laye, se termine sur un échec.
Le 17 janvier 1562, Catherine de Médicis fait signer au roi Charles IX, alors âgé de douze ans, l'édit de Saint-Germain, un édit de tolérance qui autorise les réformés à pratiquer leur religion dans certaines conditions mais qui n'empêche pas le déclenchement des guerres de religion. Celles-ci frappent la région, Poissy est prise et pillée par les Huguenots en 1567.

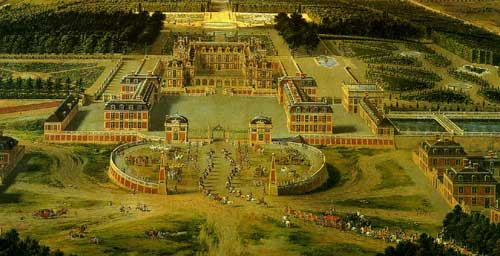
Le château de Versailles en 1650.

En 1631, le roi Louis XIII fit construire le premier château de Versailles sur l'emplacement d'un pavillon de chasse acquis en 1624, et en 1632 acquiert les droits seigneuriaux de Versailles.
En 1682, Louis XIV décide de transférer la Cour à Versailles.
En 1760, Christophe-Philippe Oberkampf crée à Jouy-en-Josas la manufacture de toiles imprimées (connues sous le nom de toile de Jouy), qui deviendra manufacture royale en 1783.

Le Serment du Jeu de paume par Jacques-Louis David (Musée du château de Versailles).

Versailles, ville du roi et siège du gouvernement, fut aussi le théâtre d'événements de portée nationale qui marquèrent la première phase de la Révolution au cours de l'été 1789 : le 4 mai, l'ouverture des États généraux qui se forment en « Assemblée nationale » le 17 juin, puis le 20 juin, les députés du tiers état réunis dans la salle du Jeu de paume prêtent le serment du Jeu de paume et s’engagent à ne pas se séparer avant d’avoir donné une Constitution écrite à la France, enfin le 9 juillet, l'Assemblée se proclame Assemblée constituante. Dès l'automne 1789, Versailles est désertée par le roi, l'Assemblée et les administrations, partis à Paris, et perd rapidement la moitié de sa population qui tombera à moins de 27 000 habitants en 1806.
Le 4 mars 1790, c'est la création du département de Seine-et-Oise, dont le chef-lieu est fixé à Versailles. La ville récupère ainsi l'administration du département, qui comprend une assemblée de 36 membres et un directoire de huit membres. Ces organes de direction étaient flanqués de « représentants du peuple en mission » qui exerçaient la réalité du pouvoir.
Le 9 septembre 1792 et les jours suivants, Versailles fut le théâtre de massacres à l'encontre de prisonniers d'Orléans dont le convoi passait par la ville. On estime le nombre de victimes à 70.

### L'époque contemporaine
En 1814, après la première abdication de Napoléon, Versailles et une grande partie des Yvelines sont occupées par l'armée prussienne, puis à nouveau en 1815, après les Cent-Jours, Waterloo et la chute définitive de l'empereur. La bataille de Rocquencourt remportée le 1er juillet 1815 par le général français Exelmans fut sans lendemain, l'état-major français ayant décidé de signer l'armistice dès le 3 juillet suivant.
La guerre franco-prussienne de 1870 a particulièrement touché le territoire des Yvelines, les troupes prussiennes qui assiègent Paris font leur entrée à Versailles dès le 2 septembre 1870 et soumettent tout le département à des réquisitions et commettent des exactions en représailles aux actions des francs-tireurs. Des villages sont incendiés, tel Mézières-sur-Seine le 22 septembre de la même année.

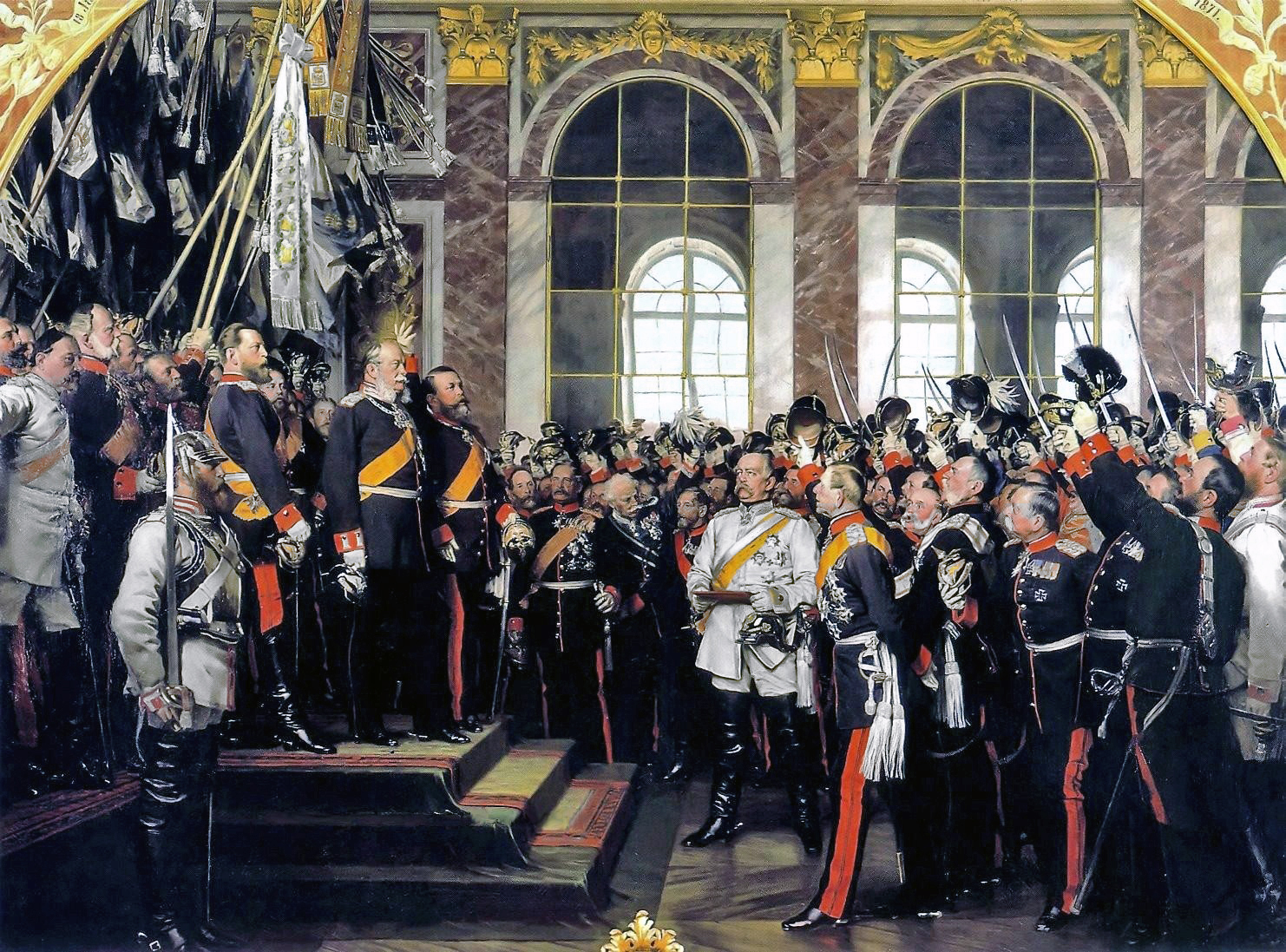
Proclamation de l'Empire allemand en 1871 par Anton von Werner (Bismarck-Museum - Friedrichsruh).

Le 18 janvier 1871, humiliation suprême pour les Français[citation nécessaire], le roi de Prusse, Frédéric-Guillaume Ier, se fait proclamer empereur d'Allemagne dans la Galerie des Glaces. Le château de Versailles fut par la suite le cadre d'un autre événement historique : la signature le 28 juin 1919 du Traité de Versailles qui mit fin à la Première Guerre mondiale entre les Alliés et l'Allemagne. Revanche voulue par Clemenceau : la cérémonie eut lieu dans la même galerie des Glaces. La même année est signé avec l'Autriche-Hongrie le traité de Saint-Germain, suivi en 1920 du traité de Trianon
De 1871 à 1879, le gouvernement de la Troisième République siège à Versailles. Par la suite et jusqu'en 1953, l'élection du Président de la république par les deux chambres du parlement se fait à Versailles à 17 reprises.

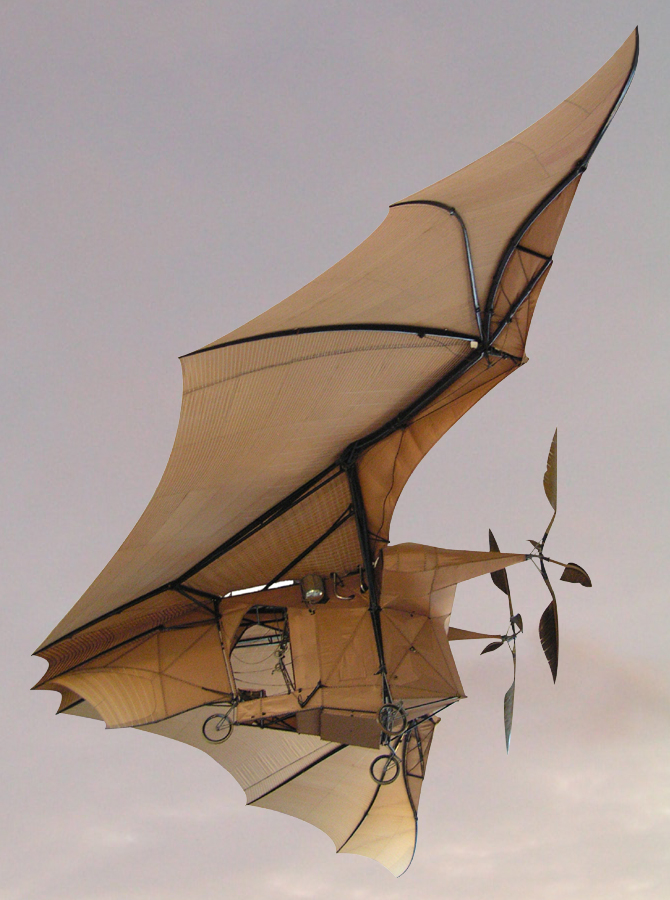
L’Avion III de Clément Ader.

Au tournant des XIXe et XXe siècles, les Yvelines sont le théâtre de plusieurs épisodes des débuts de l'aviation.
En particulier, Clément Ader fit en 1890 un de ses premiers vols avec Éole sur le plateau de Satory, puis le 14 octobre 1897 avec l'Avion no 3, son premier vol de 300 mètres. L'essai se termina par la destruction de l'appareil et Ader, sans soutien financier de l'État abandonna ses recherches.

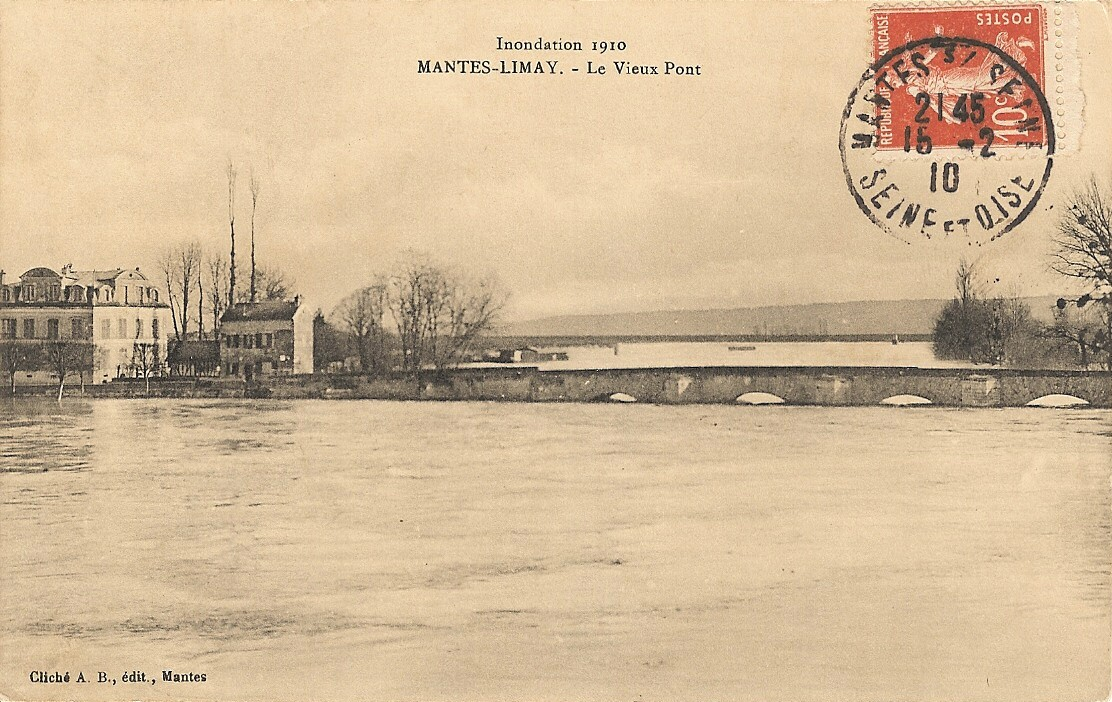
La crue de 1910 au vieux pont de Limay.

L'année 1910 est marquée par la grande crue de la Seine, considérée comme la crue de référence centennale de la Seine, qui affecte les communes riveraines du fleuve entre le 20 janvier et le 2 février.
En 1925, l'exécution de Landru à Versailles marque l'épilogue d'une célèbre affaire criminelle qui s'est déroulée notamment à Vernouillet et Gambais.
Pendant la Deuxième Guerre mondiale, les Yvelines sont occupées par l'armée allemande dès le 13 juin 1940, alors que la majeure partie de la population avait fui devant l'avance allemande, c'est l'exode qui laissa presque vides pendant quelques mois la plupart des agglomérations. Ainsi à Versailles, il ne subsiste que 10 000 habitants sur 60 000.
L'année 1944 est marquée par les bombardements alliés qui visent notamment les ponts sur la Seine, les gares et les zones industrielles. Certains font de nombreuses victimes parmi la population, comme à Trappes, à Mantes-la-Jolie dont le centre ancien est dévasté et à Versailles. La libération du département par l'armée américaine intervient entre le 19 et le 29 août 1944. Elle s'accompagne de drames comme le massacre de 27 résistants à Chatou le 25 août, la veille de la libération de la ville.
En 1951, le quartier général du commandement allié en Europe (SHAPE, Supreme Headquarters Allied Powers Europe) s'installe dans le camp Voluceau à Rocquencourt, où il resta jusqu'en 1967, année de son transfert en Belgique.

### De la Seine-et-Oise aux Yvelines

La création des départements de Paris, des Hauts-de-Seine, de la Seine-Saint-Denis, du Val-de-Marne, de l'Essonne, des Yvelines, du Val-d'Oise à partir de la Seine et de la Seine-et-Oise en 1968.

La création du département des Yvelines a été décidée par la loi no 64-707 du 10 juillet 1964 portant réorganisation de la région parisienne, qui a procédé au démembrement des anciens départements de Seine et Seine-et-Oise créés en 1790.
Le nouveau département comprend la partie ouest de la Seine-et-Oise, à savoir la presque totalité des arrondissements de Mantes-la-Jolie (sauf le canton de Magny-en-Vexin), Saint-Germain-en-Laye (sauf le canton de Rueil-Malmaison) et Versailles, une grande partie de l'arrondissement de Rambouillet et une petite partie de l'arrondissement de Pontoise (canton de Houilles).
Il conserve de la Seine-et-Oise, dont il est issu, le code départemental 78, son chef-lieu, Versailles et son blason. Il est découpé en trente-et-un cantons. Par la suite, ce nombre est porté à trente-neuf pour tenir compte de l'évolution démographique.
Par décret no 67-792 du 19 septembre 1967, la date officielle de mise en œuvre de cette réforme a été fixée au 1er janvier 1968, date à laquelle est entré en fonction le nouveau conseil général élu en 1967. Le premier président du conseil général des Yvelines fut Jean-Paul Palewski, conseiller général du canton de Saint-Germain-en-Laye et par ailleurs député UDR de la deuxième circonscription (Saint-Germain-en-Laye - Chatou). Il resta président du conseil général des Yvelines jusqu'à sa mort en décembre 1976.
L'année suivante, en 1969, les communes de Châteaufort et Toussus-le-Noble sont rattachées aux Yvelines au détriment de l'Essonne.
C'est le poète yvelinois Jehan Despert qui est à l'origine du nom du département, inspiré de celui, mis au pluriel, de l'ancienne forêt d'Yveline dont l'actuel massif forestier de Rambouillet est une relique. Charles de Gaulle souhaitait appeler le nouveau département « Versailles », et « Val de Seine » avait également été proposé. Mais c'est le nom suggéré par Jehan Despert qui a été adopté par l'Assemblée nationale en 1968, sur proposition de Jean-Paul Palewski.

### Les Yvelines depuis 1968

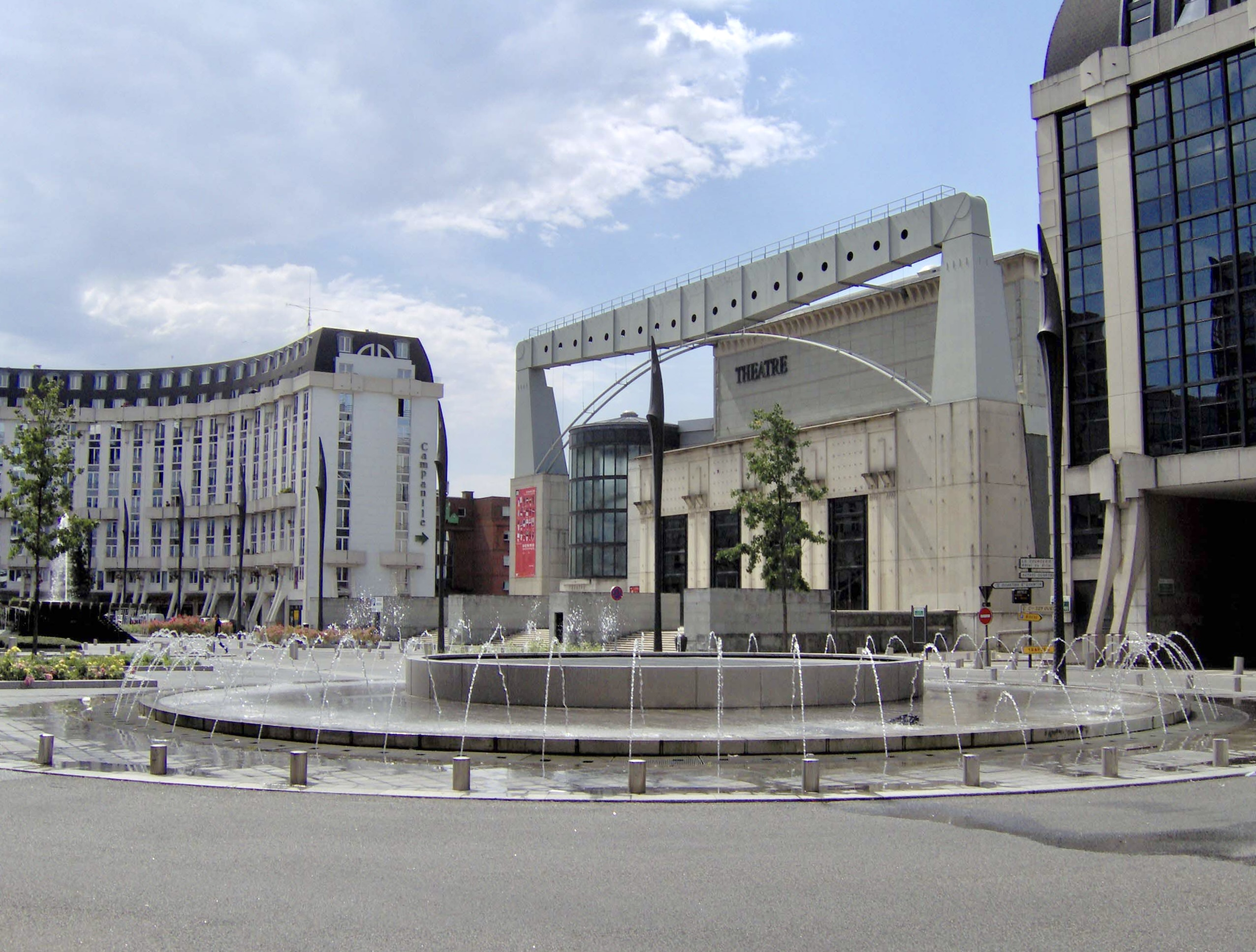
Place Georges Pompidou à Montigny-le-Bretonneux.

La croissance démographique soutenue, amorcée au début des années 1960, s'est poursuivie après la création du nouveau département, amplifiée à partir de 1972 par la création de la ville nouvelle de Saint-Quentin-en-Yvelines en application de l'art. 3 de la loi no 70-610 du 10 juillet 1970 tendant à faciliter la création d'agglomérations nouvelles.
Deux faits divers qui se produisent dans les Yvelines, le premier à Élancourt en 1968, le second dans la forêt de Rambouillet en 1979, sont à l'origine d'affaires politiques au retentissement national, l'affaire Marković et l'affaire Robert Boulin.
Les Yvelines accueillent le premier sommet (G6) du groupe des pays les plus industrialisés en 1975 au château de Rambouillet, puis la huitième manifestation du genre (G7) en juin 1982 au château de Versailles. Le parlement français se réunit en congrès à Versailles à seize reprises depuis 1968.
L'enseignement supérieur universitaire se développe dans les Yvelines à partir de 1985 par l'implantation à Versailles et Saint-Quentin-en-Yvelines d'antennes d'universités parisiennes, puis en 1991 avec la création de l'université de Versailles-Saint-Quentin-en-Yvelines et de l'IUT de Vélizy-Rambouillet, suivies en 2001 de celles de l'IUT de Mantes-la-Jolie. Fin 2006, un nouveau bâtiment pour l'école nationale de musique est inauguré à Mantes-la-Jolie. Dans le domaine culturel, le musée départemental Maurice Denis « Le Prieuré » est créé à saint-Germain-en-Laye en 1976 et les archives départementales sont transférées en 2003 dans un nouvel immeuble adapté à la conservation des documents à Montigny-le-Bretonneux.

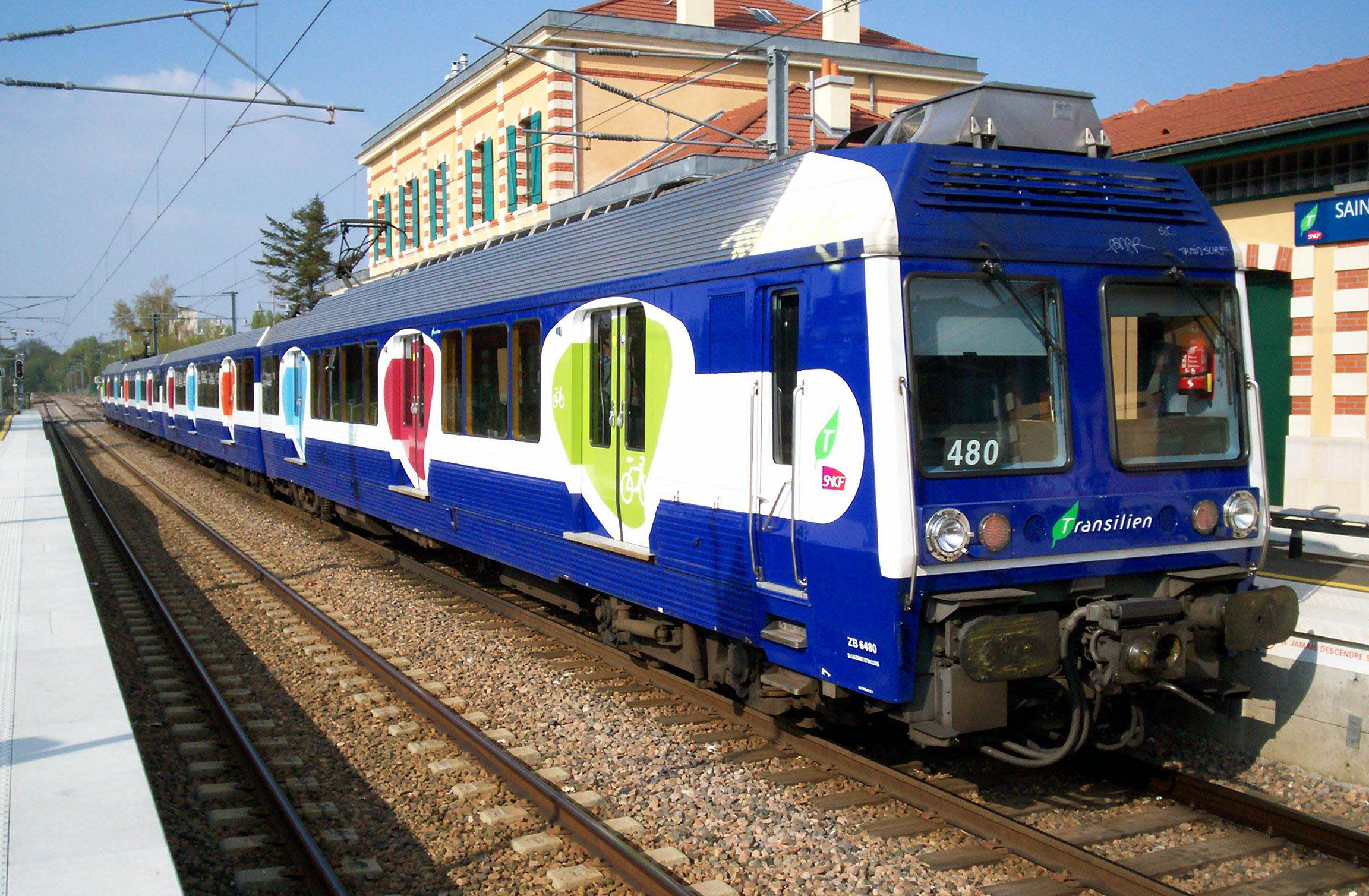
Rame Z6400 en gare de Saint-Germain-GC.

Diverses infrastructures sont créées ou aménagées. Le port fluvial de Limay-Porcheville est ouvert en 1970. La SNCF complète l'électrification du réseau, notamment les sections Plaisir-Épône en 1977 et Plaisir-Dreux en 1984 (pour lesquelles on adopte le courant alternatif monophasé 25 kV 50 Hz), et rouvre un tronçon de 10 km de la Grande ceinture Ouest en 2004. Dans les années 1990, la route nationale 12 est transformée en voie express, l'A14 est mise en service (1996). L'A86 est bouclée par un tronçon souterrain en 2009. La ligne de tramway T6 atteindra Viroflay en 2013. Outre les viaducs de l'A14, deux nouvelles traversées routières de la Seine sont créées à Mantes-la-Jolie (contournement est, 1993) et à Triel-sur-Seine (2003). À partir de 2002, le département met en place un réseau de communication en fibres optiques à haut débit reliant les principaux sites économiques, scientifiques et universitaires.
En novembre 2005, la vague de violence urbaine qui touche la banlieue parisienne n'épargne pas les Yvelines qui comptent plusieurs « cités sensibles ». Elle ne fait pas de victimes mais embrase toutes ces cités à Achères, Les Mureaux, Mantes-la-Jolie, Sartrouville, Trappes, Chanteloup-les-Vignes. L'état d'urgence est décrété dans l'ensemble du territoire métropolitain le 9 novembre d'abord pour 12 jours, puis prolongé trois mois. Depuis, des incidents se produisent sporadiquement.
Deux opérations d'intérêt national (OIN), lancées en mars 2006, Seine-Aval et Massy, Saclay, Versailles, Saint-Quentin-en-Yvelines, qui concernent au total 73 communes du département, présentent un enjeu d'avenir important pour les Yvelines.

## Économie

### Généralités

#### Emploi
Avec 542 152 emplois (recensement 2006), soit 9,8 % du total régional, l'économie des Yvelines se situe au quatrième rang des départements de l'Île-de-France après Paris, les Hauts-de-Seine et la Seine-Saint-Denis, et le premier de la grande couronne.
Comme dans le reste de la région, le secteur tertiaire est largement dominant avec 75,7 % des emplois, mais nettement moins que dans les autres départements franciliens (81,8 % en moyenne régionale). Par contre les Yvelines sont le département le plus industrialisé d'Île-de-France avec 96 506 emplois industriels, soit 16,4 % du total régional. L'agriculture occupe une place marginale avec 0,9 % des emplois, part qui n'est cependant dépassée dans la région qu'en Seine-et-Marne (2,2 %). L'économie départementale s'est montré relativement dynamique entre 1999 et 2006 avec une croissance de l'emploi total de 7,5 %, inférieure toutefois à la croissance moyenne régionale (+ 9,3 %),.
| Répartition des emplois par catégorie socioprofessionnelle en 2006. |              |                                           |                                                   |                            |                          |                           |
|                                                                     | Agriculteurs | Artisans, commerçants, chefs d'entreprise | Cadres et professions intellectuelles supérieures | Professions intermédiaires | Employés                 | Ouvriers                  |
| Yvelines                                                            | 0,2 %        | 4,4 %                                     | 24,7 %                                            | 27,5 %                     | 27,1 %                   | 16,2 %                    |
| Moyenne nationale                                                   | 2,2 %        | 6,0 %                                     | 15,4 %                                            | 24,6 %                     | 28,7 %                   | 23,2 %                    |
| Répartition des emplois par secteur d'activité en 2006.             |              |                                           |                                                   |                            |                          |                           |
|                                                                     | Agriculture  | Industrie                                 | Construction                                      | Commerce                   | Services aux entreprises | Services aux particuliers |
| Yvelines                                                            | 0,9 %        | 17,7 %                                    | 5,7 %                                             | 14,2 %                     | 17,1 %                   | 7,4 %                     |
| Moyenne nationale                                                   | 3,5 %        | 15,2 %                                    | 6,4 %                                             | 13,3 %                     | 13,3 %                   | 7,6 %                     |
| Sources : Insee,                                                    |              |                                           |                                                   |                            |                          |                           |

Zones d'emploi des Yvelines.

Le département est découpé en sept zones d'emploi qui se partagent très inégalement le territoire. L'Insee définit une zone d'emploi comme un espace géographique à l'intérieur duquel la plupart des actifs résident et travaillent. Celle de Versailles couvre la plus grande partie du territoire, la partie nord (vallée de la Seine) étant divisée en quatre zones d'emploi : Mantes-la-Jolie, Les Mureaux, Poissy et Nanterre, et quelques communes de la frange sud-est étant rattachées aux zones d'emploi d'Orsay et de Dourdan.

#### Production et commerce extérieur
Le produit intérieur brut (PIB) par habitant s'élève à 30 419 euros (année 2005), contre 27 811 euros en moyenne nationale, plaçant les Yvelines au quatrième rang des départements français après Paris, les Hauts-de-Seine et le Rhône.
Les échanges extérieurs des Yvelines s'élèvent en 2008 pour les exportations à 8 929 millions d'euros et pour les importations à 18 665 millions d'euros, soit un taux de couverture de 47,8 %, inférieur à la moyenne francilienne (53 %).
Ces échanges représentent 15,6 % (export) et 13,9 % (import) du commerce extérieur francilien. Nettement déficitaires, ils sont dominés par le secteur automobile. En valeur, les produits de la construction automobile et les équipements pour automobile représentent 36,6 % des exportations et 50,5 % des importations du département, suivis du matériel médico-chirurgical et d'orthopédie, 14,6 % et 6,8 % respectivement. Les principaux pays partenaires sont les membres de l'Union européenne (58,5 % des exportations et 77,4 % des importations) notamment le Royaume-Uni et l'Allemagne. Avec ce dernier pays qui fournit près d'un tiers des importations yvelinoises, le taux de couverture n'est que de 16,5 %.

### Principaux secteurs économiques

#### Agriculture

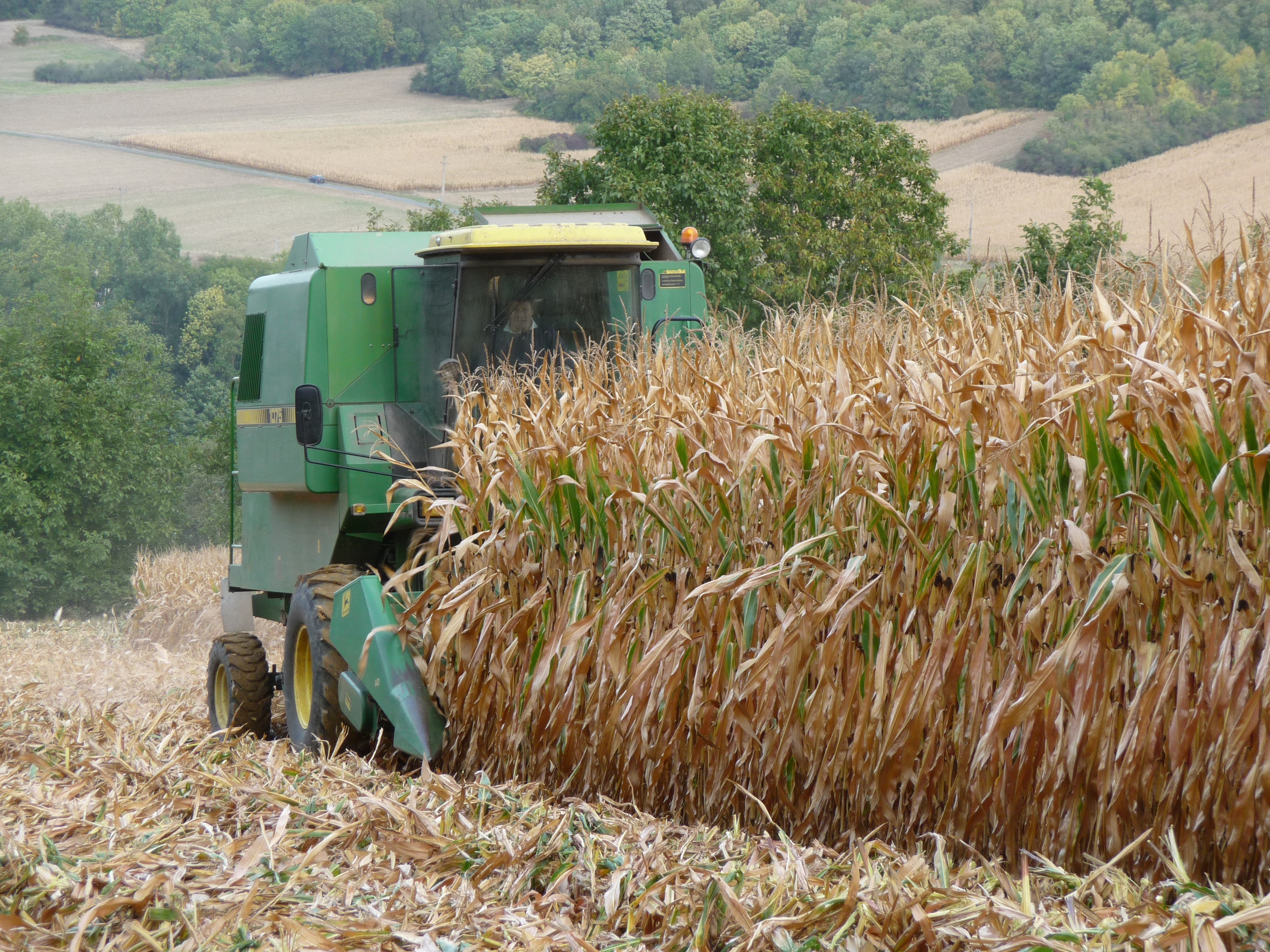
Récolte de maïs à Épône.

Avec 4 966 actifs (dont 1 280 agriculteurs exploitants) en 2006, soit 0,9 % du total, l'agriculture yvelinoise occupe une place marginale dans l'économie du département[En quoi ?]. Cependant cette activité mobilise et façonne une part importante du territoire. La surface agricole utile (SAU) s'élevait à 91 045 hectares en 2000 (dernier recensement général agricole) soit 43 % du total. Ce territoire agricole, ajouté aux 32 % de territoire boisé, donne aux Yvelines un caractère rural marqué, malgré leur proximité de Paris.
Le nombre d'exploitations agricoles (1 271 en 2000) est en forte baisse (-5,2 % par an entre 1988 et 2000, -59,6 % sur la période 1970-2000), tandis que leur superficie moyenne augmentait fortement, passant de 33,6 à 72,6 ha entre 1970 et 2000, soit une augmentation de 112,9 %.
En 2000, environ les deux tiers (65,4 %) des exploitations se consacraient à la grande culture céréalière et 12,6 % à l'élevage, le reste se partageant entre la polyculture, les cultures permanentes (vergers), le maraîchage et l'horticulture (fleurs), la tendance générale à la baisse étant la moins forte pour la grande culture et l'élevage.
Les productions végétales sont dominantes. Les céréales occupaient en 2000 plus de 60 % de la SAU, les oléagineux (colza) et protéagineux (pois, féverole) 17,6 %, les prairies et fourrages 7,4 % et la jachère 8,4 %.
Le cheptel départemental comprenait en 2000 notamment 6 270 bovins, 4 745 ovins, 2 604 équidés et 249 milliers de têtes de volailles. La part de l'élevage dans la production exprimée en valeur est secondaire : 9 % contre 39 % pour les céréales, 19 % pour les fruits et légumes frais, 15 % pour les fleurs et plantes et 10 % pour les oléagineux et protéagineux.
La production de la « volaille de Houdan » est protégée par une indication géographique protégée (IGP) dont l'aire géographique s'étend sur 164 communes de l'ouest des Yvelines (auxquelles s'ajoutent de nombreuses communes de l'Eure et d'Eure-et-Loir).

#### Industrie

Répartition des emplois par secteurs industriels en 2005.

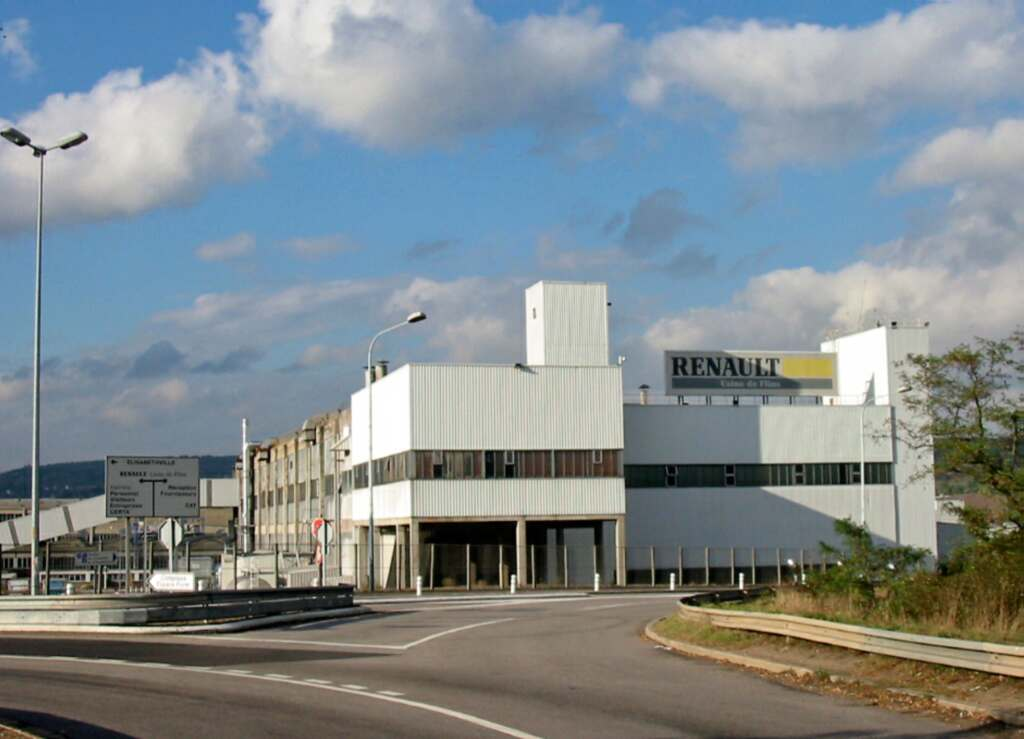
Usine Renault de Flins.

En 2006, le secteur de l'industrie occupait dans les Yvelines 96 506 emplois, soit 17,7 % de l'emploi total, taux nettement supérieur à la moyenne régionale (10,6 %) mais inférieur à la moyenne nationale (29,6 %). Bien que les Yvelines restent le département le plus industrialisé d'Île-de-France, la part des emplois industriels tend à baisser au fil des ans au profit du secteur tertiaire. Elle s'élevait à 102 075 emplois au recensement de 1999 (20,2 % de l'emploi total) et a baissé de 6,4 % en nombre d'emplois entre 1999 et 2006.
Les principaux secteurs représentés dans les Yvelines sont l'automobile, l'aéronautique, l'industrie aérospatiale et la défense, les équipements électroniques et les services informatiques, les bio-industries cosmétiques, parfumerie, agro-industries, la santé, les éco-industries.
| Secteurs                                       | Groupes industriels                                                         |
| ---------------------------------------------- | --------------------------------------------------------------------------- |
| Automobile                                     | Groupe PSA, Renault, BMW, Mercedes-Benz, Fiat, Ford, Nissan                 |
| Aéronautique, aérospatiale, défense            | ArianeGroup, Airbus Group, Matra, Safran Landing Systems, Thales            |
| Équipements électroniques                      | Alcatel, Bouygues, Nortel Networks, Siemens VDO, Steria                     |
| Cosmétique, parfumerie, agro-industries, santé | GlaxoSmithKline, GE Healthcare, Garnier, Parfums Rochas, Syngenta, Bongrain |
| Éco-industries                                 | Saur, Suez, Veolia, Air liquide, SEPUR                                      |

Les industries sont concentrées sur un nombre limité de communes situées d'une part dans le nord, dans la vallée de la Seine, berceau historique de l'industrialisation du département, d'autre part dans l'est, dans la zone Versailles - Saint-Quentin-en-Yvelines. Les principales communes industrielles, où l'emploi industriel représente plus de la moitié des emplois, sont Flins-sur-Seine / Aubergenville, Les Mureaux, Poissy, Vélizy-Villacoublay et Saint-Quentin-en-Yvelines (communauté d'agglomération). Autres communes importantes comptant plus de 30 % d'emploi industriel : Mantes-la-Jolie, Limay, Conflans-Sainte-Honorine, Sartrouville, Houilles, Plaisir, Versailles, Rambouillet.
L'automobile est la principale activité industrielle des Yvelines avec 31 300 emplois en 2006. Ce secteur se caractérise par la présence de grands établissements employant plus de 1000 salariés. Il comprend des centres de production (Renault à Flins/Aubergenville, PSA à Poissy), des centres de recherche (Technocentre Renault à Guyancourt, centres techniques de PSA à Vélizy et Carrières-sous-Poissy), des sièges sociaux de groupes étrangers à Saint-Quentin-en-Yvelines et de nombreux sous-traitants. En 2009, le conseil général des Yvelines a fait du soutien et de la promotion de la filière automobile, très affectée par la crise économique, une de ses priorités dans le cadre d'un projet intitulé « Vallée de l'Automobile ». Celle-ci incluait le projet controversé de construction d'un circuit de Formule 1 à Flins-sur-Seine, projet abandonné par la suite.
Secteurs particuliers de l'industrie yvelinoise : les aciéries électriques Alpa de Gargenville et Iton-Seine de Bonnières-sur-Seine, toutes deux filiales du groupe italien Riva, et la facture d'instruments de musique à Mantes-la-Ville avec les sociétés Henri Selmer Paris (saxophones) et Buffet-Crampon (clarinettes), premiers fabricants mondiaux dans leurs domaines respectifs.

#### Recherche

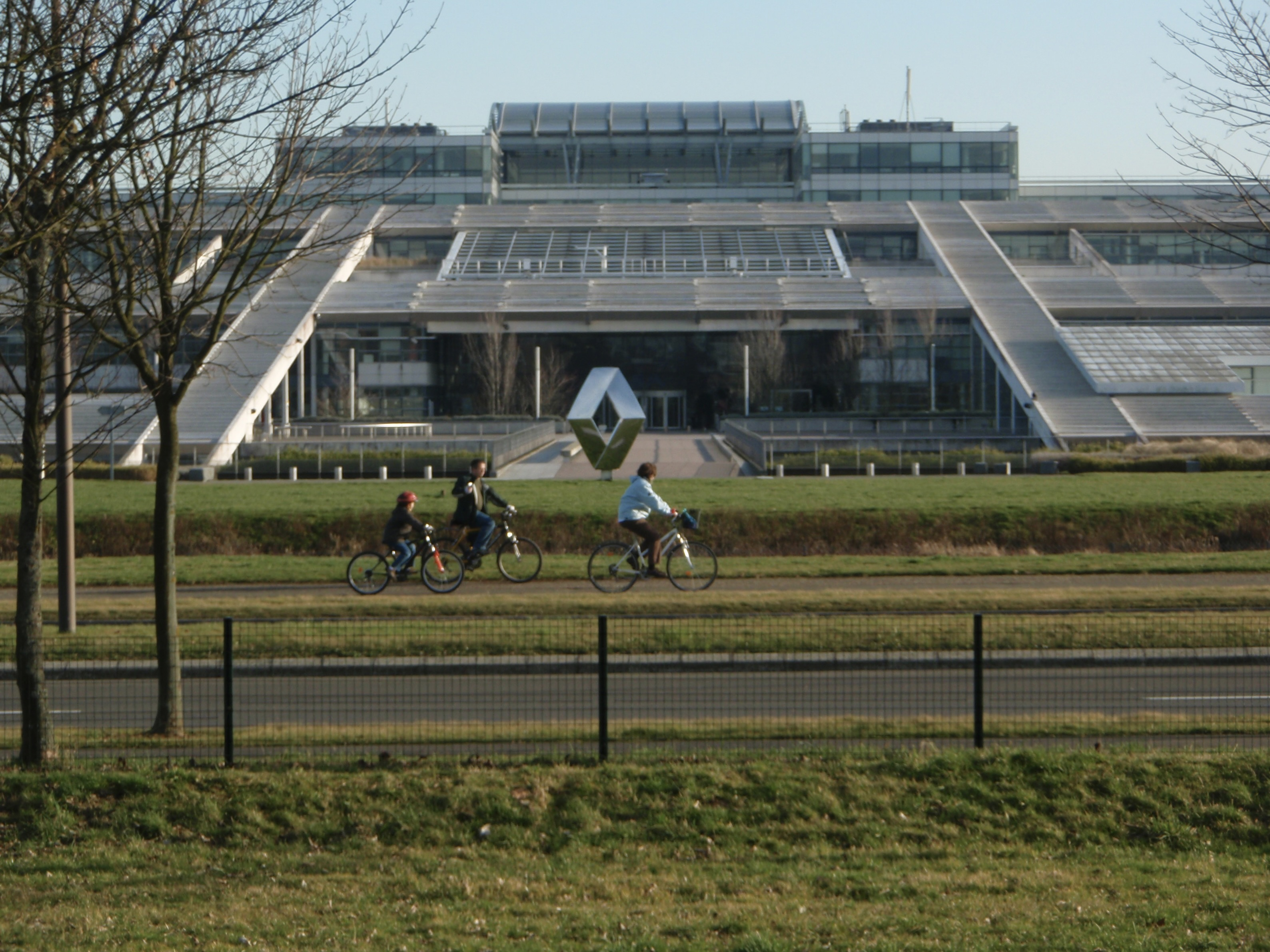
Technocentre Renault (Guyancourt).

Les Yvelines concentrent un nombre important de chercheurs du secteur privé et du secteur public. La recherche est fortement concentrée dans la zone géographique de Versailles - Saint-Quentin-en-Yvelines. Trois secteurs sont particulièrement représentés :
- l'automobile : technocentre Renault, Institut national de recherche sur les transports et leur sécurité (INRETS) ;
- L'électronique et les services informatiques : Institut national de recherche en informatique et en automatique (INRIA) ;
- les biotechnologies : Institut national de recherche agronomique (INRA)[94].

#### Commerce
En 2006, le secteur du commerce occupait 77 526 emplois dans les Yvelines, soit 14,2 % de l'emploi total, en progression de 11,3 % par rapport au recensement précédent (1999).
Le département compte, en 2008, 186 grandes surfaces alimentaires, dont 21 hypermarchés. La densité en hyper et supermarchés s'élevait en 2004 à 249 m2 pour 1000 habitants, plaçant le département au quatrième rang en Île-de-France, après les trois autres départements de la grande couronne (Seine-et-Marne, Essonne, Val-d'Oise).
On y trouve également six centres commerciaux régionaux, tous concentrés dans le centre-est du département (zone Versailles - Saint-Quentin-en-Yvelines) : Parly 2 (Le Chesnay), Vélizy 2 (Vélizy-Villacoublay), Espace Saint Quentin et SQY Ouest (Saint-Quentin-en-Yvelines), Pariwest (Maurepas), Grand Plaisir (Plaisir).
Le magasin Auchan de Vélizy 2 est le premier hypermarché de France par son chiffre d'affaires (307 millions d'euros en 2008) et propose 205 000 références sur 19 700 m2.
Des zones commerciales importantes se sont développées spontanément le long des principaux axes routiers en sortie d'agglomération, comme le CD 113 à Orgeval, la D11 aux Clayes-sous-Bois et la RN 10 à Coignières.
Le commerce traditionnel de centre-ville se maintient dans certaines villes comme Versailles, Poissy ou Saint-Germain-en-Laye. Cette dernière, avec 850 commerces, s'affirme comme « le plus grand centre commercial à ciel ouvert de l’ouest parisien ».

#### Tourisme

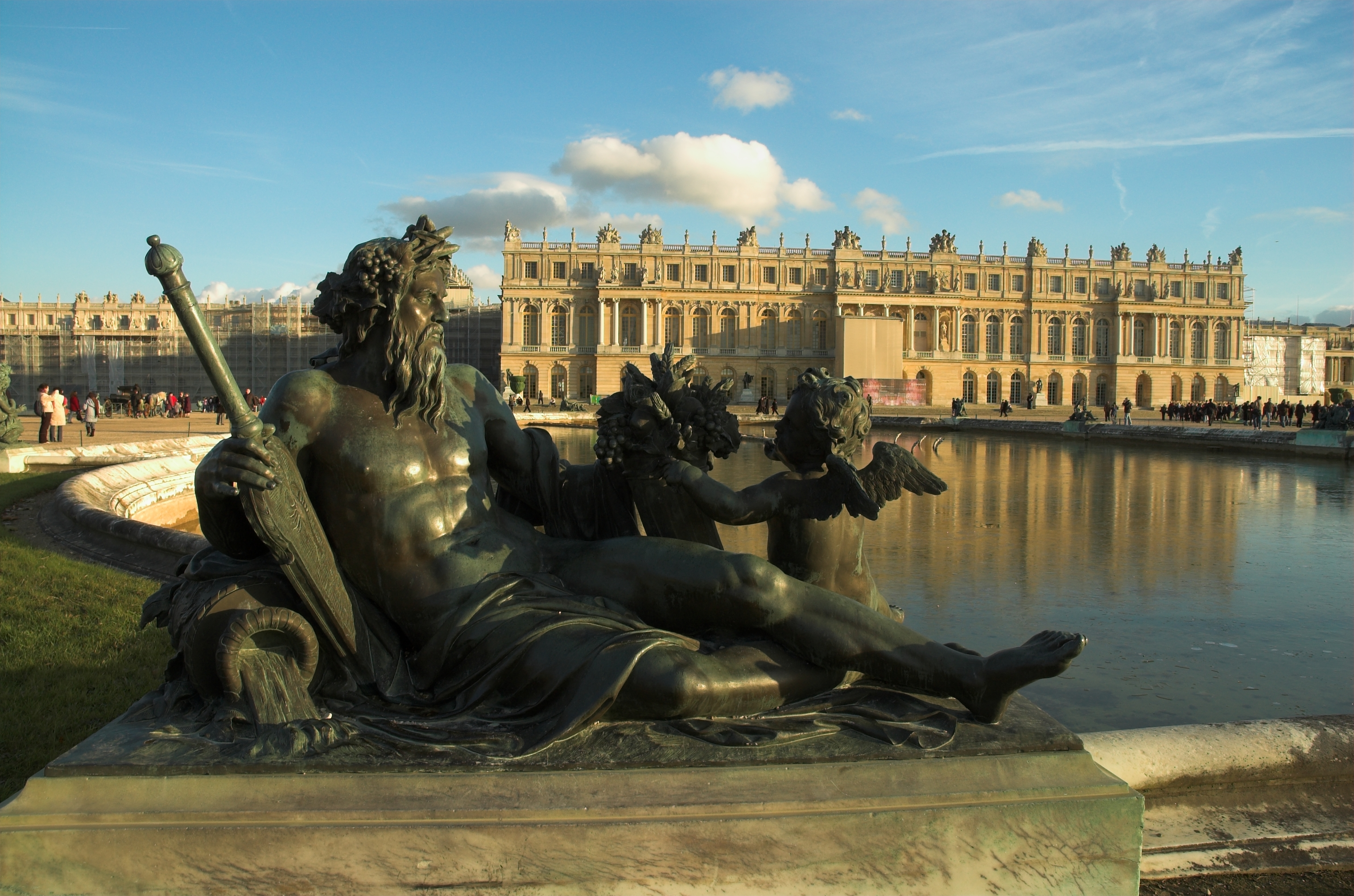
Château de Versailles - Au premier plan La Seine par Étienne Le Hongre (Parterre d'eau).

Le tourisme dans les Yvelines, favorisé par la proximité de Paris, est fortement marqué par la présence du château de Versailles, qui est l'une des principales attractions touristiques de la France.
Les sites les plus fréquentés par les touristes étaient en 2007 dans l'ordre le château de Versailles (5 236 317 visiteurs), le parc zoologique de Thoiry (378 639), France Miniature à Élancourt (175 000) et l'espace Rambouillet (103 545). Le château de Versailles se classait à la quatrième place des sites payants d'Île-de-France, après Disneyland Resort Paris, le musée du Louvre et la tour Eiffel (chiffres 2008).
Ces sites prestigieux tendent toutefois à éclipser les nombreux points d'intérêt du département, liés principalement à son histoire.

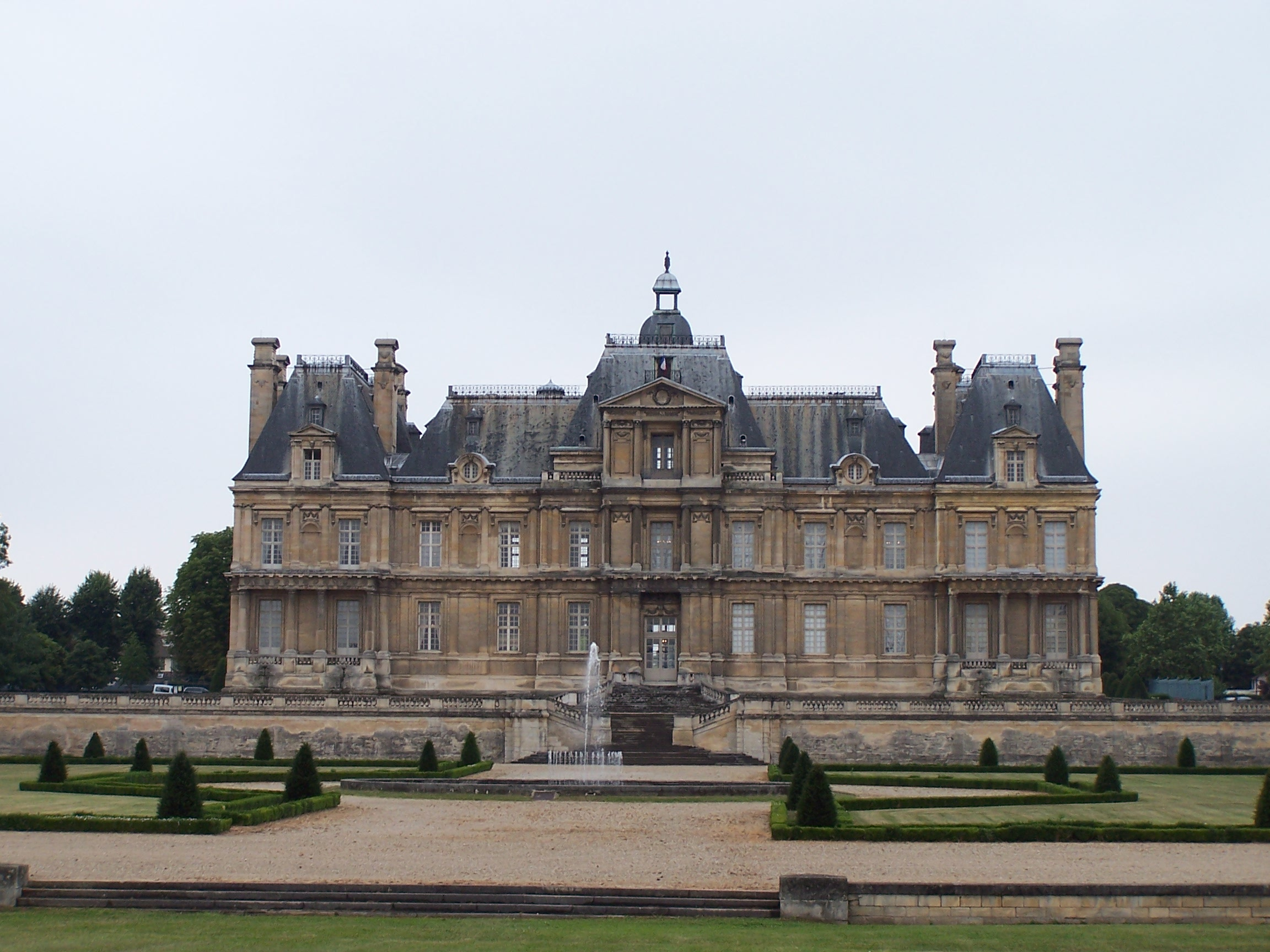
Château de Maisons (Maisons-Laffitte).

Six villes s'honorent du titre de « villes royales ». Outre Versailles et Saint-Germain-en-Laye, il s'agit de Poissy qui a vu naître Saint Louis, Mantes-la-Jolie, Marly-le-Roi et Rambouillet. De nombreux châteaux, anciennes résidences royales, ou demeures des familles puissantes, proches du pouvoir, sont ouverts à la visite. Les plus connus sont ceux de Versailles, Saint-Germain-en-laye, Rambouillet, Breteuil, Maisons-Laffitte, Thoiry. S'y ajoutent quelques rares vestiges de châteaux-forts plus anciens, comme le château de la Madeleine à Chevreuse.

Communes avec plus de 10 % de résidences secondaires en 2006.

Le département dispose en 2009 de cent-trente-deux hôtels, dont sept de la catégorie 4 étoiles et luxe, pour 7 552 chambres, de dix-huit terrains de camping pour 3 271 emplacements. Les résidences secondaires représentaient en 1999 seulement 1,8 % du nombre total de logements, soit 10 178 résidences secondaires.
Pour les randonneurs et promeneurs, le département est équipé d'environ 1 000 kilomètres de sentiers balisés inscrits dans le « schéma départemental de la randonnée pédestre des Yvelines adopté en 1995. Parmi ceux-ci figurent des sentiers de grande randonnée : le GR 1 (tour de Paris) et le GR 11 (grand tour de Paris), le GR 2 qui suit le cours de la Seine par la rive droite, le GR 22 de Paris au mont Saint-Michel, qui traverse la forêt de Rambouillet, le GR 26 qui suit le cours de la Seine par la rive gauche et le GR Pays des Yvelines qui parcourt le département dans sa frange ouest.
Dans la vallée de la Seine, berceau de l'impressionnisme, deux chemins ponctués de reproductions de tableaux sur les lieux mêmes où ils ont été peints sont proposés : le « chemin des impressionnistes », qui parcourt neuf communes, Carrières-sur-Seine, Chatou, Croissy-sur-Seine, Bougival, Louveciennes, Marly-le-Roi, Le Port-Marly, Le Pecq et Noisy-le-Roi, et le « parcours des impressionnistes » qui parcourt sept autres communes, Mantes-la-Jolie, Saint-Martin-la-Garenne, Vétheuil, Moisson-Lavacourt, Limetz-Villez, Bennecourt et Bonnières-sur-Seine.

### Développement

#### Opérations d'intérêt national
Deux opérations d'intérêt national (OIN), lancées en mars 2006, intéressent les Yvelines. L'opération Seine-Aval, qui concerne 51 communes riveraines de la Seine et 370 000 habitants entre Conflans-Sainte-Honorine et Bonnières-sur-Seine, vise à requalifier un territoire touché par la désindustrialisation. L'opération Massy, Saclay, Versailles, Saint-Quentin-en-Yvelines, qui concerne 49 communes (22 des Yvelines et 27 de l'Essonne) et 650 000 habitants, a pour but de créer un pôle scientifique de dimension internationale.

#### Pépinières d'entreprises
Le département compte plusieurs pépinières ou incubateurs d'entreprises
- Confluence entreprises à Conflans-Sainte-Honorine
- Arnold de Ville à Louveciennes,
- Espace des entrepreneurs à Montesson
- Cristal et Média à Poissy,
- Promopole à Saint-Quentin-en-Yvelines,

#### Zones franches urbaines
Le département des Yvelines compte quatre zones franches urbaines (ZFU). Ce sont les suivantes : ZFU Bécheville, Les Bougimonts, L’Île-de-France, La Vigne Blanche, Les Musiciens (Les Mureaux), ZFU Le Val-Fourré (Mantes-la-Jolie), ZFU Le Plateau, Cité des Indes (Sartrouville) et ZFU Les Merisiers (Trappes). Les deux premières ont été créées en 1996, les deux dernières en 2004.
De plus, le département compte 22 quartiers prioritaires de la politique de la ville (QPPV). Parmi eux, les 4 quartiers cités précédemment, et 18 autres tels que le Valibout (Plaisir), ou encore le Pont du Routoir (Guyancourt).

## Démographie
En 2022, le département comptait 1 470 778 habitants, en évolution de +2,72 % par rapport à 2016 (France hors Mayotte : +2,11 %).
Les Yvelines sont le quatrième département francilien, après Paris, les Hauts-de-Seine et la Seine-Saint-Denis, et le neuvième de France. Son poids démographique est de 11,8 % au niveau régional et 2,2 % au niveau national (France métropolitaine).
La densité de population s'établit à 643,9 habitants/km2 en 2022, très supérieure à la densité moyenne de la France métropolitaine (107,1 habitants/km2), mais nettement en dessous du niveau régional (1 030,7 habitants/km2).

### Évolution démographique
La population des Yvelines a connu une forte croissance depuis la création du département (elle a quasiment doublé entre 1962 et 1999). Cette croissance, forte jusqu'au milieu des années 1970 s'est ralentie depuis, le taux moyen de croissance annuelle, égal à 3,45 % de 1968 à 1975, tombant à 0,39 % entre 1990 et 1999, 0,43 % entre 1999 et 2006 et 0,25 % entre 2006 et 2013. Elle est le résultat d'un solde migratoire largement positif jusqu'en 1975, mais qui faiblit ensuite jusqu'à devenir négatif depuis 1990, et d'un solde naturel qui s'est maintenu autour de 1 % par an mais qui a commencé à fléchir à partir de 1999.
| 1791 | 1801 | 1806 | 1821 | 1826 | 1831 | 1836 | 1841 | 1846 |
| ---- | ---- | ---- | ---- | ---- | ---- | ---- | ---- | ---- |
| -    | -    | -    | -    | -    | -    | -    | -    | -    |

| 1851 | 1856 | 1861 | 1866 | 1872 | 1876    | 1881    | 1886    | 1891    |
| ---- | ---- | ---- | ---- | ---- | ------- | ------- | ------- | ------- |
| -    | -    | -    | -    | -    | 235 511 | 236 471 | 247 910 | 250 552 |

| 1896    | 1901    | 1906    | 1911    | 1921    | 1926    | 1931    | 1936    | 1946    |
| ------- | ------- | ------- | ------- | ------- | ------- | ------- | ------- | ------- |
| 263 562 | 270 228 | 277 753 | 297 562 | 321 237 | 367 267 | 408 282 | 428 166 | 431 499 |

| 1954    | 1962    | 1968    | 1975      | 1982      | 1990      | 1999      | 2006      | 2011      |
| ------- | ------- | ------- | --------- | --------- | --------- | --------- | --------- | --------- |
| 519 176 | 687 827 | 853 386 | 1 082 255 | 1 196 111 | 1 307 150 | 1 354 304 | 1 395 804 | 1 413 635 |

| 2016      | 2021      | 2022      | - | - | - | - | - | - |
| --------- | --------- | --------- | - | - | - | - | - | - |
| 1 431 808 | 1 456 365 | 1 470 778 | - | - | - | - | - | - |

### Communes les plus peuplées
| Nom                      | Code Insee | Intercommunalité                  | Superficie (km2) | Population (dernière pop. légale) | Densité (hab./km2) | Modifier                                    |
| ------------------------ | ---------- | --------------------------------- | ---------------- | --------------------------------- | ------------------ | ------------------------------------------- |
| Versailles               | 78646      | CA Versailles Grand Parc          | 26,20            | 83 918 (2022)                     | 3 203              | modifier les données · modifier les données |
| Sartrouville             | 78586      | CA Saint Germain Boucles de Seine | 8,46             | 51 570 (2022)                     | 6 096              | modifier les données · modifier les données |
| Saint-Germain-en-Laye    | 78551      | CA Saint Germain Boucles de Seine | 51,94            | 45 286 (2022)                     | 872                | modifier les données · modifier les données |
| Mantes-la-Jolie          | 78361      | CU Grand Paris Seine et Oise      | 9,38             | 44 246 (2022)                     | 4 717              | modifier les données · modifier les données |
| Poissy                   | 78498      | CU Grand Paris Seine et Oise      | 13,28            | 40 792 (2022)                     | 3 072              | modifier les données · modifier les données |
| Conflans-Sainte-Honorine | 78172      | CU Grand Paris Seine et Oise      | 9,90             | 36 306 (2022)                     | 3 667              | modifier les données · modifier les données |
| Trappes                  | 78621      | CA Saint-Quentin-en-Yvelines      | 13,47            | 34 276 (2022)                     | 2 545              | modifier les données · modifier les données |
| Les Mureaux              | 78440      | CU Grand Paris Seine et Oise      | 11,99            | 34 151 (2022)                     | 2 848              | modifier les données · modifier les données |
| Houilles                 | 78311      | CA Saint Germain Boucles de Seine | 4,43             | 33 617 (2022)                     | 7 588              | modifier les données · modifier les données |
| Montigny-le-Bretonneux   | 78423      | CA Saint-Quentin-en-Yvelines      | 11,65            | 32 150 (2022)                     | 2 760              | modifier les données · modifier les données |
| Plaisir                  | 78490      | CA Saint-Quentin-en-Yvelines      | 18,68            | 31 971 (2022)                     | 1 712              | modifier les données · modifier les données |
| Le Chesnay-Rocquencourt  | 78158      | CA Versailles Grand Parc          | 7,02             | 31 064 (2022)                     | 4 425              | modifier les données · modifier les données |
| Chatou                   | 78146      | CA Saint Germain Boucles de Seine | 5,08             | 30 054 (2022)                     | 5 916              | modifier les données · modifier les données |
| Guyancourt               | 78297      | CA Saint-Quentin-en-Yvelines      | 13,00            | 29 758 (2022)                     | 2 289              | modifier les données · modifier les données |
| Rambouillet              | 78517      | CA Rambouillet Territoires        | 35,19            | 27 145 (2022)                     | 771                | modifier les données · modifier les données |

### Pyramide des âges
Avec 27,8 % de jeunes de moins de 20 ans en 2006 (contre 26,1 % au niveau régional et 24,8 % au niveau national - France métropolitaine), les Yvelines sont un département relativement jeune. Toutefois, la population tend à vieillir au fil des recensements.
| Hommes | Classe d’âge | Femmes |
| ------ | ------------ | ------ |
| 0,1    | 95 ans et +  | 0,3    |
| 3,5    | 75 à 94 ans  | 6,1    |
| 10,4   | 60 à 74 ans  | 11,0   |
| 20,5   | 45 à 59 ans  | 19,9   |
| 22,8   | 30 à 44 ans  | 23,1   |
| 21,4   | 15 à 29 ans  | 20,0   |
| 21,3   | 0 à 14 ans   | 19,6   |

| Hommes | Classe d’âge | Femmes |
| ------ | ------------ | ------ |
| 0,3    | 90 ans et +  | 0,9    |
| 4,1    | 75 à 89 ans  | 6,3    |
| 11,0   | 60 à 74 ans  | 11,4   |
| 20,4   | 45 à 59 ans  | 20,8   |
| 22,2   | 30 à 44 ans  | 21,8   |
| 20,1   | 15 à 29 ans  | 19,0   |
| 21,9   | 0 à 14 ans   | 19,9   |

### Répartition de la population

Yvelines, densité de population.

La densité moyenne de la population s'établit à 611 habitants/km2 en 2006, très supérieure à la densité moyenne de la France métropolitaine (113 habitants/km2), mais nettement en dessous du niveau régional (960 habitants/km2). Cette moyenne recouvre d'importantes disparités. En effet, les 3/4 du territoire situés pour l'essentiel dans l'ouest et dans le sud ont une densité de population inférieure à la moyenne. Dans ces zones, 85 communes rurales représentant un peu plus de la moitié du département ont une densité inférieure à 100 habitants/km2. À l'opposé, les zones les plus urbanisées situées dans le nord-est, dans la continuité de l'agglomération parisienne, ont une densité très supérieure, approchant les 7 000 habitants/km2 à Houilles et au Chesnay.
Cette répartition fait apparaître deux axes d'urbanisation préférentiels : le premier d'est en ouest de Chatou à Mantes-la-Jolie et Bonnières-sur-Seine le long de la vallée de la Seine, le second du nord-est vers le sud-ouest, de Viroflay et Versailles en direction de Rambouillet le long de la route nationale 10 (et secondairement le long de la route nationale 12 vers Plaisir). Ce dernier a reçu une forte impulsion avec la création de la ville nouvelle de Saint-Quentin-en-Yvelines au sud-ouest de Versailles, qui rassemble en 2006 10,5 % de la population du département.

### Logement
En 2003, les Yvelines comptent 112 210 logements sociaux sur 524 514 résidences principales, soit 21,4 % contre un taux moyen de 24,9 % en Île-de-France. La répartition des logements sociaux montre de très fortes disparités, ce taux atteignant, par exemple, 63,1 % à Trappes en 2006, 61,3 % à Chanteloup-les-Vignes, 54,2 % à Mantes-la-Jolie, 50,2 % aux Mureaux ou bien encore 50 % à Guyancourt.
Ces villes respectent la loi relative à la solidarité et au renouvellement urbains. La loi SRU, votée en 2000, impose aux communes de plus de 3500 habitants d'atteindre un quota de 20 % de logements sociaux.

### Sociologie

#### Composition des ménages
Sur les 595 577 ménages recensés en 2020, 32,7 % étaient des ménages d'une seule personne, 23,8 % des couples sans enfants, 31,8 % des couples avec enfants et 10,3 % des familles monoparentales.

#### Niveau de formation
En 2020, un peu moins de la moitié (46,6 %) de la population non scolarisée de plus de 15 ans était titulaire d'un diplôme de l'enseignement supérieur (bac + 2 ou supérieur), une proportion supérieure à la moyenne de l'Île-de-France (44,3 %). 15,7 % de cette même population n'avait aucun diplôme, moins que la moyenne régionale (18,3 %).

#### Revenus et niveau de vie
En 2020, le département comptait 585 087 ménages fiscaux. 68,6 % étaient imposables, taux supérieur à la moyenne francilienne (63,11 %) et à la moyenne nationale (45 %).
En 2020, le niveau de vie médian était de 27 470 €, faisant des Yvelines le troisième département le plus riche de France, derrière  Paris (28 790 €) et les Hauts-de-Seine (36 453 €).
Dans le classement national pour l'année 2010 des communes en fonction du revenu fiscal médian par ménage, neuf des dix premières communes françaises sont yvelinoises : Saint-Nom-la-Bretèche (1re), Aigremont (2e), Milon-la-Chapelle (5e), Feucherolles (6e), Chavenay (7e), Fourqueux (8e), Herbeville (9e), Saint-Lambert (10e) avec un revenu médian s'échelonnant de 80 618 à 69 683 €.

### Immigration
En 2006, les Yvelines comptaient 161 956 immigrés (c'est-à-dire, selon la définition retenue par l'Insee, de personnes nées étrangères à l'étranger
et résidant en France), soit 8,3 % de la population immigrée de l'Île-de-France et 11,6 % de la population totale du département. Ce dernier taux, nettement inférieur à la moyenne régionale égale à 16,9 %, est en augmentation par rapport au recensement de 1999 : 10,4 %,.

## Politique et administration

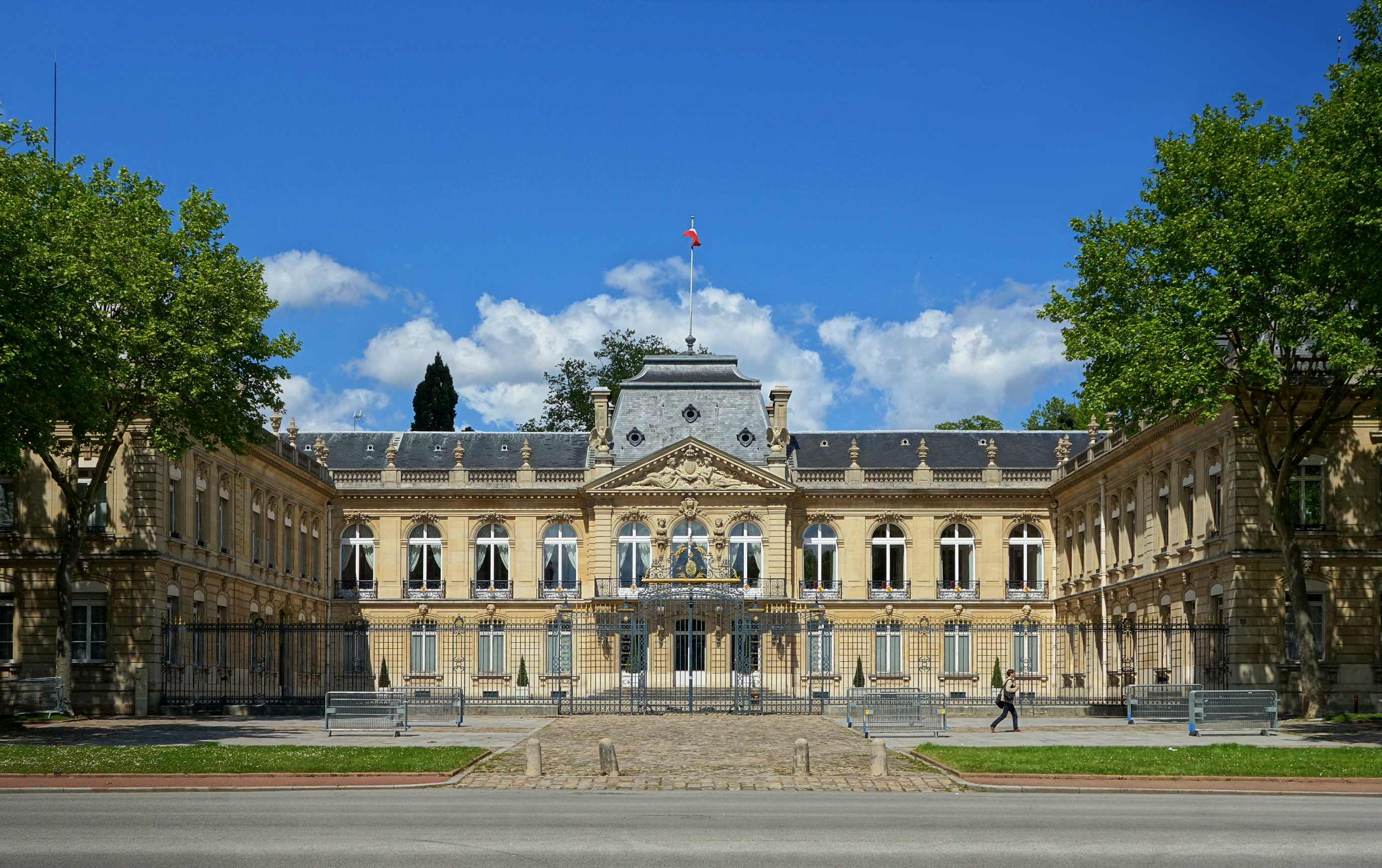
Préfecture des Yvelines à Versailles.

Les Yvelines, qui ont longtemps abrité au château de Versailles la cour du roi de France, jouent encore un rôle, plus modeste, dans la politique nationale : c'est en effet à Versailles que le Parlement se réunit périodiquement en Congrès pour adopter les révisions de la constitution lorsque celles-ci se font par voie parlementaire.
Le département a accueilli à deux reprises une réunion du groupe des pays les plus riches du monde : le G6, première manifestation du genre, en 1975 au château de Rambouillet et le G7 en 1982 au château de Versailles.

### Présidents du conseil général des Yvelines
Cinq présidents se sont succédé à la tête du conseil général des Yvelines depuis l’élection du premier en 1967 :
| Période | Période  | Identité             | Étiquette | Qualité                                              |
| ------- | -------- | -------------------- | --------- | ---------------------------------------------------- |
| 1967    | 1976     | Jean-Paul Palewski   | UDR       | avocat et homme politique                            |
| 1977    | 1994     | Paul-Louis Tenaillon | UDF       | directeur de coopérative agricole                    |
| 1994    | 2005     | Franck Borotra       | UMP       | ingénieur, diplômé de l'Institut français du pétrole |
| 2005    | 2009     | Pierre Bédier        | UMP       | chef d'entreprise                                    |
| 2009    | 2014     | Alain Schmitz        | UMP       | avocat, commissaire-priseur                          |
| 2014    | en cours | Pierre Bédier        | LR        | chef d'entreprise                                    |

Jean-Paul Palewski meurt en fonctions le 10 décembre 1976.
Pierre Bédier est démis de ses fonctions le 22 mai 2009, à la suite d'une condamnation à six ans d'inéligibilité. Du 25 mai au 3 juillet 2009, Christine Boutin (PCD), alors première vice-présidente du conseil général exerce la fonction de présidente par intérim.

### Découpage administratif

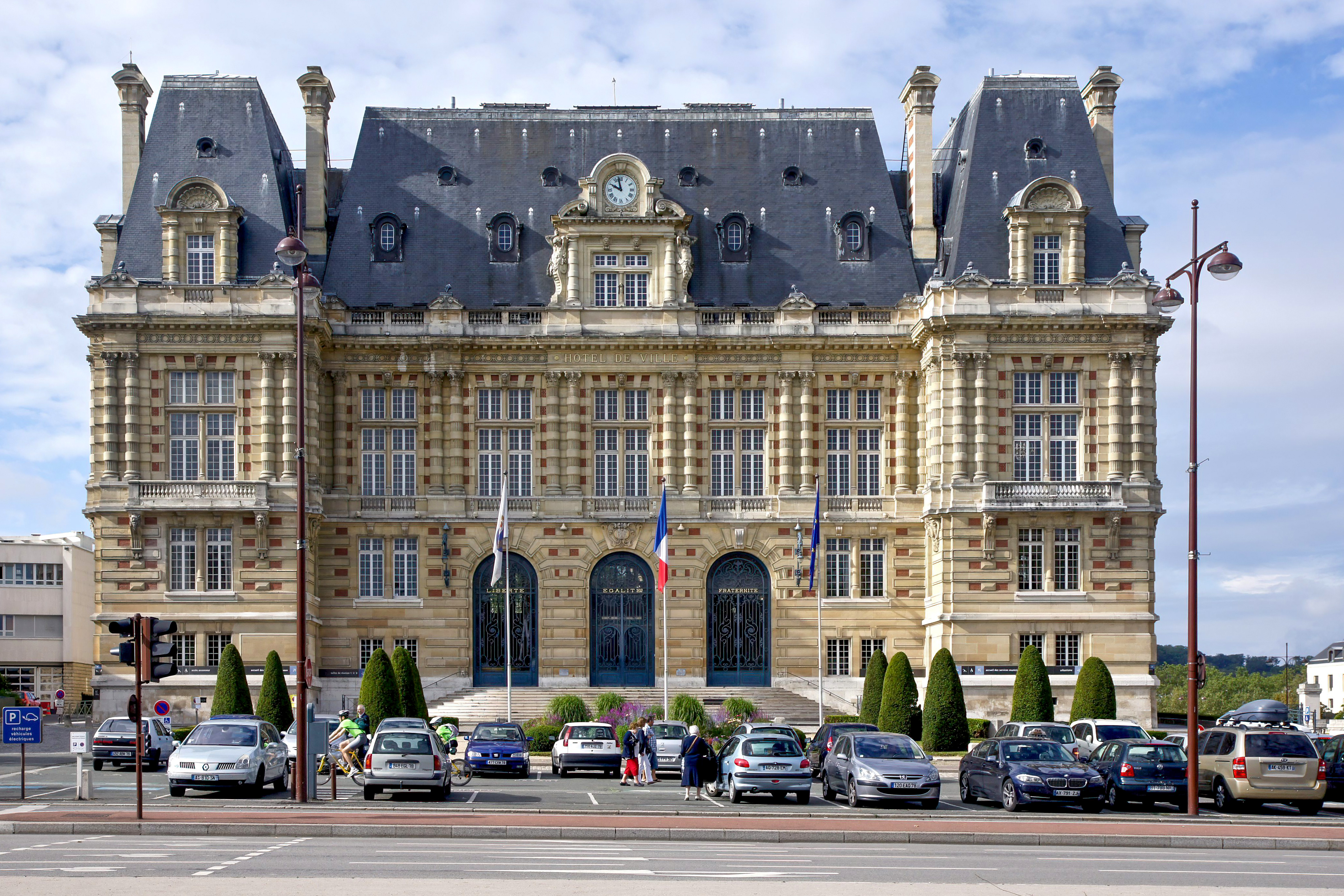
Hôtel de ville de Versailles.

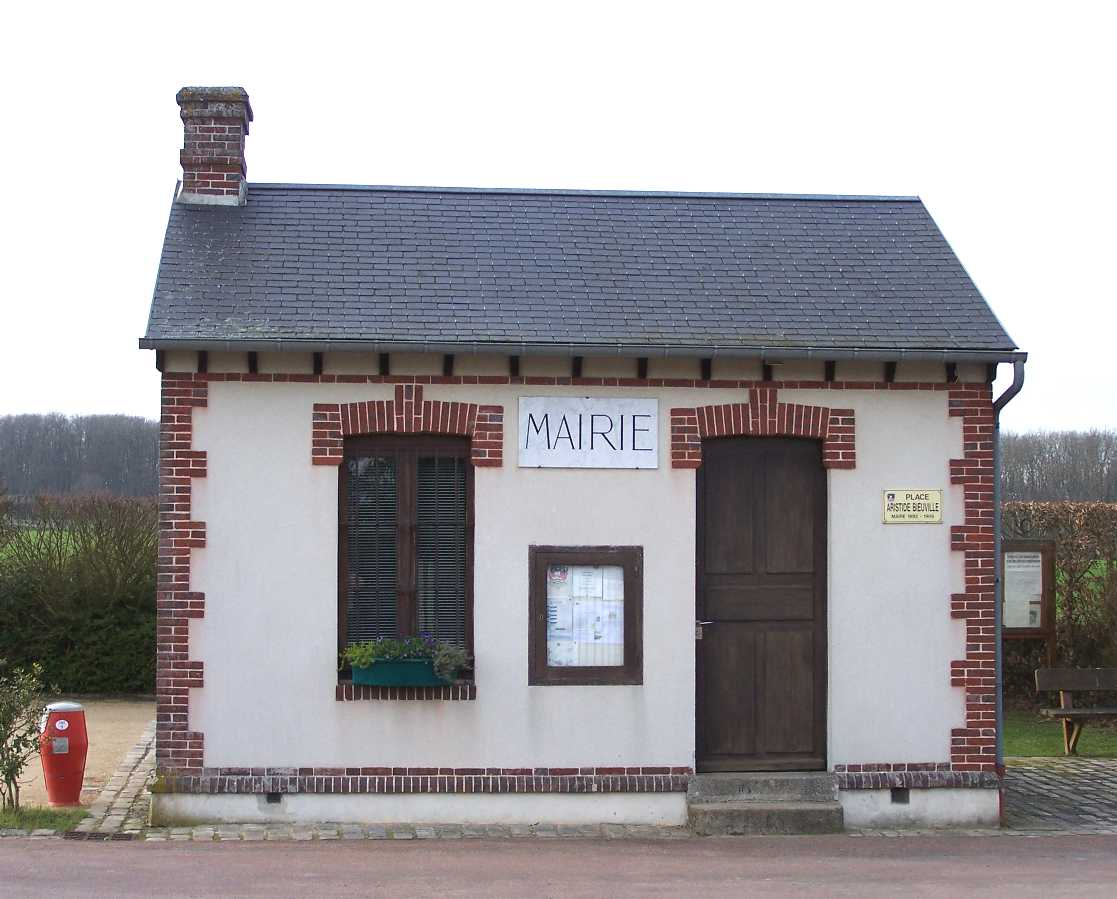
Mairie du Tartre-Gaudran.

Le département est découpé en quatre arrondissements, vingt-et-un cantons et deux-cent-soixante-deux communes, dont la plus petite d'Île-de-France, Le Tartre-Gaudran, qui ne compte que 31 habitants. Son chef-lieu, Versailles, est aussi la commune la plus peuplée du département avec 87 549 habitants (2006).

Arrondissements et cantons des Yvelines - découpage de 1991.

(les chiffres de population indiqués ci-dessous sont ceux du recensement 2006)
Les quatre arrondissements sont les suivants :
- à l'est, Versailles, 15 500 ha, 19 communes, 347 496 habitants ;
- au nord-ouest, Mantes-la-Jolie, 82 542 ha, 8 cantons, 117 communes, 264 269 habitants ;
- au sud, Rambouillet, 95 030 ha, 81 communes, 214 219 habitants ;
- au nord-est, Saint-Germain-en-Laye, 33 983 ha, 45 communes, 528 320 habitants.

Intercommunalités des Yvelines au 1 janvier 2017.

Le département des Yvelines compte en 2017 une communauté urbaine, cinq communautés d'agglomération et cinq communautés de communes regroupant 261 des 262 communes du département. Il existe également de nombreux syndicats intercommunaux créés pour gérer des questions spécifiques telles que l'alimentation en eau potable, la gestion de collèges ou de lycées, de piscines, de bases de loisirs, etc.
La communauté urbaine est la suivante :
- Grand Paris Seine et Oise, constituée de soixante-treize communes

Les cinq communautés d'agglomération sont les suivantes :
- Versailles Grand Parc, dix-huit communes, dont une, Bièvres dans l'Essonne, 262 190 habitants (dont 257 757 dans les Yvelines) ;
- Saint-Quentin-en-Yvelines (ancienne ville nouvelle), douze communes, 227 137 habitants ;
- Saint-Germain Boucles de Seine, vingt communes dont une, Bezons, dans le Val-d'Oise, 332 672 habitants (dont 304 837 dans les Yvelines) ;
- Rambouillet Territoires, trente-six communes ;
- Cergy-Pontoise située principalement dans le Val-d'Oise, mais à laquelle la commune de Maurecourt est rattachée.

Les cinq communautés de communes sont les suivantes :
- Cœur d'Yvelines, trente communes, 22 318 habitants ;
- Pays houdanais, trente-sept communes dont cinq en Eure-et-Loir, 22 435 habitants (dont 18 011 dans les Yvelines) ;
- Portes de l’Île-de-France, dix-neuf communes ;
- Haute Vallée de Chevreuse, dix communes, 25 139 habitants ;
- Gally-Mauldre, onze communes, 21 921 habitants ;

### Représentation et tendances politiques

Circonscriptions législatives des Yvelines - découpage de 2010.

Résultats par commune du 1er tour de la présidentielle de 2012.

Résultats par commune du 2e tour de la présidentielle de 2012.

La représentation du département est assurée :
- à l'Assemblée nationale par 12 députés ;
- au Sénat par 6 sénateurs ;
- au Conseil régional d'Île-de-France par 28 conseillers régionaux ;
- le Conseil départemental des Yvelines compte 42 conseillers généraux.

La tendance politique des Yvelines penche nettement à droite, comme l'attestent ses diverses représentations politiques. La majorité départementale « Ensemble pour les Yvelines » comprend 28 conseillers généraux sur 39, dont 25 UMP, un Nouveau Centre et deux DVD. Appartiennent aussi à l'UMP 10 députés sur douze, un appartenant au Nouveau Centre et quatre sénateurs sur six. Le douzième député est une représentante d'Europe Écologie élue en juillet 2010 dans la circonscription de Rambouillet
Les résultats des élections récentes confirment cette tendance même si, des municipales de 2008 aux législatives de 2012, les partis de gauche avaient progressé dans plusieurs agglomérations urbaines du département. Ainsi lors de l'élection présidentielle de 2012, Nicolas Sarkozy recueille, au second tour, une majorité de 54,30 % nettement supérieure à la moyenne nationale de 48,36 %.
Le département semble être sensible au découpage électoral biaisé, à la vue des 3e, 4e, 6e et 11e circonscriptions électorales.

### Récapitulatif de résultats électoraux récents
| Scrutin              | 1er tour | 1er tour | 1er tour | 1er tour | 1er tour | 1er tour | 1er tour | 1er tour  | 1er tour | 1er tour | 1er tour | 1er tour | 2d tour     | 2d tour     | 2d tour     | 2d tour     | 2d tour     | 2d tour     | 2d tour     | 2d tour     | 2d tour     | 2d tour     | 2d tour     | 2d tour     |
| Scrutin              | 1er      | 1er      | %        | 2e       | 2e       | %        | 3e       | 3e        | %        | 4e       | 4e       | %        | 1er         | 1er         | %           | 2e          | 2e          | %           | 3e          | 3e          | %           | 4e          | 4e          | %           |
| -------------------- | -------- | -------- | -------- | -------- | -------- | -------- | -------- | --------- | -------- | -------- | -------- | -------- | ----------- | ----------- | ----------- | ----------- | ----------- | ----------- | ----------- | ----------- | ----------- | ----------- | ----------- | ----------- |
| Présidentielle 2012  |          | UMP      | 34,24    |          | PS       | 27,32    |          | FN        | 12,44    |          | MODEM    | 11,24    |             | UMP         | 54,30       |             | PS          | 45,70       | Pas de 3e   | Pas de 3e   | Pas de 3e   | Pas de 4e   | Pas de 4e   | Pas de 4e   |
| Européennes 2014     |          | UMP      | 24,95    |          | FN       | 17,78    |          | UDI-MODEM | 13,58    |          | PS       | 11,95    | Tour unique | Tour unique | Tour unique | Tour unique | Tour unique | Tour unique | Tour unique | Tour unique | Tour unique | Tour unique | Tour unique | Tour unique |
| Régionales 2015      |          | UCD      | 37,32    |          | PS       | 21,52    |          | FN        | 19,05    |          | EELV     | 7,26     |             | UCD         | 51,49       |             | PS          | 34,30       |             | FN          | 14,11       | Pas de 4e   | Pas de 4e   | Pas de 4e   |
| Présidentielles 2017 |          | EM       | 28,86    |          | LR       | 27,25    |          | LFI       | 16,65    |          | FN       | 12,92    |             | EM          | 77,15       |             | FN          | 22,85       | Pas de 3e   | Pas de 3e   | Pas de 3e   | Pas de 4e   | Pas de 4e   | Pas de 4e   |
| Européennes 2019     |          | LREM     | 29,96    |          | EELV     | 14,71    |          | RN        | 14,36    |          | LR       | 12,45    | Tour unique | Tour unique | Tour unique | Tour unique | Tour unique | Tour unique | Tour unique | Tour unique | Tour unique | Tour unique | Tour unique | Tour unique |
| Régionales 2021      |          | LR       | 43,31    |          | RN       | 14,41    |          | LREM      | 12,69    |          | EELV     | 11,73    |             | LR          | 53,62       |             | UGE         | 25,07       |             | RN          | 11,21       |             | LREM        | 10,10       |
| Présidentielle 2022  |          | LREM     | 33,41    |          | LFI      | 22,89    |          | RN        | 13,77    |          | REC      | 8,74     |             | LREM        | 71,05       |             | RN          | 28,95       | Pas de 3e   | Pas de 3e   | Pas de 3e   | Pas de 4e   | Pas de 4e   | Pas de 4e   |

| Résultats d'élections récentes    |                            |                 |          |
| Présidentielles (2e tours)        |                            |                 |          |
| Scrutin                           | Candidat                   | Étiquette       | Résultat |
| 2002                              | Jacques Chirac             | RPR             | 85,59 %  |
| 2002                              | Jean-Marie Le Pen          | FN              | 14,41 %  |
| 2002                              | 81,96 % de participation   |                 |          |
| 2007                              | Nicolas Sarkozy            | UMP             | 58,71 %  |
| 2007                              | Ségolène Royal             | PS              | 41,29 %  |
| 2007                              | 86,17 % de participation   |                 |          |
| 2012                              | Nicolas Sarkozy            | UMP             | 54,30 %  |
| 2012                              | François Hollande          | PS              | 45,70 %  |
| 2012                              | 82,28 % de participation   |                 |          |
| Européennes (2 meilleurs scores)  |                            |                 |          |
| Scrutin                           | Tête de liste              | Étiquette       | Résultat |
| 2009                              | Michel Barnier             | UMP             | 34,98 %  |
| 2009                              | Daniel Cohn-Bendit         | Europe Écologie | 19,58 %  |
| 2009                              | 43,95 % de participation   |                 |          |
| 2014                              | Alain Lamassoure           | UMP             | 24,95 %  |
| 2014                              | Aymeric Chauprade          | FN              | 17,78 %  |
| 2014                              | 46,08 % de participation   |                 |          |
| Sénatoriales (2 meilleurs scores) |                            |                 |          |
| Scrutin                           | Tête de liste              | Étiquette       | Résultat |
| 2004                              | Alain Gournac              | UMP             | 51,93 %  |
| 2004                              | Catherine Tasca            | PS              | 24,22 %  |
| 2004                              | 98,62 % de participation   |                 |          |
| 2011                              | Gérard Larcher             | UMP             | 53,66 %  |
| 2011                              | Catherine Tasca            | PS              | 26,16 %  |
| 2011                              | 98,63 % de participation   |                 |          |
| Régionales (2e tours)             |                            |                 |          |
| Scrutin                           | Tête de liste              | Étiquette       | Résultat |
| 2004                              | Jean-François Copé         | UMP             | 46,51 %  |
| 2004                              | Jean-Paul Huchon           | PS              | 43,50 %  |
| 2004                              | 66,44 % de participation   |                 |          |
| 2010                              | Valérie Pécresse           | UMP             | 50,54 %  |
| 2010                              | Jean-Paul Huchon           | PS              | 49,46 %  |
| 2010                              | 48,81 % de participation   |                 |          |
| Référendums                       |                            |                 |          |
| Scrutin                           | Question                   | Position        | Résultat |
| 2000                              | Quinquennat présidentiel   | Oui             | 71,44 %  |
| 2000                              | Quinquennat présidentiel   | Non             | 28,56 %  |
| 2000                              | 33,95 % de participation   |                 |          |
| 2005                              | Constitution pour l'Europe | Oui             | 59,53 %  |
| 2005                              | Constitution pour l'Europe | Non             | 40,47 %  |
| 2005                              | 72,09 % de participation   |                 |          |

### Politique locale
Le département des Yvelines est dirigé par le conseil départemental des Yvelines, assemblée délibérante départementale composée de quarante-deux conseillers départementaux dont trente-deux Les Républicains, cinq de l'Union des démocrates et indépendants, deux du Parti chrétien-démocrate, un du Centre national des indépendants et paysans et deux divers droite, tous composant la majorité. Il est présidé par Pierre Bédier (Les Républicains), conseiller départemental du canton de Mantes-la-Jolie. Le président est assisté de douze vice-présidents.
Les décisions du Conseil départemental sont préparées par un travail en commission : il existe une commission permanente de 24 membres représentant toutes les sensibilités politiques et des commissions spécialisées s'occupant de :
- finances,
- équipement,
- éducation, culture et affaires générales,
- emploi, affaires sanitaires et sociales,
- urbanisme, environnement et affaires rurales,
- contrats avec les communes et leurs établissements publics,

complétées par deux commissions spécifiques la commission de Médiation et la commission du Règlement.

#### Budget
En 2007, le département disposait d’un budget de 1 175,185 millions d'euros dont 925,849 millions d'euros de fonctionnement (78,8 %) et 249,336 millions d'euros d’investissement (21,2 %), qui se caractérisait également par l'absence totale d'endettement. La même année, les impôts directs contribuaient au budget de fonctionnement pour 36,1 %, les impôts indirects (dont les droits de mutation) pour 40,9 % et les dotation de l'État (dont la dotation globale de fonctionnement) pour 17,1 %.

#### Fiscalité locale
Les taux départementaux des quatre taxes locales sont inchangés depuis 2003 et sont les plus bas tant dans la région Île-de-France que dans la strate des départements comparables. Ils s’élèvent à 4,80 % pour la taxe d'habitation, 4,60 % et 16,54 % pour la taxe foncière sur le bâti et le non bâti et 4,53 % pour la taxe professionnelle.
| Taxe                                                | Yvelines | Moyenne de la strateN1 | Île-de-FranceN2 |
| --------------------------------------------------- | -------- | ---------------------- | --------------- |
| Taxe foncière sur les propriétés bâties (TFPB)      | 4,60 %   | 8,51 %                 | 7,09 %          |
| Taxe foncière sur les propriétés non bâties (TFPNB) | 16,54 %  | 19,60 %                | 16,72 %         |
| Taxe d'habitation (TH)                              | 4,80 %   | 6,41 %                 | 6,06 %          |
| Taxe professionnelle (TP)                           | 4,53 %   | 7,77 %                 | 7,40 %          |

- N1 départements de plus d'un million d'habitants (19 départements)[136].
- N2 moyenne pondérée (8 départements)[138].

### Coopération internationale
Le conseil général des Yvelines a conclu des accords de partenariat avec des collectivités locales étrangères. Il s'agit de six communes du département du Mono au Bénin, du département de la Cuvette au Congo, de la fédération des municipalités de Kesrouan au Liban, du conseil régional de Rabat-Salé-Zemmour-Zaër au Maroc, des conseils régionaux de Matam et Saint-Louis au Sénégal. Ces actions, qui s'inscrivent dans une perspective d'aide au développement, sont menées avec l'aide de divers organismes, communes, CCI, ONG, etc..
Par ailleurs, en 2009, on compte 152 jumelages entre des communes yvelinoises et des communes étrangères, principalement d'Europe : Allemagne : 64, Royaume-Uni : 36, Italie : 8, Espagne, Portugal : 7, Pologne : 5, États-Unis : 4, Autriche, Belgique : 3, Grèce, Mali, Roumanie : 2, Canada, Irlande, Israël, Maroc, Niger, Pays-Bas, République tchèque, Sénégal, Suisse : 1.

### Identité visuelle
Logos successifs du département des Yvelines.

Premier logo datant des années 1970, remanié en 1984.
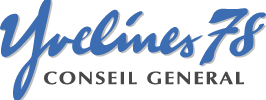
Deuxième logo.
Troisième logo, créé en 2008 à l'occasion des quarante ans du département.

## Services publics

### Justice

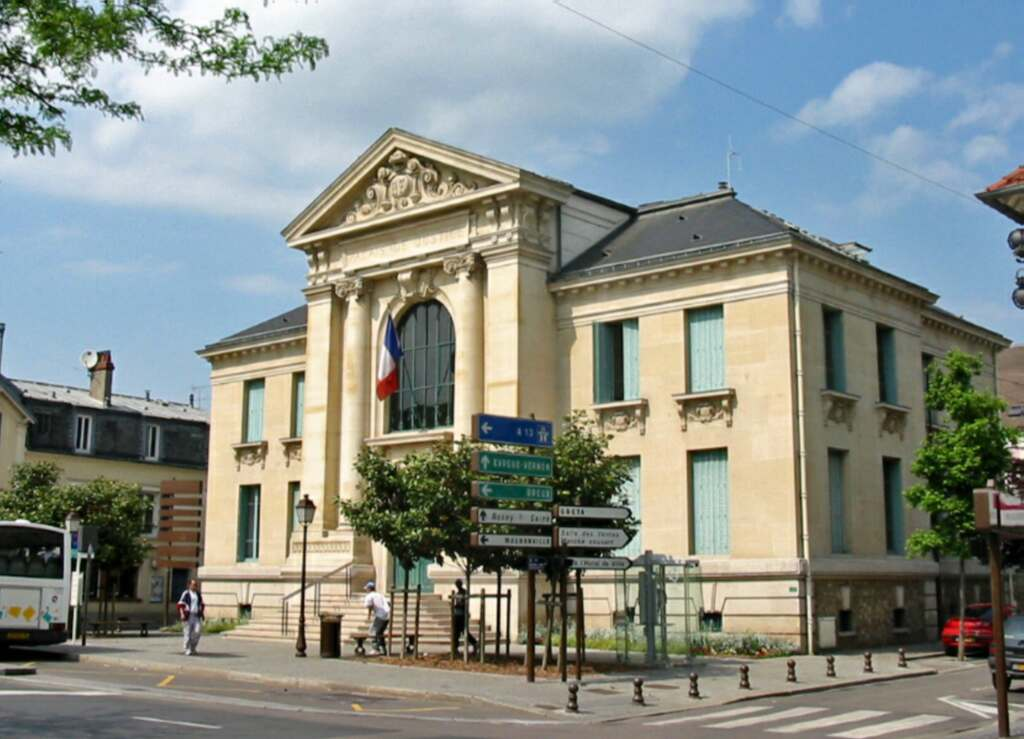
Palais de justice de Mantes-la-Jolie.

Le département des Yvelines appartient au ressort de la cour d'appel de Versailles, créée en 1975, qui s'étend aussi sur les départements d'Eure-et-Loir, des Hauts-de-Seine et du Val-d'Oise.
Le chef-lieu, Versailles, accueille une cour d'assises, des tribunaux d’instance et de grande instance, de commerce, ainsi qu'un conseil de prud’hommes.
Les villes de Mantes-la-Jolie, Poissy, Rambouillet et Saint-Germain-en-Laye disposent d'un tribunal d’instance et d'un conseil de prud’hommes,.
En matière de justice administrative, Versailles est le siège d'un tribunal administratif et depuis 2004 d'une Cour administrative d'appel dont le ressort couvre les tribunaux administratifs de Cergy-Pontoise et de Versailles.
L'accès au droit est facilité par diverses institutions : Conseil départemental de l'accès au droit des Yvelines, maisons de justice et du droit aux Mureaux et à Saint-Quentin-en-Yvelines (avec des antennes à Trappes et Guyancourt), points d'accès aux droits à Fontenay-le-Fleury, Achères, Sartrouville, Chanteloup-les-Vignes
Le barreau de Versailles, créé en 1825, regroupe plus de 600 avocats.
Le département compte quatre établissements pénitentiaires : la maison centrale de Poissy, la maison d'arrêt de Versailles (créée en 1789, c'est le plus ancien centre pénitentiaire des Yvelines), le centre pénitentiaire de Bois-d'Arcy et, depuis 2008, l'un des sept établissements pénitentiaires pour mineurs (EPM) créés en application de la loi Perben I de 1962 et situé à Porcheville. Réservé aux jeunes détenus âgés de 13 à 18 ans, il offre 60 places.

### Défense
Le département des Yvelines relève de la région terre Île-de-France, dont le siège est basé à l’hôtel des Invalides de Paris, et de la Zone de défense et de sécurité de Paris.
L’état-major de la région terre Île-de-France (EMIAZDP ou état-major interarmées de la zone de défense de Paris) est basé au camp des Loges à Saint-Germain-en-Laye.
Pour les Yvelines, un délégué militaire départemental est basé à Versailles, caserne d'Artois. Ce délégué, au grade de colonel, est le correspondant du préfet pour les questions de Défense.
Plusieurs sites, ayant souvent une longue tradition militaire, accueillent des corps ou institutions militaires dans le département. C'est le cas notamment de Versailles avec le camp de Satory où se trouvent la Structure intégrée de maintien en condition opérationnelle des matériels terrestres (SIMMT), le Service industriel de maintien en condition opérationnelles des matériels terrestres de l'Armée de terre (SIMTer), la Section technique de l'Armée de terre (STAT), la 3e base de soutien au sommandement (3e BSC), le Groupement blindé de gendarmerie mobile, le Groupe d'intervention de la Gendarmerie nationale (GIGN), et du camp des Loges à Saint-Germain-en-Laye avec le 526e bataillon du Train, la Direction régionale du service infrastructure Île-de-France et le Commissariat de l'Armée de terre de Paris.
Près de Versailles se trouvent des bases aéronautiques, la Base aérienne 107 à Vélizy-Villacoublay, et l'Établissement de l'aéronautique navale (EAN) à Toussus-le-Noble, terrain qui accueille aussi l'Établissement technique de l'aéronautique navale (ETAN) et le Centre international de gestion des matériels Atlantic (CIGMA).
Le 5e régiment du génie, qui était basé au camp des matelots à Versailles, a été dissous le 10 juin 2010.
À Saint-Cyr-l'École, qui a abrité jusqu'en 1940 l'École spéciale militaire, se trouve un lycée militaire.

### Sécurité
La sécurité départementale relève de la préfecture des Yvelines qui coordonne les services de police et de gendarmerie. Les services de police sont organisés autour de quatre districts ; Élancourt, Mantes-la-Jolie, Saint-Germain-en-Laye et Versailles. Ils comprennent également une brigade équestre basée à Saint-Germain-en-Laye. Le groupement de gendarmerie départementale des Yvelines compte trois compagnies, Mantes-la-Jolie, Rambouillet et Saint-Germain-en-Laye, un escadron départemental de sécurité routière (EDSR), et vingt-quatre brigades territoriales ainsi qu'une brigade fluviale basée à Conflans-Sainte-Honorine. La zone police couvre 81 communes et la zone gendarmerie 181 communes.
Par ailleurs, les Yvelines accueillent à Satory (Versailles) le groupe d'intervention de la gendarmerie nationale (GIGN) et le groupement blindé de gendarmerie mobile (GBGM), ainsi que la cellule nationale NRBC (nucléaire, radiologique, bactériologique, chimique) qui lui est rattachée, à Beynes dans le camp de Frileuse des éléments du groupement IV/1 de Gendarmerie mobile et le centre d'instruction et d'entraînement du GIGN, et à Saint-Germain-en-Laye, au quartier Goupil, le centre d'instruction du régiment de cavalerie de la Garde républicaine.
En 2008, le taux de criminalité s'est élevé à 63,37 %, pour 88 618 faits constatés (dont 10 818 atteintes volontaires à l'intégrité physique), plaçant les Yvelines au 18e rang des départements. Ce taux est supérieur à la moyenne nationale qui s'établit à 57,29. Le taux de violence (faits de violence pour 1000 habitants) varie sensiblement selon les communes : parmi les plus touchées se trouvent Les Mureaux (10,87), Trappes (9,29) et Mantes-la-Jolie (8,59), à l'opposé les communes les moins touchées sont Maisons-Laffitte (2,86), Saint-Germain-en-Laye (1,84) et Marly-le-Roi (1,59).

### Enseignement

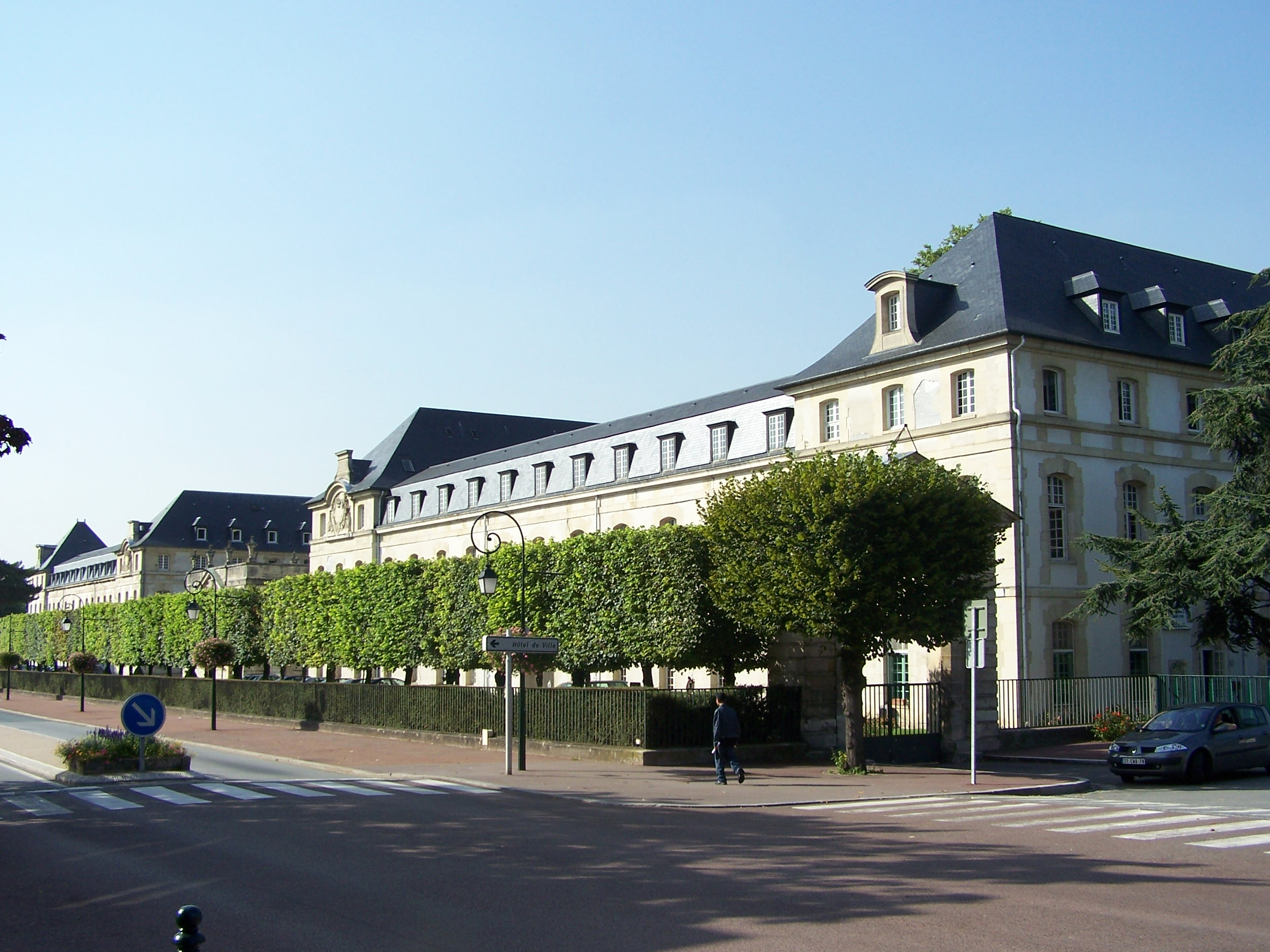
Lycée militaire de Saint-Cyr.

En matière d'enseignement, les Yvelines relèvent de l’académie de Versailles, qui couvre également l'Essonne, les Hauts-de-Seine et le Val-d'Oise.
Pour l'année scolaire 2008-2009, 1293 établissements d'enseignement du primaire et du secondaire, dont 92 établissements privés sous contrat d'association avec l'État, sont régis par l’inspection académique des Yvelines. Ils comprennent 1057 écoles maternelles et élémentaires, 163 collèges, dont 26 comprennent une section d'enseignement général et professionnel adapté (SEGPA), et 73 lycées, dont 15 lycées professionnels, (sous la responsabilité de la région). La population scolarisée dans ces établissements s'élève à 257 193 élèves, en baisse de 0,6 % par rapport à l'année précédente, dont 38 491 dans le secteur privé, soit 15 % de l'effectif total.
Plusieurs établissements publics ou privés des Yvelines permettent une formation linguistique dans diverses langues étrangères. Il s'agit du lycée international de Saint-Germain-en-Laye, créé à l'origine en 1952 pour les enfants d'officiers du SHAPE, du lycée franco-allemand de Buc, de l'institut culturel franco-japonais de Montigny-le-Bretonneux, de la British School of Paris installée à Bougival (cycle primaire) et Croissy-sur-Seine (cycle secondaire).
L'enseignement supérieur dans les Yvelines est dispensé par une université et divers établissements spécialisés.

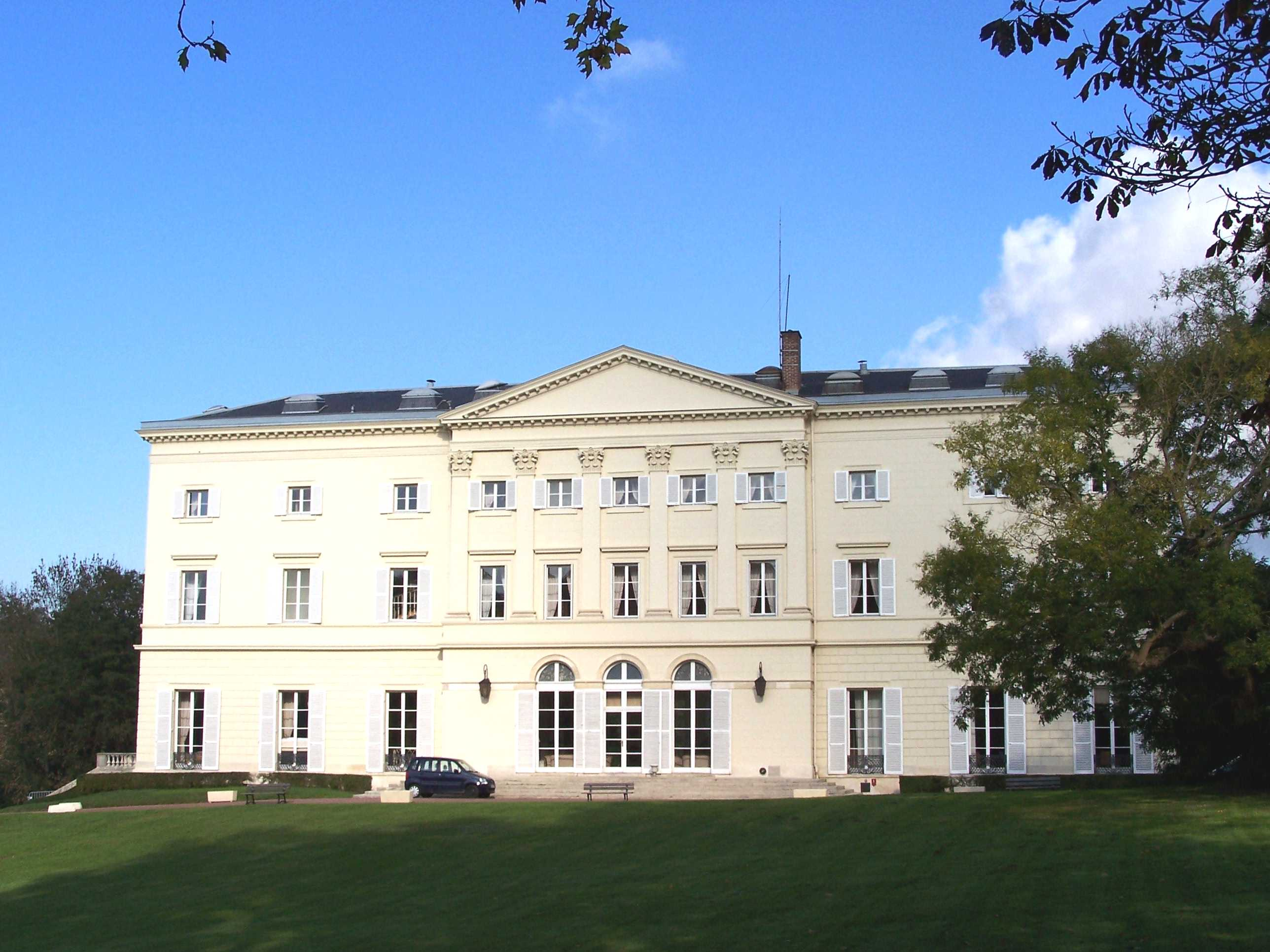
HEC à Jouy-en-Josas.

L'université de Versailles-Saint-Quentin-en-Yvelines (UVSQ), créée en 1991, est implantée principalement à Versailles (services centraux) et Saint-Quentin-en-Yvelines, mais aussi dans cinq autres sites des Yvelines (Le Chesnay, Vélizy, Rambouillet, Mantes-la-Jolie, Poissy) ainsi qu'à Garches (Hauts-de-Seine). Elle comprend quatre unités de formation et de recherche : sciences, sciences sociales et humanités, sciences juridiques et politiques, médecine.
Lui sont également rattachés les deux instituts universitaires de technologie (IUT), celui de Vélizy-Villacoublay, avec une antenne à Rambouillet, et celui de Mantes-en-Yvelines (Mantes-la-Jolie), ainsi que l'Institut des sciences et techniques des Yvelines, école d'ingénieurs implantée à Versailles avec une antenne à Mantes-le-Jolie, l'Institut des langues et des études internationales (ILEI) à Guyancourt, et l'Observatoire de Versailles Saint-Quentin-en-Yvelines (OVSQ), observatoire des sciences de l'univers, auquel sont rattachés divers laboratoires dont l'Institut Pierre-Simon-Laplace (IPSL).
Grandes écoles : Hautes études commerciales (HEC) à Jouy-en-Josas, Sciences Po Saint-Germain-en-Laye, Institut des sciences et industries du vivant et de l'environnement (Agro Paris Tech) à Thiverval-Grignon, École nationale supérieure d’architecture de Versailles, École nationale supérieure du paysage et Institut supérieur international du parfum, de la cosmétique et de l'aromatique alimentaire (IPSICA) également à Versailles.
Deux établissements d'enseignement supérieur sont installés à Trappes :
- l'Institut international de l'image et du son,
- l'Institut supérieur de l'environnement.

### Approvisionnement en eau potable
L'approvisionnement en eau potable des Yvelines provient essentiellement des diverses nappes d'eau souterraines (nappe alluviale, nappe de la craie, nappe des sables de Fontainebleau, nappe de l'Albien) qui se trouvent dans le sous-sol du département. Ces nappes, qui en 2004 alimentaient 82 % de la population, sont exploitées par de nombreux forages dispersés dans le département. Les plus importants prélèvent l'eau dans la nappe alluviale de la Seine et alimentent les deux principales usines situées à Croissy-sur-Seine et Flins-sur-Seine, toutes deux exploitées par la société Lyonnaise des eaux.
Le solde provient d'eau de surface prélevée en amont de l'agglomération parisienne dans l'Oise et dans la Seine, et traitée par les usines de Méry-sur-Oise (Val-d'Oise), Choisy-le-Roi (Val-de-Marne), Morsang-sur-Seine et Viry-Châtillon (Essonne).
L'eau distribuée dans les Yvelines est relativement dure. Le titre hydrotimétrique dépasse 20 °f dans 253 communes (91 % de la population) et 35 °f dans 112 communes (63 % de la population).

### Gestion des déchets
Les Yvelinois produisent annuellement 668 800 tonnes d'ordures ménagères (chiffre de la collecte publique en 2005), soit 479 kg par habitant et par an, chiffre peu différent de la moyenne régionale (489 kg). Neuf syndicats intercommunaux, auxquels adhèrent directement ou indirectement toutes les communes, assurent l'élimination ou le traitement des déchets. Certains, tels le Smirtom du Vexin ou le Syctom de l'agglomération parisienne, débordent les limites du département. Dans les Yvelines, la collecte sélective des déchets recyclables secs (hors déchets verts et biodéchets) a représenté 93 000 tonnes en 2002, soit 67 kg par habitant (dont 40,6 % de verre), chiffre supérieur à la moyenne régionale de 53 kg.
Les installations de traitement comprennent notamment quatre usines d'incinération situées à Carrières-sous-Poissy (Syndicat intercommunal pour la destruction des résidus urbains, Sidru), Carrières-sur-Seine (Syndicat intercommunal pour le traitement des résidus urbains de la Boucle de la Seine, Sitru), Guerville (Camy) et Thiverval-Grignon (Syndicat intercommunal pour la destruction d'ordures ménagères et la production d'énergie, Sidompe), pour une capacité annuelle totale de 347 000 tonnes, cinq centres de tri des collectes sélectives (Buc, Guerville, Rambouillet, Thiverval-Grignon et Triel-sur-Seine) et deux centres de stockage de déchets ultimes de classe 2, Brueil-en-Vexin et Guitrancourt, pour une capacité annuelle de 160 000 tonnes.

## Culture

### Patrimoine

#### Patrimoine environnemental

##### Sites protégés
Les Yvelines comptent deux réserves naturelles nationales (« Coteau de la Seine » et « Étang de Saint-Quentin »), cinq réserves naturelles régionales (« Boucle de Moisson », « Domaine d'Ors », « Étangs de Bonnelles », « Île l'Aumone », « Prés du marais et clos de la Salle » et « Val et coteaux de Saint-Rémy ») et neuf sites naturels inscrits dans le réseau Natura 2000. Il s'agit de sites considérés comme exceptionnels en raison de la diversité biologique qu'ils recèlent et qu'il s'agit de maintenir. Ils sont concentrés d'une part dans le nord-ouest du département dans la vallée de la Seine autour de la boucle de Moisson et d'autre part dans le massif boisé de Rambouillet.
Dans le cadre du « schéma départemental des espaces naturels » (SDEN) adopté en 1994, le département des Yvelines a inscrit en zone de préemption 30 000 hectares d'espaces naturels sensibles.
Les Yvelines comprennent également 154 sites protégés (41 % classés, 59 % inscrits) selon la loi du 2 mai 1930 (relative à la protection des monuments naturels et des sites de caractère artistique, historique, scientifique, légendaire ou pittoresque) couvrant 47 000 hectares, soit 21 % du territoire départemental. Parmi les sites classés se trouvent notamment, outre de nombreux parcs de château, la plaine de Versailles (qui protège la perspective vers l'ouest du château de Versailles), la plaine de la Jonction (entre la forêt de Marly et celle de Saint-Germain-en-Laye) et la vallée de Chevreuse.
À la fin novembre 2008, huit communes des Yvelines : Andrésy, Carrières-sur-Seine, Le Pecq, Mantes-la-Jolie, Montfort-l'Amaury, Neauphle-le-Château, Rambouillet et Croissy-sur-Seine, comptent une zone de protection du patrimoine architectural, urbain et paysager (ZPPAUP), document d'urbanisme approuvé qui leur permet de jouer un rôle actif dans la protection et la mise en valeur de leur patrimoine urbain ou paysager. Une neuvième est en projet au Vésinet.

##### Forêts

Les forêts des Yvelines.

Les forêts des Yvelines couvrent près de 68 000 hectares, soit environ 30 % de la surface totale du département, ce qui en fait le département le plus boisé d'Île-de-France. Parmi elles, on compte 24 000 hectares de forêts domaniales gérées par l'Office national des forêts (ONF, région Île-de-France - Nord-Ouest), 1 500 hectares de forêts régionales et 1 300 hectares de forêts départementales.
La propriété des bois et forêts se répartit approximativement selon un ratio 1/3 public - 2/3 privé (État : 33 %, autres collectivités 3 %, privé : 64 % - données 1994).
La plus importante est la forêt de Rambouillet qui couvre plus de 20 000 hectares et s'étend sur 29 communes. Elle reçoit entre 10,7 et 17,3 millions de visiteurs annuels (chiffres 1998-99), ce qui la place au deuxième rang des forêts d'Île-de-France, après la forêt de Fontainebleau, en termes de fréquentation.

##### Parcs et jardins

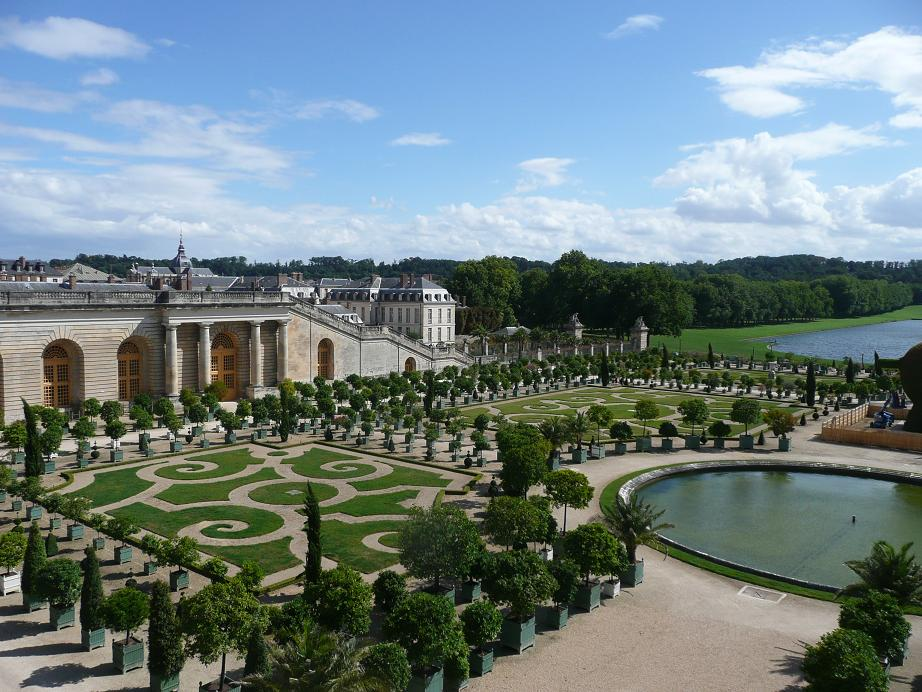
L'Orangerie du château de Versailles.

Les Yvelines comptent de nombreux parcs et jardins, notamment parcs de châteaux, dont beaucoup sont ouverts au publics. Quatre d'entre eux appartiennent à un domaine national : le parc de Versailles et ceux de Rambouillet, Saint-Germain-en-Laye et Marly-le-Roi.
44 parcs et jardins des Yvelines sont protégés au titre des monuments historiques.
Le parc de Versailles, qui couvre 815 hectares, se compose de deux parties : le « Petit Parc » qui comprend les parterres fleuris à la française et le parterre d'eau devant la terrasse du château, puis les bosquets qui s'étalent jusqu'au Grand Canal, le « Grand Parc » qui englobe deux grandes pièces d'eau (le Grand Canal, 22 hectares, et la pièce d'eau des Suisses, 13 hectares), la forêt parcourue d'allées rectilignes se recoupant en étoiles, les jardins du Grand Trianon, du Petit Trianon et du hameau de la Reine, le potager du Roi.

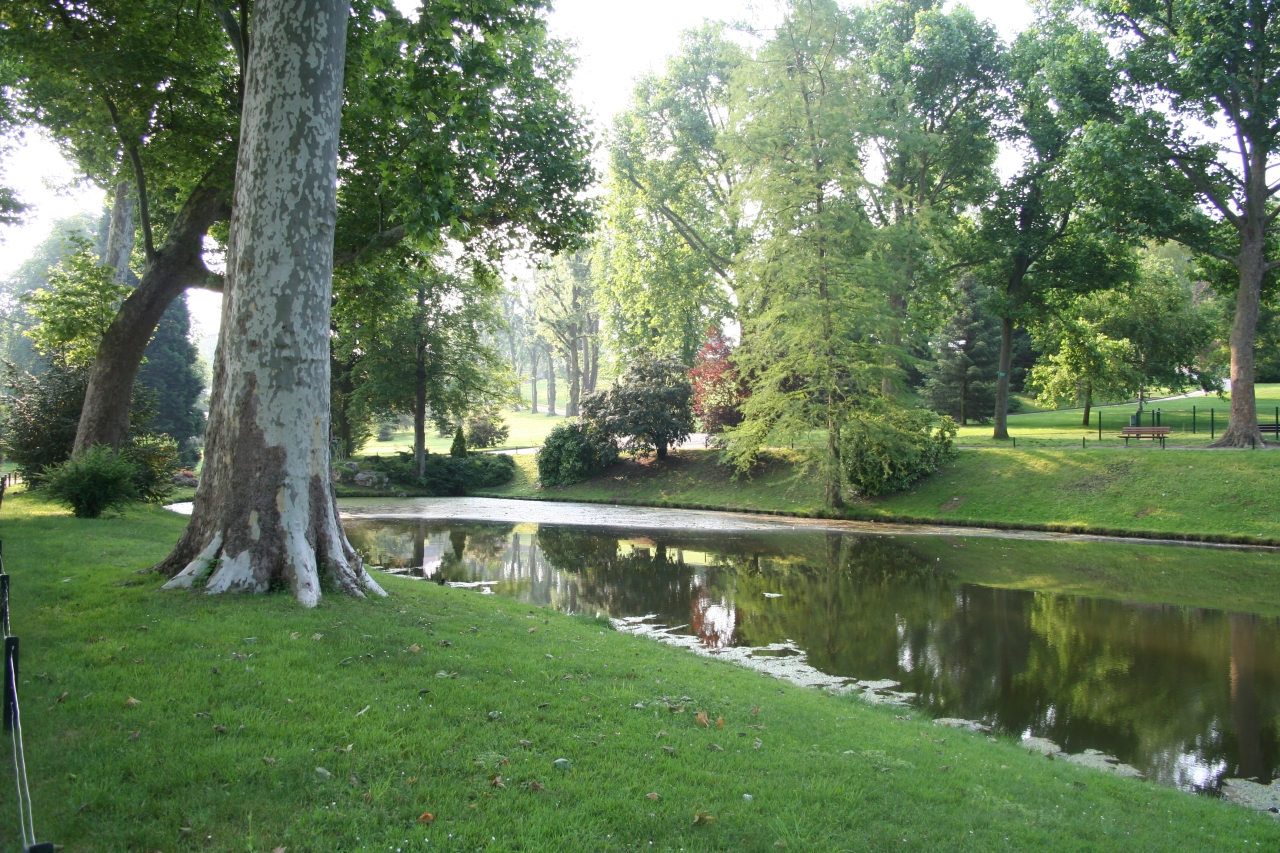
Vue du parc Meissonnier à Poissy.

Le parc Balbi à Versailles et l'arboretum de Chèvreloup à Rocquencourt sont proches du parc de Versailles. Le dernier, actuellement géré par le Muséum d'histoire naturelle de Paris, était autrefois englobé dans le « Grand Parc » de Versailles.
Parmi les parcs de châteaux, figurent notamment ceux du château de Breteuil, du château de Dampierre, dessinés par Le Nôtre, du château de Groussay, dont le parc recèle de nombreuses fabriques de jardin.
Le désert de Retz à Chambourcy, jardin anglo-chinois de la fin du XVIIIe siècle, acquis en 2007 par la commune, compte encore sept fabriques de jardin sur les dix-sept d'origine.
Les Yvelines comptent deux parcs zoologiques, le parc animalier de Thoiry, deuxième site touristique du département, et la réserve zoologique de Sauvage (Château Sauvage à Émancé).
De nombreux parcs municipaux sont également dignes d'intérêt, dont le parc Meissonier à Poissy, le parc des Missionnaires à Fontenay-le-Fleury, le parc des Ibis au Vésinet, le jardin des Gogottes et le parc des Sources de la Bièvre à Guyancourt, etc.
Les parcs et jardins suivants bénéficient du label « Jardin remarquable de France » : parc du château de Breteuil (Choisel), parc du château de Groussay (Montfort-l'Amaury), domaine national de Rambouillet, domaine national de Saint-Germain-en-Laye, parc du château de Thoiry, domaine national de Versailles et potager du Roi.
31 communes des Yvelines ont été récompensées pour leurs efforts d'embellissement et de fleurissement dans le cadre du concours des villes et villages fleuris. Trois d'entre elles, le Chesnay, Le Vésinet et Vélizy-Villacoublay, se distinguent en étant classées quatre fleurs.

##### Arbres remarquables

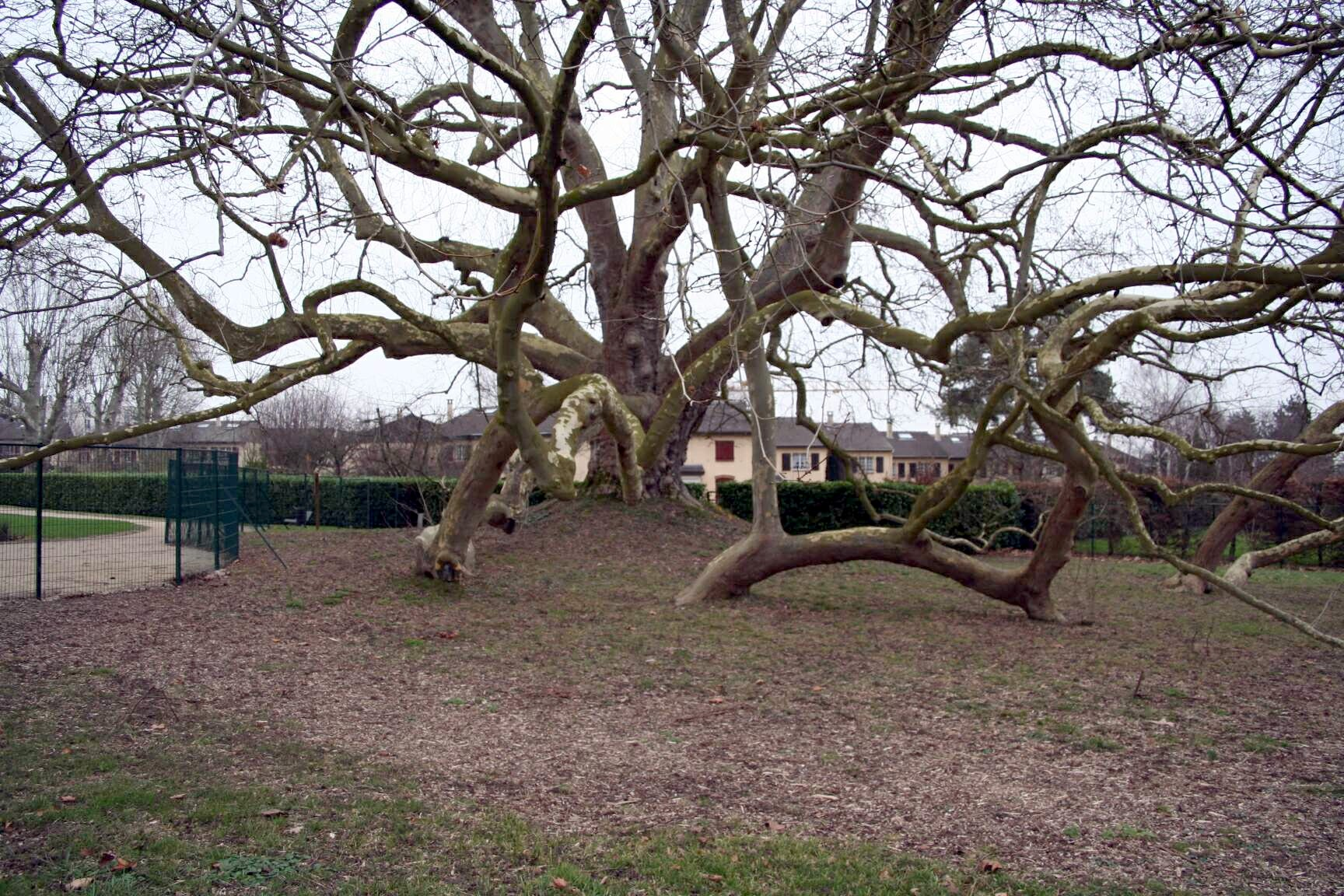
L'arbre de Diane en hiver.

Plusieurs arbres remarquables ont été recensés dans les Yvelines, parmi lesquels l'arbre de Diane (Les Clayes-sous-Bois), platane planté en 1556 par Diane de Poitiers, les châtaigniers de Tournebride à La Celle-Saint-Cloud, peints par Alfred Sisley en 1867, le chêne des Anglais (forêt de Saint-Germain-en-Laye), au pied duquel venait prier le roi Jacques II d'Angleterre en exil, ou le chêne de la Vierge à Viroflay, vénéré depuis 1859 à la suite d'une épidémie de choléra.

#### Patrimoine architectural
Compte tenu de leur caractère historique et de la densité de leur patrimoine architectural, les centres anciens de Saint-Germain-en-Laye et de Versailles sont classés en secteurs sauvegardés. Ces deux secteurs sauvegardés font l'objet de plans de sauvegarde et de mise en valeur (PSMV) qui se substituent aux documents d'urbanisme habituels (POS/PLU). Celui de Versailles, approuvé en 1993, s'étend sur 246 hectares, y compris l'extension de 81 hectares approuvée en 1995, et englobe notamment les quartiers de Notre-Dame et Saint-Louis, mais pas le château et le domaine national, par ailleurs intégralement classés aux monuments historiques. Celui de Saint-Germain-en-Laye, approuvé en 1963 couvre 64 hectares.
Par ailleurs, deux autres villes des Yvelines, Rambouillet et Saint-Quentin-en-Yvelines, bénéficient du label « Villes et pays d'art et d'histoire ».
Le département compte 512 monuments historiques. Parmi ceux-ci, ce sont cinquante-et-un châteaux et quatre-vingt-quatorze monuments religieux répartis sur le territoire départemental qui bénéficient d'un classement ou d'une inscription aux monuments historiques.
Le château de Versailles et son parc sont l'un des 33 sites français inscrits dans la liste du patrimoine mondial de l'Unesco.

##### Architecture civile

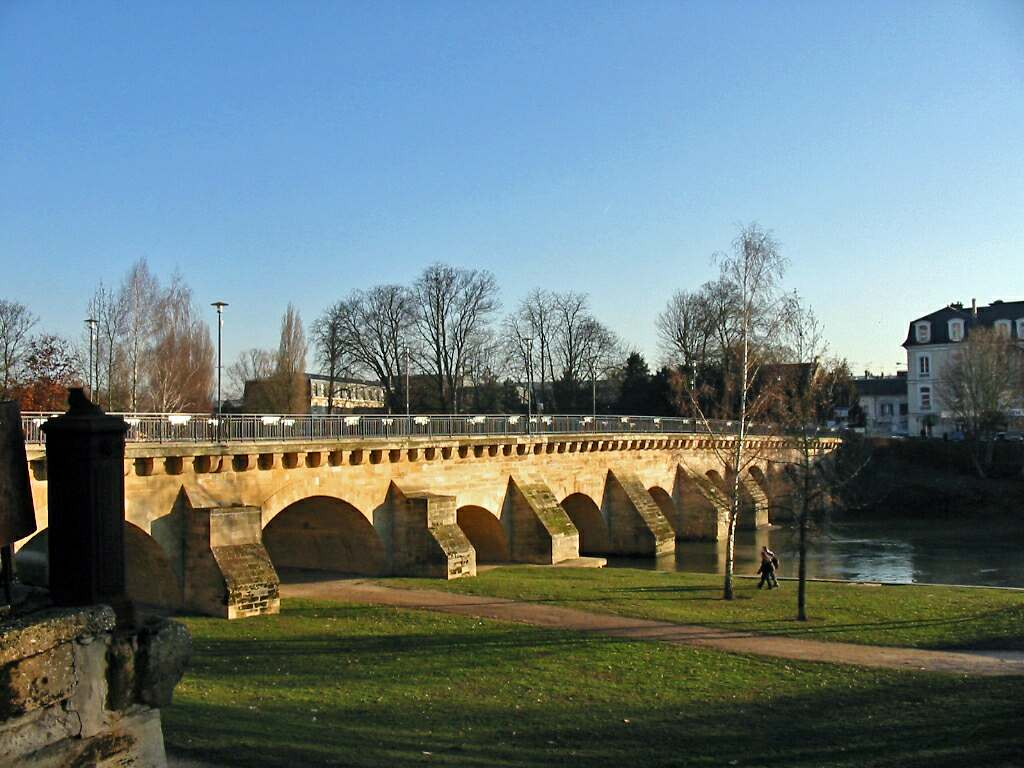
Le pont aux Perches à Meulan entre la rive droite et l'île du Fort.

Sur la Seine, trois ponts anciens seulement sont encore visibles, au moins partiellement, dans les Yvelines, tous les ponts ayant été détruits par l'aviation alliée en 1944. Il s'agit du vieux pont de Limay construit aux Xe et XIIe siècles, dont il manque deux arches détruites par le génie militaire français en 1940, du pont de Poissy, construit au XIIe siècle, bombardé le 26 mai 1944, dont il ne reste que trois arches côté Poissy et quelques piles, et du pont aux Perches, construit au XIIe siècle, à Meulan entre la rive droite et l'île du Fort.
Les Yvelines sont une terre de châteaux, depuis les châteaux forts des seigneurs féodaux, à l'état de vestiges, aux châteaux royaux, aux châteaux des nobles nombreux à s'installer dans ce territoire à l'ouest de Paris à partir du XVIe siècle et aux manoirs bourgeois notamment du XIXe siècle.
Le mieux conservé des châteaux forts est le château de la Madeleine à Chevreuse (XIe siècle), aujourd'hui siège du parc naturel régional de la haute vallée de Chevreuse. Plusieurs donjons sont encore visibles, parmi lesquels le donjon de Houdan, la tour Anne de Bretagne à Montfort-l'Amaury, la tour Montjoie à Conflans-Sainte-Honorine.

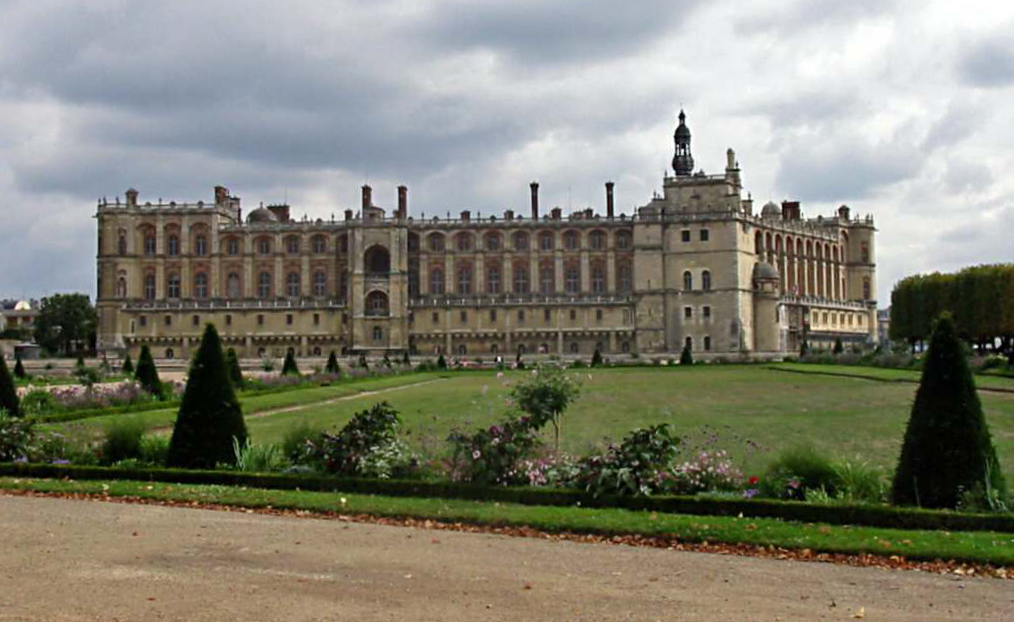
Château de Saint-Germain-en-Laye.

Le château de Versailles, avec ses annexes du Grand et du Petit Trianon, est de loin le plus connu et le plus visité des monuments yvelinois. Le château de Saint-Germain-en-Laye et celui de Rambouillet sont d'autres châteaux royaux bien conservés, tandis qu'il ne reste que le parc du château de Marly (fin XVIIe siècle), construit par Louis XIV pour échapper, avec ses invités, aux pesanteurs de la cour de Versailles.
Autres châteaux remarquables : le château de Breteuil à Chevreuse, le château de Dampierre à Dampierre-en-Yvelines (fin XVIIe siècle), le château de Maisons à Maisons-Laffitte, chef-d'œuvre du style classique français, dû à François Mansart, le château de Neuville à Gambais (XVIe siècle), le château de Rosny, construit à la fin du XVIe siècle par Sully, le château de Thoiry connu aussi pour son parc animalier.

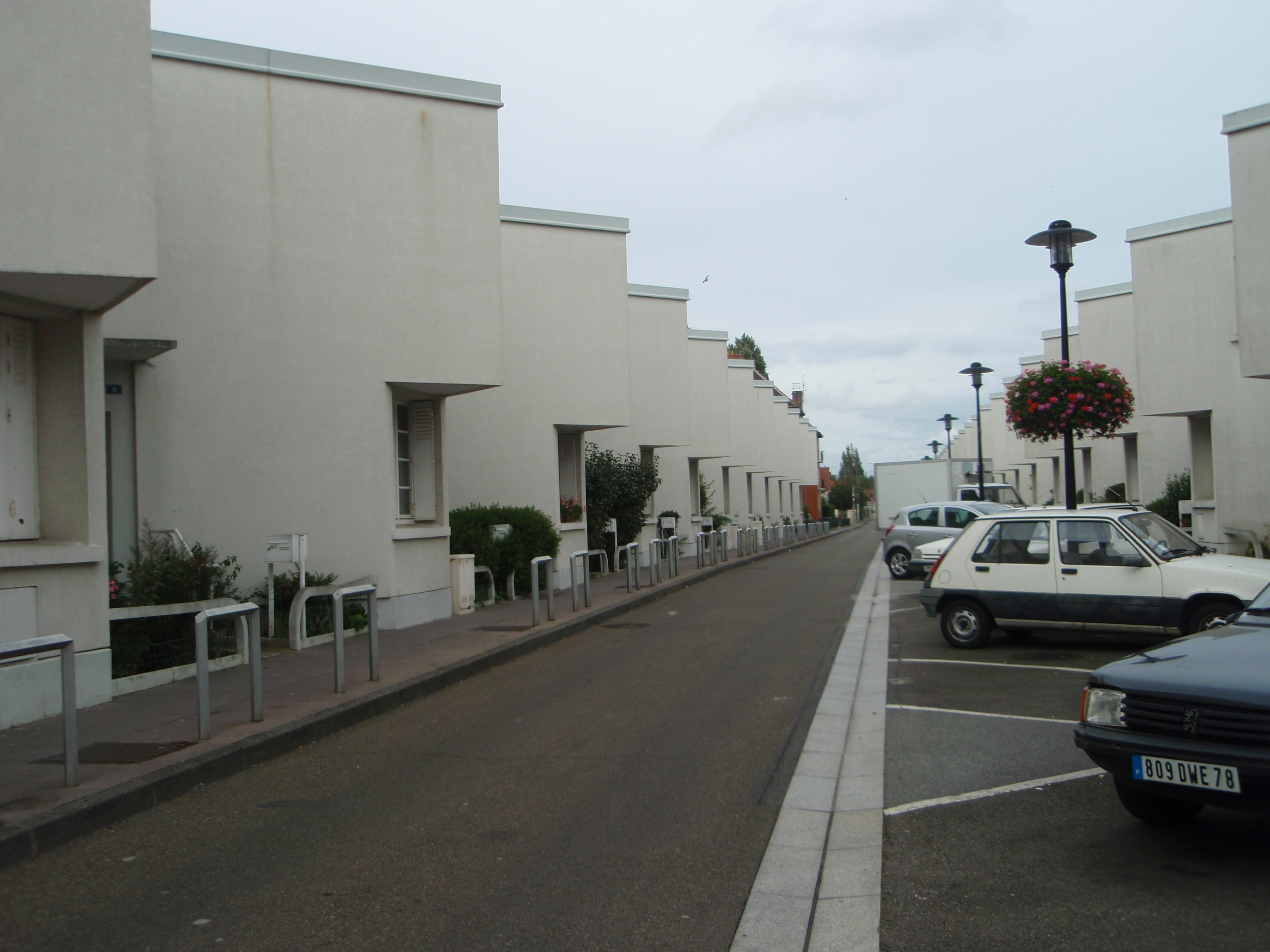
La cité ouvrière des Dents de Scie à Trappes.

Le XXe siècle a également enrichi le patrimoine architectural des Yvelines de nombreuses réalisations tant dans le domaine industriel que dans celui de l'habitat. Se sont illustrés des architectes comme Bernard Zehrfuss (usine Renault de Flins et cité ouvrière à Élisabethville) ou Kevin Roche à qui on doit « Challenger », siège de la société Bouygues à Guyancourt. La ville nouvelle de Saint-Quentin-en-Yvelines concentre beaucoup de réalisation d'architecture moderne.
Certaines œuvres ont été classées au titre des monuments historiques : notamment la villa Savoye (Poissy), due à Le Corbusier, la villa Paul Poiret (Mézy-sur-Seine) due à Robert Mallet-Stevens, la maison Louis Carré (Bazoches-sur-Guyonne) due à Alvar Aalto ou la villa Bomsel (Versailles) due à André Lurçat ou, dans le domaine de l'habitat collectif, la cité ouvrière des Dents de Scie à Trappes (1931, architectes Henry et André Gutton).

##### Architecture religieuse

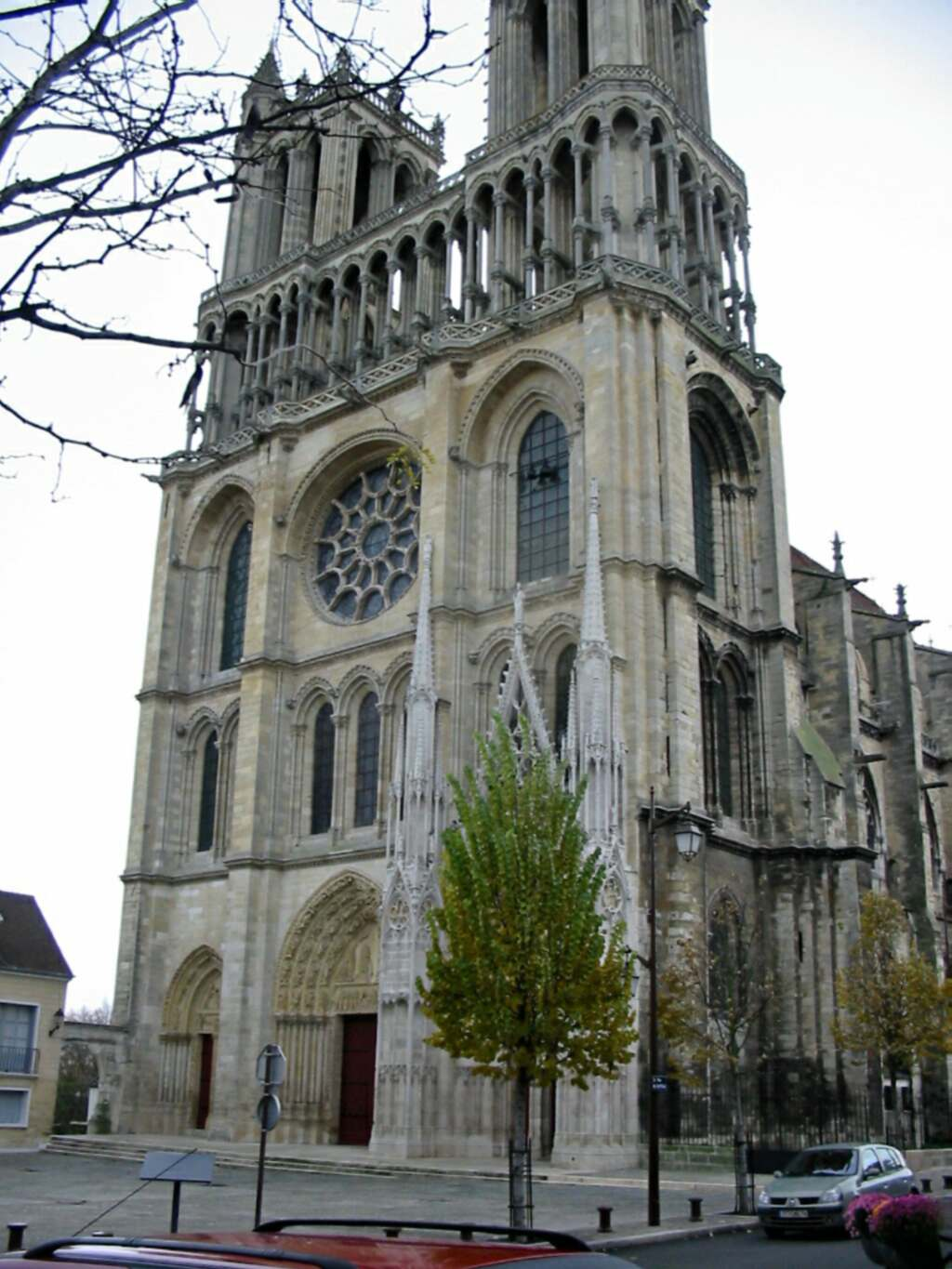
Collégiale Notre-Dame de Mantes-la-Jolie.

Le territoire des Yvelines s'est couvert d'églises à partir du Xe siècle. Parmi les monuments les plus remarquables et les plus anciens figurent la collégiale Notre-Dame de Poissy édifiée à partir du XIIe siècle en styles roman puis gothique, qui se distingue par ses deux clochers, la collégiale Notre-Dame de Mantes-la-Jolie érigée en bord de Seine au XIIe et XIIIe siècles en style gothique, qui ressemble à Notre-Dame de Paris mais s'en distingue par l'absence de transept, ainsi que d'autres églises moins importantes telles l'église Saint-Martin de Triel-sur-Seine ou Saint-Nicolas de Maule.
L'église Sainte-Anne de Gassicourt (Mantes-la-Jolie) est un exemple typique de l'art roman en Yvelines, elle date des Xe et XIe siècles.

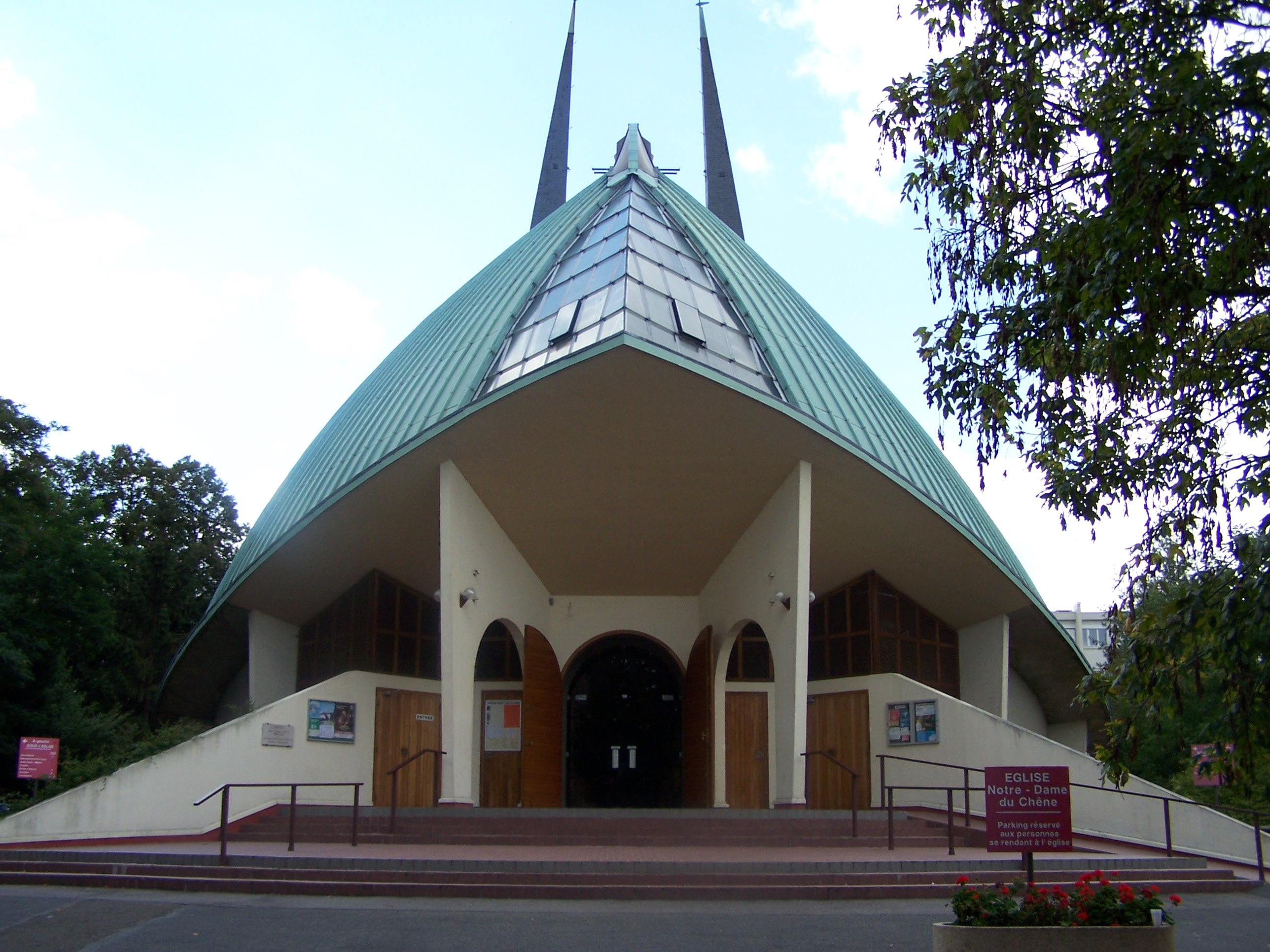
Église Notre-Dame-du-Chêne de Viroflay.

Érigées aux XVIIe et XVIIIe siècles, lors du développement de la ville de Versailles, l'église Notre-Dame et la cathédrale Saint-Louis sont dues respectivement à Jules Hardouin-Mansart et à Jacques Hardouin-Mansart de Sagonne, petit-fils du précédent. La seconde est le siège de l'évêché depuis 1790, date de création du diocèse dans les limites du département de Seine-et-Oise, mais fut consacrée cathédrale seulement en 1843.
Parmi les édifices plus modernes, l'église Sainte-Thérèse-de-l'Enfant-Jésus d'Élisabethville (commune d'Aubergenville), construite en 1928, aujourd'hui désaffectée, est la première église entièrement construite et sculptée dans le béton. L'église Notre-Dame-du-Chêne de Viroflay, construite en 1966, se distingue par sa charpente en bois en forme de coque d'un grand navire renversé.

#### Patrimoine rural

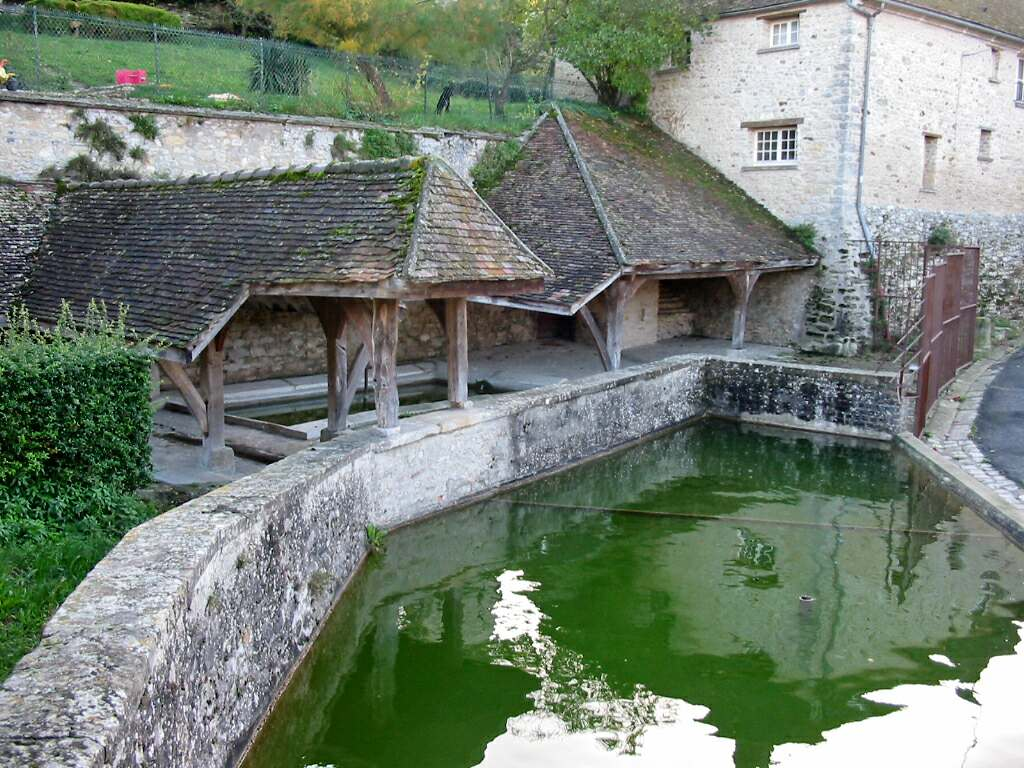
Le lavoir de Jumeauville.

Héritant d'un terroir agricole très ancien, les Yvelines conservent un important patrimoine rural que nombre de communes s'efforcent de préserver. Il s'agit notamment de fontaines et lavoirs, tel celui de Jumeauville qui servit de décor lors du tournage de certaines scènes de la série télévisée Orages d'été, d'oratoires et de croix, dont certaines très anciennes seraient des menhirs christianisés (telle la « Croix-Grise » monolithique d'Arnouville-lès-Mantes), de fermes anciennes, parfois transformées en bâtiments culturels (telle la ferme de la Tremblaye à Bois-d'Arcy) et de pigeonniers, de ponts anciens, souvent situés sur le tracé d'anciennes voies romaines, de monuments aux morts, etc.

### Équipements culturels

#### Musées

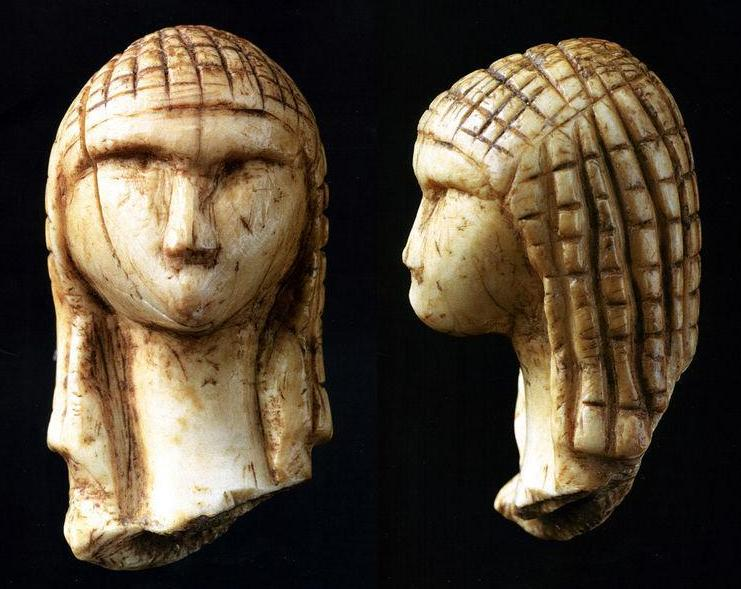
La Dame de Brassempouy,
conservée au musée d'Archéologie nationale.

On trouve dans les Yvelines une quarantaine de musées, y compris les maisons d'écrivains ou artistes, dont deux musées nationaux : le musée national des Granges de Port-Royal à Magny-les-Hameaux et le musée d'archéologie nationale à Saint-Germain-en-Laye, auxquels s'ajoute l'établissement public du musée et du domaine national de Versailles et le domaine national de Marly-le-Roi administré par la présidence de la République.
Quatorze musées yvelinois ont reçu l'appellation « musée de France ».
Il s'agit, outre ceux cités ci-dessus, du musée de la batellerie à Conflans-Sainte-Honorine, du musée de la toile de Jouy à Jouy-en-Josas, du musée Victor Auber (musée municipal d'arts et traditions populaires à Maule), de la maison-musée Maurice Ravel à Montfort-l'Amaury, du musée de la ville à Montigny-le-Bretonneux, du musée du jouet à Poissy, du musée Rambolitrain à Rambouillet, du musée départemental Maurice Denis « Le Prieuré » et du musée municipal, tous deux à Saint-Germain-en-Laye, de la collection de la fondation de Coubertin à Saint-Rémy-lès-Chevreuse, et du musée Lambinet à Versailles.

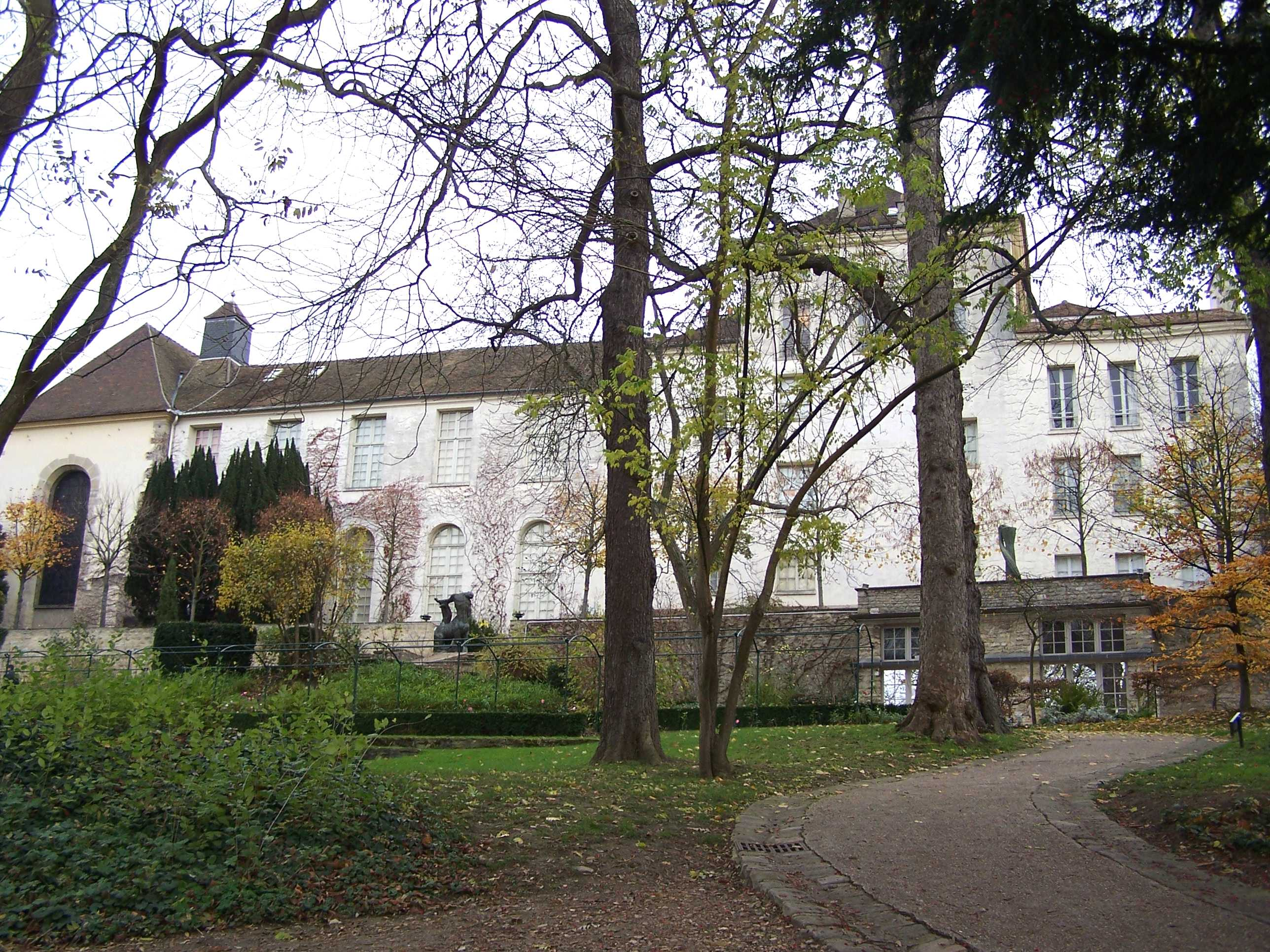
Musée départemental Maurice Denis « Le Prieuré ».

Autres musées : musée de la ville à Saint-Quentin-en-Yvelines, collection d'art religieux ancien (église de Craches à Prunay-en-Yvelines), musée de la Grenouillère à Croissy-sur-Seine, musée de la Maison Fournaise dans l'Île des Impressionnistes à Chatou, musée de l'Hôtel-Dieu à Mantes-la-Jolie, musée des carrosses à Versailles, musée du costume militaire à Sainte-Mesme), musée du lycée militaire à Saint-Cyr-l'École, musée du jeu de l'oie à Rambouillet.

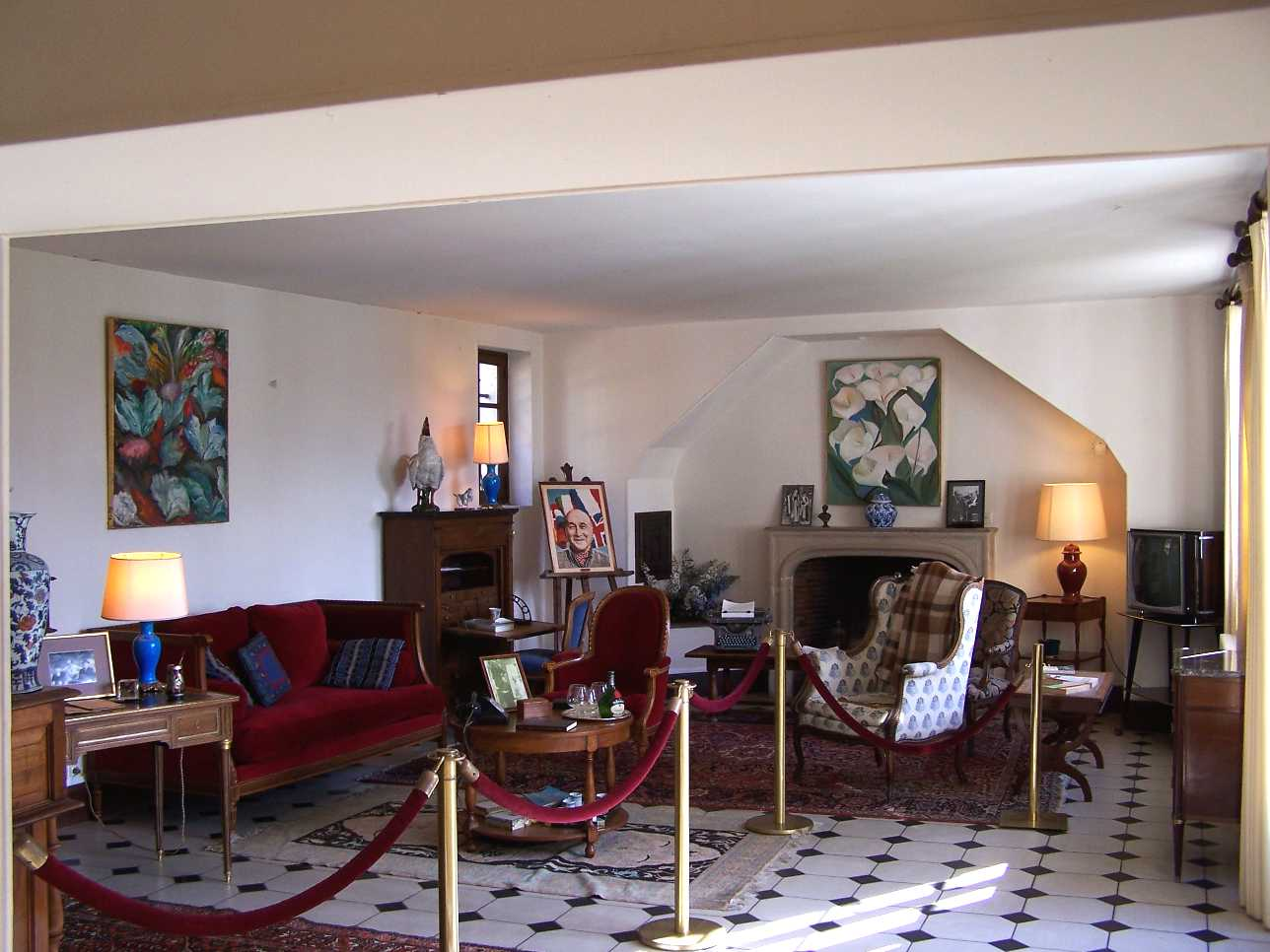
Salon où travaillait Jean Monnet dans sa maison de Bazoches-sur-Guyonne.

De nombreuses maisons de personnalités peuvent se visiter dans les Yvelines, parmi lesquelles la maison André Derain à Chambourcy, le moulin de Villeneuve, maison d'Elsa Triolet et Louis Aragon à Saint-Arnoult-en-Yvelines, la maison d'Émile Zola à Médan, la maison de Jean Monnet à Bazoches-sur-Guyonne, la maison historique de Léon et Jeanne Blum à Jouy-en-Josas, le Belvédère, maison-musée de Maurice Ravel à Montfort-l'Amaury, le musée Claude Debussy à Saint-Germain-en-Laye, le musée Ivan Tourgueniev à Bougival, le château de Monte-Cristo, demeure d'Alexandre Dumas au Port-Marly.

#### Bibliothèques et médiathèques
Le département des Yvelines compte 179 bibliothèques ou médiathèques municipales, dont 21 de niveau 1 selon la typologie de l'ADBDP (association des directeurs des bibliothèques départementales de prêt). Pour gérer ce réseau, les communes disposent de l'appui, tant logistique et documentaire que financier, de la bibliothèque départementale des Yvelines (BDY).

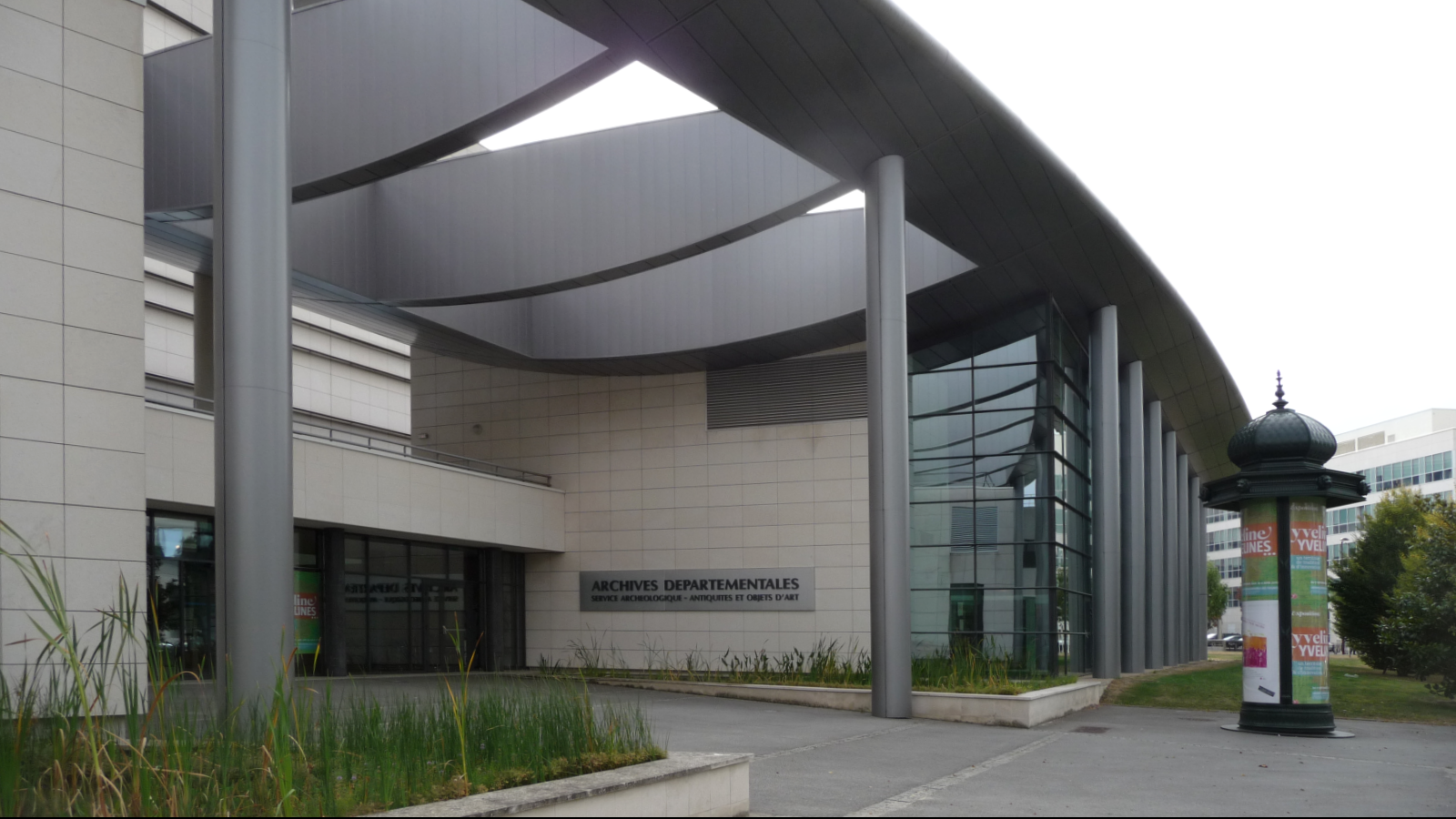
Archives départementales des Yvelines.

La bibliothèque municipale de Versailles, qui dispose de 700 000 volumes dont un fonds patrimonial de près de 100 000 volumes imprimés hérités des collections du château de Versailles, est une bibliothèque classée selon l'article R. 1422-2 du Code général des collectivités territoriales.
Les archives départementales des Yvelines, installées depuis 2003 à Montigny-le-Bretonneux (Saint-Quentin-en-Yvelines), héritières des archives de l’ancien département de Seine-et-Oise, conservent notamment des fonds historiques de l'Ancien Régime. Cela résulte du rôle historique joué par Versailles comme siège du pouvoir central jusqu'en 1789.

### Événements culturels

#### Festivals et prix littéraires
Le Conseil général décerne aussi chaque année depuis 1982 un « prix départemental d'histoire locale ».

#### Fêtes et foires traditionnelles

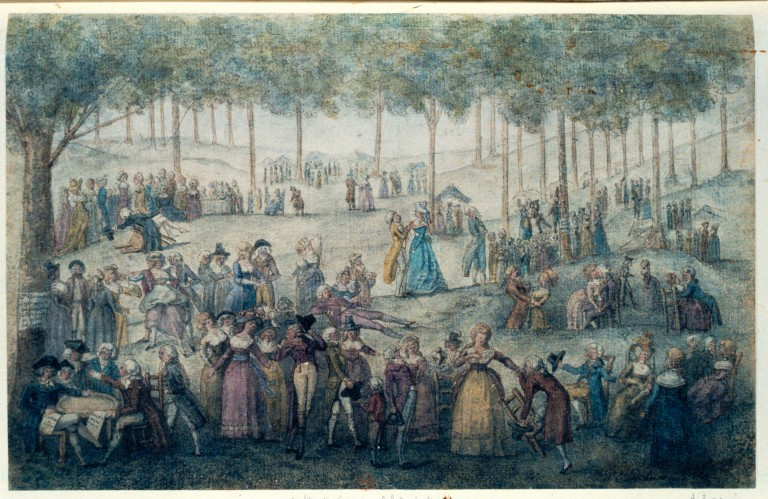
La fête des Loges au XVIIIe siècle, dessin de Philibert-Louis Debucourt (1755-1832).

La fête des Loges, une des plus anciennes fêtes foraines de France, se tient chaque été depuis 1652, de la fin juin à la mi-août, sur l'esplanade des Loges dans la forêt de Saint-Germain-en-Laye.
La foire nationale à la brocante et aux jambons, qui trouve son origine au Moyen Âge dans le centre de Paris, se tient deux fois par an depuis 1970 à Chatou dans l'île des Impressionnistes. Elle rassemble des brocanteurs et antiquaires ainsi que des stands de spécialités gastronomiques.

### Les Yvelines dans les arts

#### Littérature

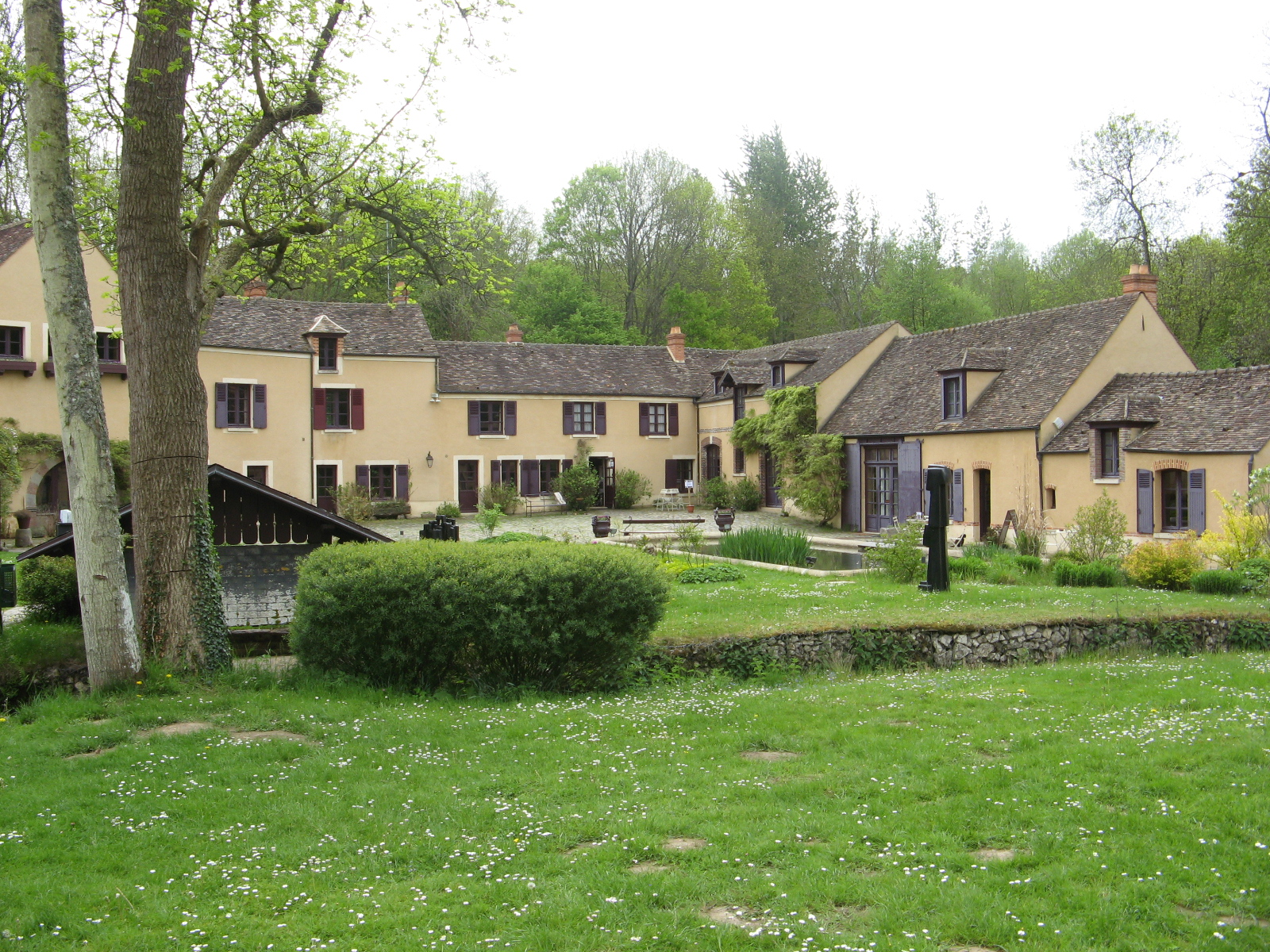
Le « moulin de Villeneuve » à Saint-Arnoult-en-Yvelines, où vécurent Aragon et Elsa Triolet et où ils sont enterrés.

Les Yvelines ont leur « poète officiel » en la personne de Jehan Despert, né en 1921 à Versailles, qui publia notamment deux recueils de poésies, Quintefeuille en Yvelines aux Cahiers d'Île-de-France en 1974 et Yvelines à cœur battant, aux éditions Gerbert en 1987.
« De ce pays, mais oui 

ne le saviez-vous pas ? 

Des Yvelines, là 

où vont les tourterelles 

par les clochers de pierre 

et les villes nouvelles, 

pour y bâtir des nids 

et reposer leurs ailes. »
— Jehan Despert, Yvelines à cœur battant
Nombreux sont les écrivains qui ont vécu dans les Yvelines, y ont écrit une part de leur œuvre, et souvent ont chanté ou évoqué dans leurs écrits leur terre d'élection : Émile Zola à Médan, Alexandre Dumas à Saint-Germain-en-Laye et au Port-Marly, Guy de Maupassant à Bougival, Jean Cocteau à Maisons-Laffitte, Colette à Montfort-l'Amaury, Anaïs Nin à Louveciennes, Louis Aragon et Elsa Triolet à Saint-Arnoult-en-Yvelines, etc.
Ainsi Paul Fort, qui habita Grosrouvre, Gambaiseuil et Pissefontaine (Triel-sur-Seine), composa des poèmes sur la région de Rambouillet et célébra aussi le confluent de la Seine et de l'Oise :
« Ici, devant Fin-d'Oise, Maurecourt, Andrésy, Conflans-Sainte-Honorine - doux bruit font ces noms-là ! Volée de cloches pour un mariage, dirait-on pas ? Ô poésie ! Ô poésie ! Ô poésie !

Ici, sous les yeux bleus de ces quatre villages, on voit la Seine en fleurs s'unir à la belle Oise. Bien. Montez sur un pont suspendu et berceur. Embrassez votre amie et regardez ailleurs.

L'Oise est une rivière et la Seine est un fleuve, je l'ai de mes yeux vu ; d'autre part j'ai la preuve que pour aller ensemble courir tant de pelouses, la Seine offre son bras à sa trop jeune épouse. »
— Paul Fort, Les noces du fleuve et de la rivière

#### Peinture
Les peintures sur les Yvelines sont, si l'on excepte les tableaux reproduisant des événements historiques, essentiellement des paysages, genre qui est resté longtemps mineur et s'est développé au cours du XIXe siècle, en particulier vers la fin de ce siècle avec les impressionnistes. L'attrait pour les peintres de la région qui allait devenir les Yvelines tient à la fois à sa proximité de Paris, rendue encore plus accessible avec la création des premières lignes de chemin de fer à partir de 1837, et à sa qualité de département rural, qui subsiste encore largement de nos jours, avec ses paysages de campagne, de forêts et des bords de Seine.
Plusieurs écoles se sont illustrées dans le territoire actuel des Yvelines :
- les précurseurs anglais avec William Turner ;
- l'école de Barbizon avec notamment Corot qui a peint de nombreuses toiles autour de Mantes-la-Jolie, école qui a essaimé avec les peintres des Vaux-de-Cernay, à laquelle se rattache Émile Lambinet, le peintre de Versailles qui fut élève de Corot, et de Rolleboise, avec Maximilien Luce ;
- l'école impressionniste dont le berceau se situe dans la vallée de la Seine entre Chatou et Bougival avec, entre autres Claude Monet, Auguste Renoir, Camille Pissarro, Alfred Sisley, Berthe Morisot ;
- les Nabis avec Maurice Denis, le peintre de Saint-Germain-en-Laye ;
- et plus tard l'école de Chatou avec Derain et Maurice de Vlaminck qui se rattachent au Fauves.

On peut citer aussi Raymond Renefer, le peintre d'Andrésy, également dessinateur qui a illustré la guerre de 1914-1918, et Ernest Meissonnier, le peintre de Poissy qui fut aussi maire de la ville et son fils Charles également peintre.

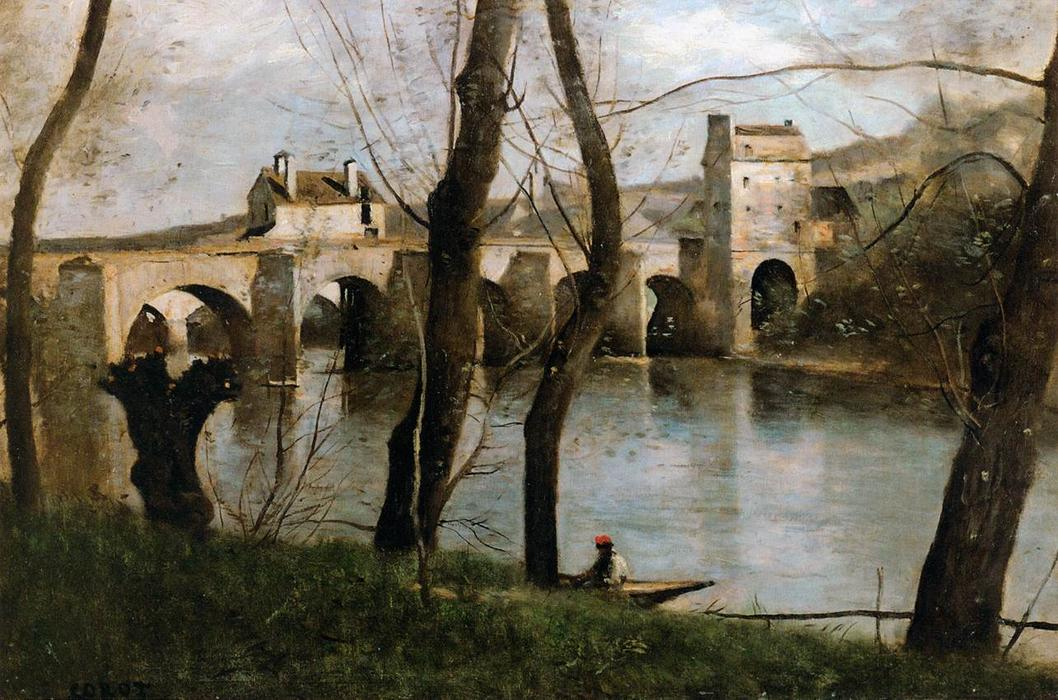
Le pont de Mantes Corot, 1868.
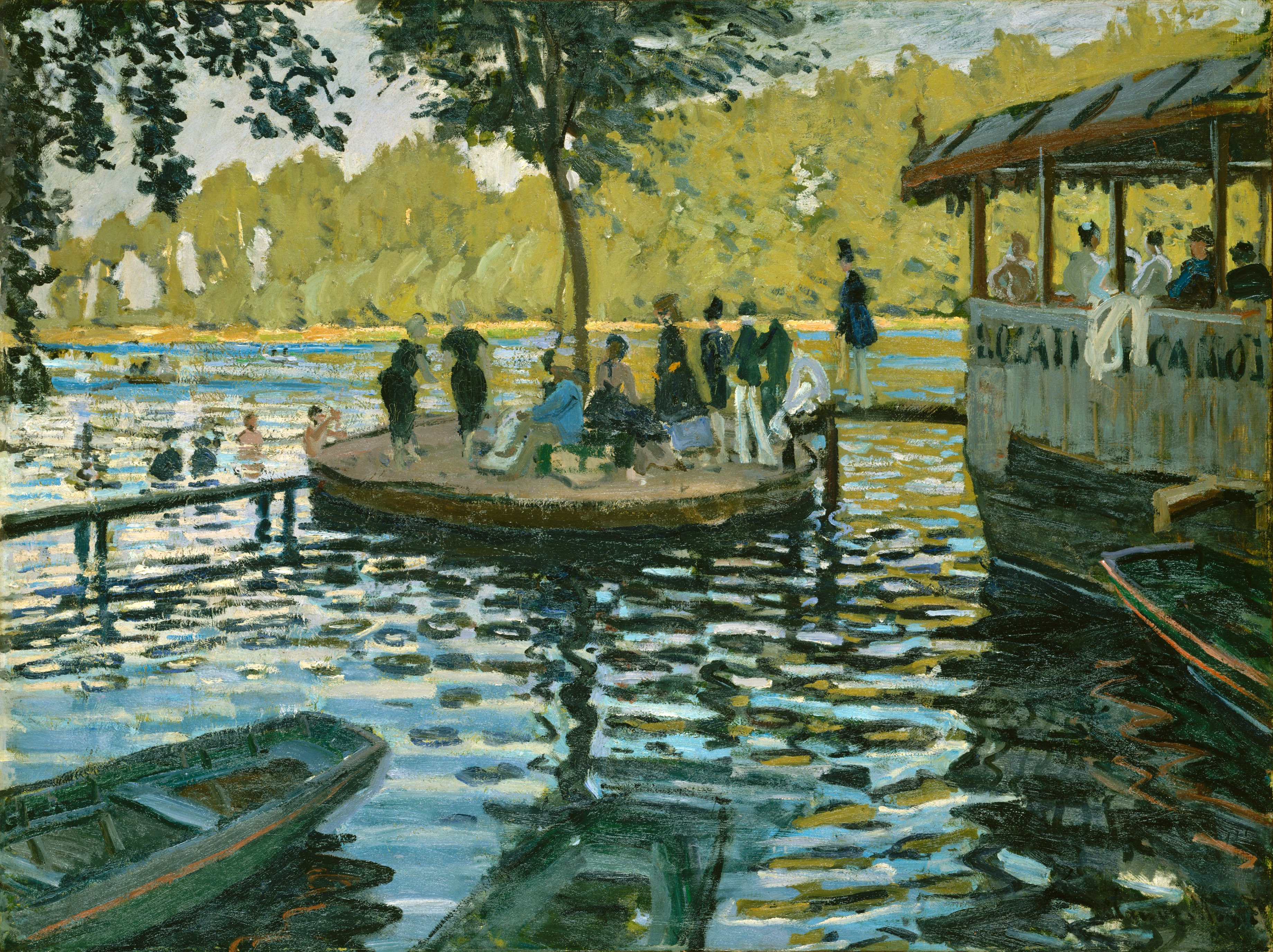
La Grenouillère Claude Monet, 1869.
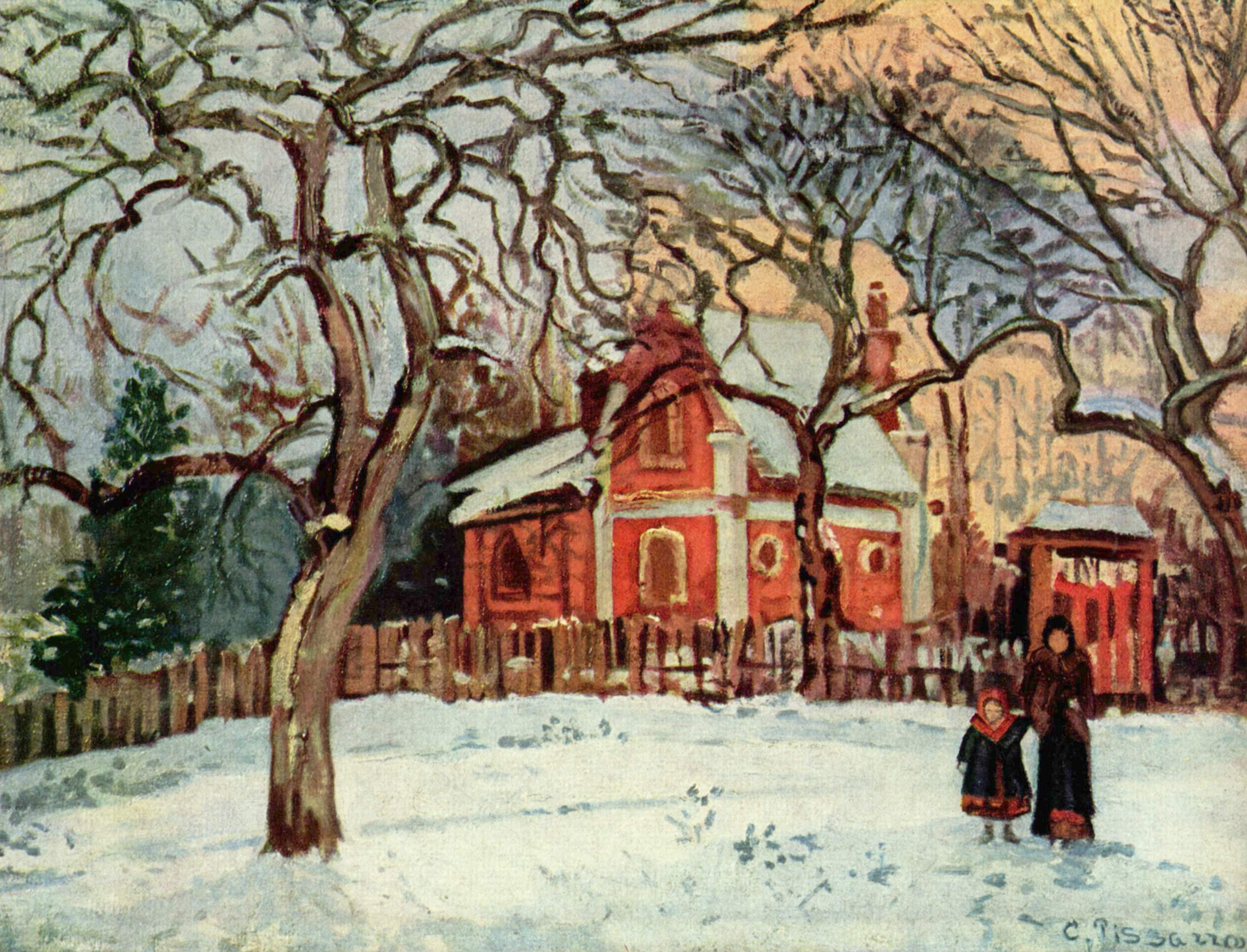
Châtaigniers à Louveciennes Camille Pissarro, 1870.
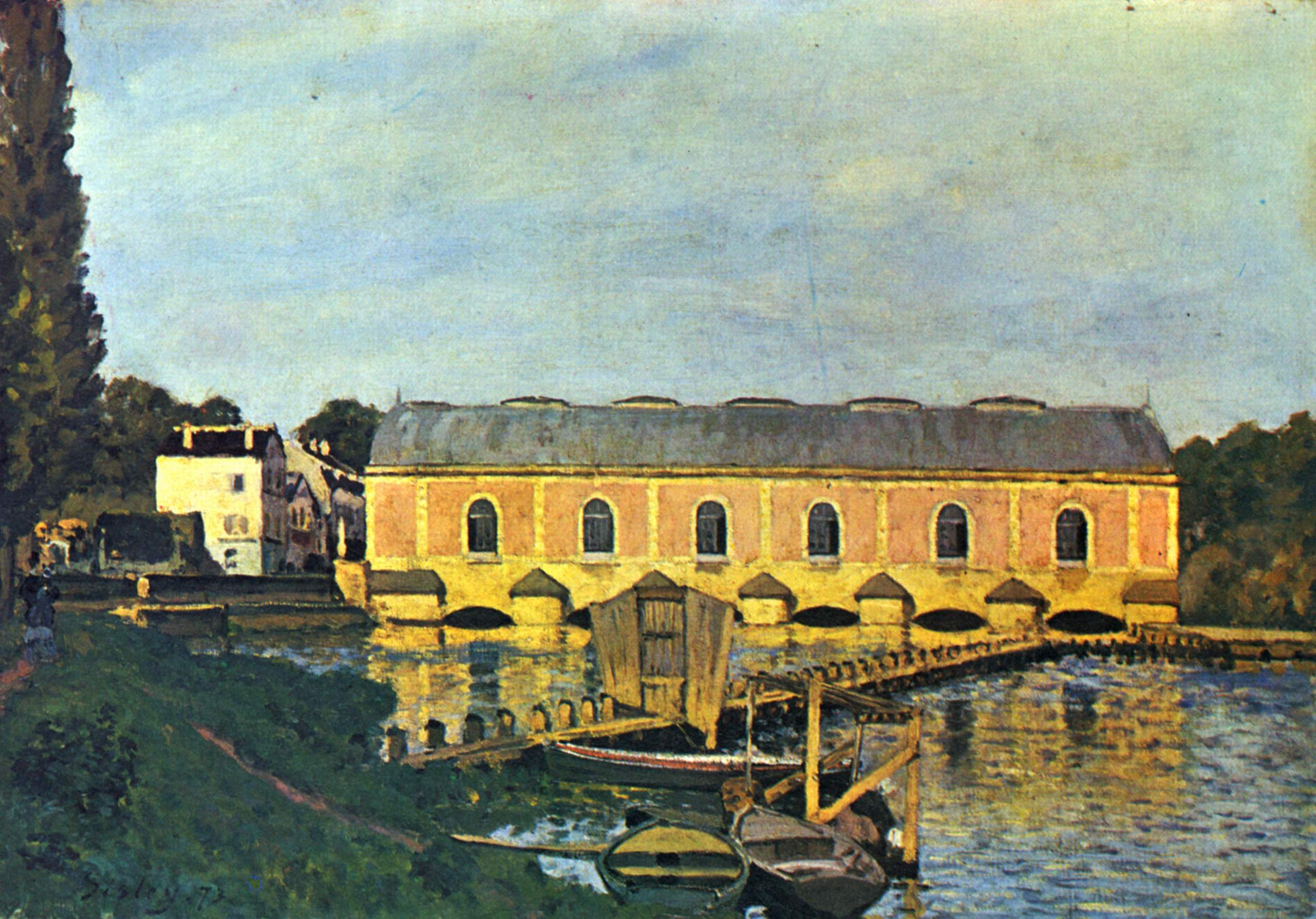
La Machine de Marly Alfred Sisley, 1873.
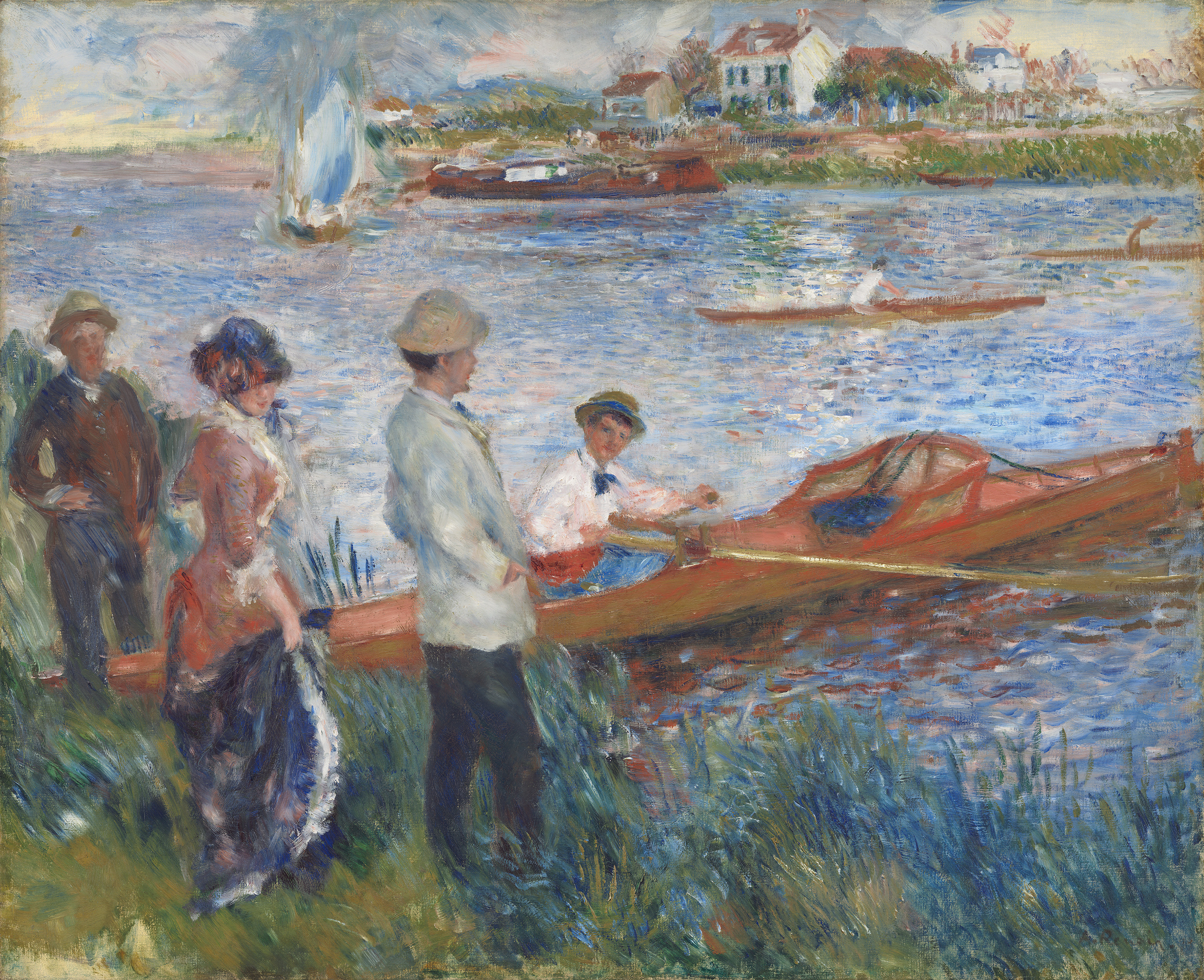
Rameur à Chatou P.-A. Renoir, 1879.
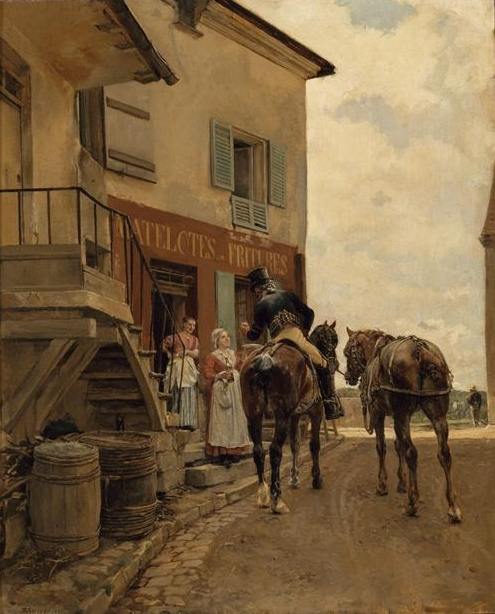
L'auberge du Pont de Poissy Jean-Louis-Ernest Meissonier, entre 1885 et 1889.
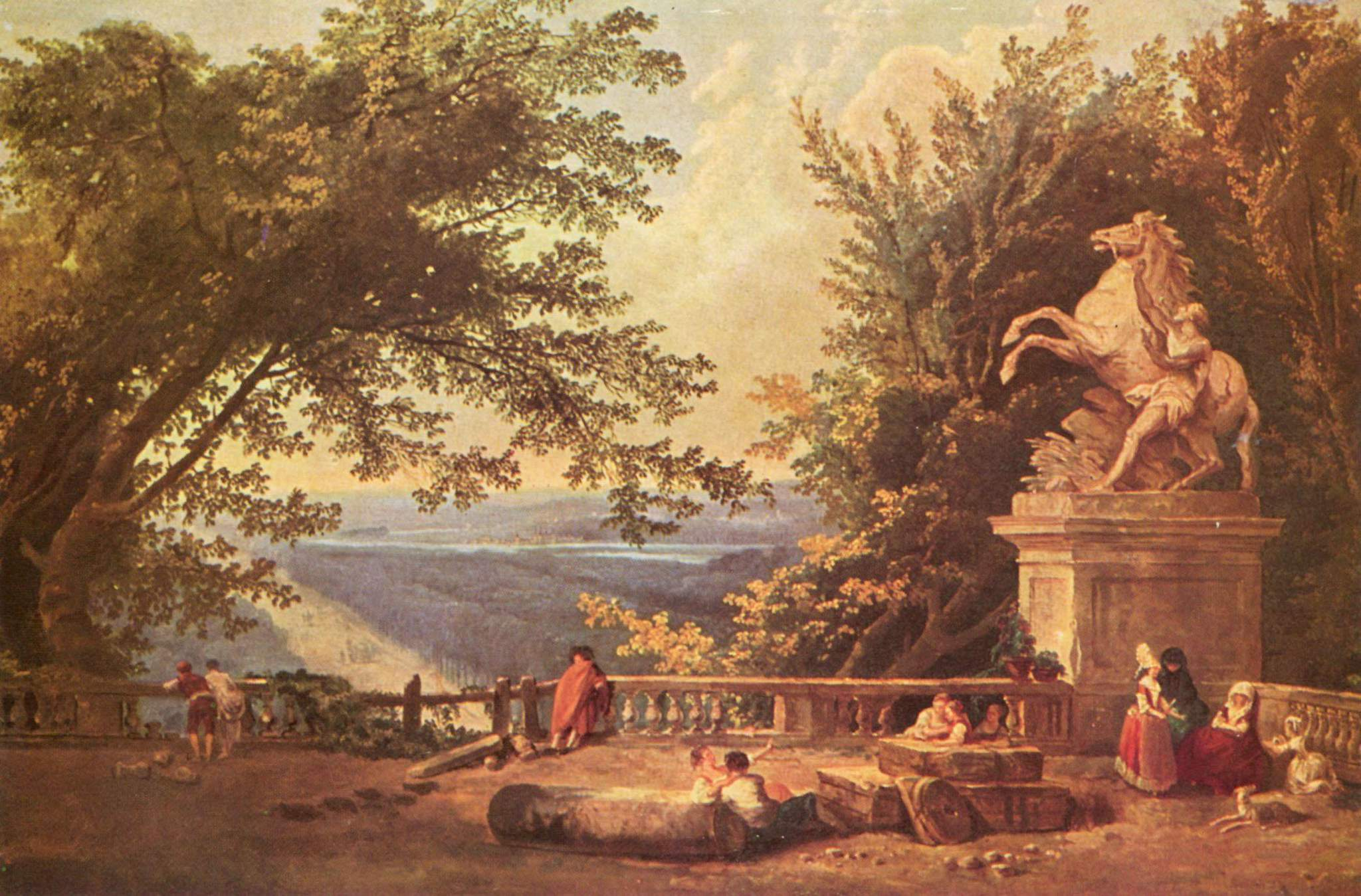
La Terrasse de Marly Hubert Robert.
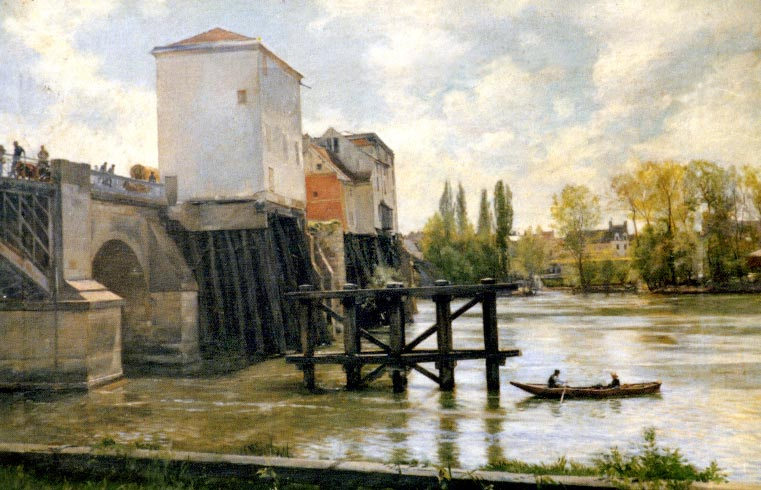
Les vieux moulins de Lucien Alphonse Gros.

### Sculptures
- Marta Pan a intégré ses sculptures monumentales, La Perspective, dans l'architecture des espaces publics situés Boulevard Vauban à Guyancourt. Avec ses arcs de cercle et ses jeux d’eau, La Perspective relie le quartier commercial de Saint Quentin avec le Parc des Sources de la Bièvre, dessiné par l’artiste Dani Karavan en 2000. Le parc des Sources est, quant à lui, le trait d'union vert des quartiers du Parc, des Saules et des Garennes.

#### Cinéma
- 1995 : La Haine de Mathieu Kassovitz a été tourné à Chanteloup-les-Vignes.
- 2003 : L'Équipier de Philippe Lioret, la scène du bal du 14 juillet a été tournée sur le stade de football de Crespières.
- 2007 : Deux Jours à tuer de Jean Becker.

Plus de 160 films, de tous les genres, ont été tournés dans le domaine et le château de Versailles depuis 1904. Le château est un décor recherché pour les tournages et dans nombre de cas, le sujet même du film, par exemple pour Si Versailles m'était conté... de Sacha Guitry (1954).
Les Archives françaises du film du Centre national du cinéma et de l'image animée (CNC) sont conservées dans le fort de Bois d'Arcy. Constituées de dépôts volontaires, et depuis 1992 des œuvres déposées au titre du dépôt légal des œuvres cinématographiques, elles comprennent près de 100 000 films. Non loin, 40 000 copies de la collection de la Cinémathèque française sont stockées dans le fort de Saint-Cyr.

### Gastronomie
La gastronomie des Yvelines, de tradition ancienne, longtemps liée à la présence des rois de France, ne se distingue pas fondamentalement de celle de l'Île-de-France en général. Taillevent, cuisinier de Charles V et Charles VI, auteur du Viandier, le plus ancien livre de cuisine connu en France, fut enterré près de Saint-Germain-en-Laye.
Les produits du terroir sont surtout des céréales, des fruits et légumes, bien que l'arboriculture et le maraîchage soient en nette régression face à l'urbanisation, notamment dans la vallée de la Seine. Certains noms de variétés attestent de l'importance ancienne de ces cultures dans la région, telle l'épinard 'Monstrueux de Viroflay' ou la prune 'Reine claude de Chambourcy'. Dans le Mantois, la production de poireaux et d'oignons est célébrée par la « foire aux oignons » de Mantes-la-Jolie, où existe une « confrérie des chevaliers du taste-oignon ».

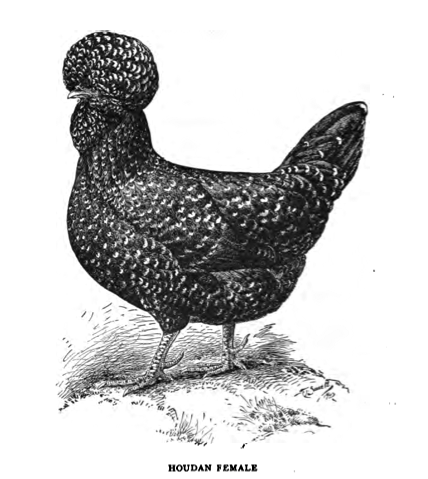
Poule de Houdan.

Des agriculteurs et des boulangers se sont associés en 2002 pour créer la marque « pain d'Yveline » en respectant un cahier des charges d'agriculture durable.
Pour améliorer leur marge, un certain nombre d'agriculteurs pratiquent la vente directe auprès des citadins, parfois sous forme de cueillette en libre-service.
Bien que les Yvelines n'aient jamais été une grande région d'élevage, on y pratique toujours l'élevage ovin et avicole.
Rambouillet est le berceau en France du Mérinos, race ovine importée d'Espagne et améliorée dans la Bergerie nationale, qui est à l'origine par croisements et sélection de la race Île-de-France, aujourd'hui largement élevée pour la viande non seulement dans la région mais aussi dans de nombreux pays du monde. La poule de Houdan et la poule de Mantes sont d'anciennes races locales de poules qui ont failli disparaître et que des éleveurs passionnés s'efforcent de faire revivre.
Le Pâté en croûte de Houdan avait disparu des commerces, mais sa recette n’a pas été oubliée. Celui-ci se distingue par sa légèreté et sa finesse. Le pâté de Houdan est exclusivement composé avec de la viande de volaille à chair blanche et de préférence des races locales Houdan ou Faverolles. La croûte est préparée avec de la pâte brisée ou bise. Plusieurs strates d'ingrédients sont visibles dans une part tranchée.
Parmi les produits traditionnels les plus connus figurent deux liqueurs, le noyau de Poissy et à le Grand Marnier à Neauphle-le-Château.
La création des pommes soufflées et de la sauce béarnaise au XIXe siècle sont attribuées au chef du « Pavillon Henri IV », restaurant de Saint-Germain-en-Laye, celle du paris-brest en 1909 à un pâtissier de Maisons-Laffitte inspiré par la course cycliste Paris-Brest-Paris.
Parmi les recettes traditionnelles, on peut citer l'omelette Viroflay, la purée Saint-Germain ou encore la timbale Marly.
La Pourlècherie est une spécialité monastique récente ; créée au prieuré bénédictin Saint-Benoît de Saint-Lambert-des-Bois en 2001 par un ermite, elle reste produite dans la région par le solitaire après le départ des moines. C'est une préparation sucrée à base de poires, de vin de Cabernet, de clou de girofle et de cannelle.

#### Bière
Blonde, brune ou ambrée, les brasseries du département proposent des bières bio et artisanales. Produites entre autres dans la Vallée de Chevreuse (Bière Volcelest) et à la ferme de Grignon (Bière Distrikt). La bière Saint-Q de Guyancourt à cependant fait faillite en début d'année 2015.

### Patrimoine linguistique
Le parlé ancien des Yvelines du XIXe siècle est un dialecte de la langue d'oïl, le francien, parlé à l'époque médiévale dans l'ancienne Île-de-France, qui donna naissance au français moderne.
Lexique francilien de villages des Yvelines du XIXe siècle : Courgent, de Soindres de 1899.
On dit iau, cisiau, viau pour eau, ciseau, veau ; menteux, batteux pour menteur, batteur ; le son oi se dit oui.
- après Pâques : la r'levée de Pâques
- armoire : ormoire
- arroser : enrousser
- aujourd'hui : ennui
- avec : a quanté
- bien : ben
- casserole : castrolle
- celui-là, celui-ci : stella, stici
- charrue : cherrue
- cheval : j'val, choual
- cimetière : sumetière
- délicat, à manières : gesteux
- enfant : afant
- gourmand : gromand
- il faudrait que : j'aurions métier
- labourer : rabourer
- l'après-midi : la r'montée
- le chaud, le froid : La chaud, la froid
- lièvre : ièvre
- méchant : malin
- meule de blé : mule de blé
- noix : calot
- noyer : calotier
- sangsue : sangsure
- semence : sumence
- semer, il sème : sumer, i sume
- signe, signature : sine, sinature
- source : eursource
- tardif : tardi
- une cravate : un cravate
- voisin : orzen (cf horsin)

## Vie quotidienne

### Sports et loisirs

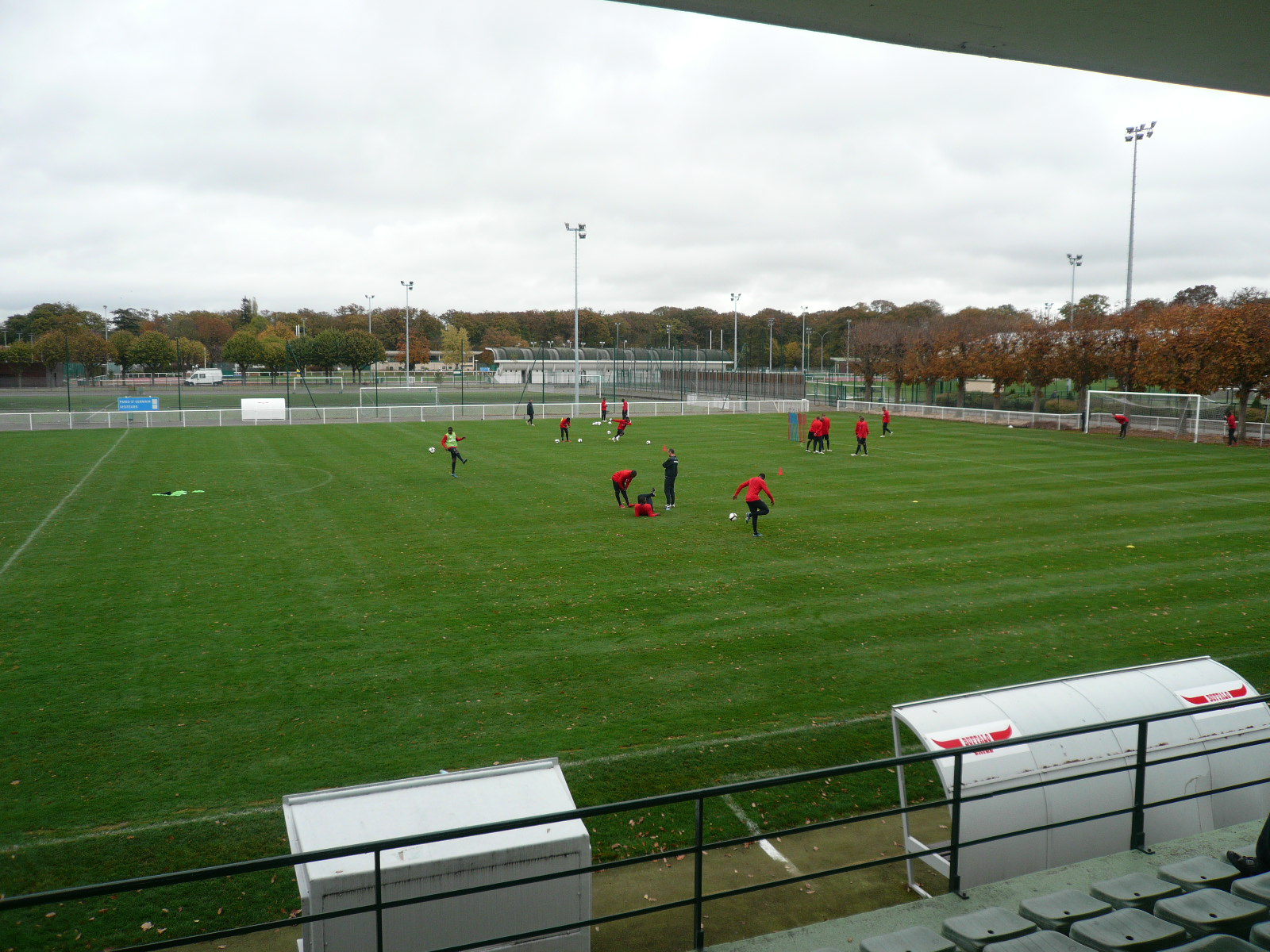
Entrainement du PSG au stade Georges Lefèvre à Saint-Germain-en-Laye.

Le District des Yvelines de football compte 35 472 licenciés, soit 16 % du nombre total de licenciés en football en Île-de-France (chiffres 2002).
Le Centre technique national Fernand-Sastre, centre de formation spécialisé dans le football, administré par la Fédération française de football, est installé à Clairefontaine-en-Yvelines dans le domaine de Montjoye depuis 1988.
Le Paris Saint-Germain Football Club (PSG), héritier du Stade Saint-Germain, a conservé le stade Georges Lefèvre du Camp des Loges à Saint-Germain-en-Laye comme terrain d'entrainement.
L'équitation est largement pratiquée dans les Yvelines, premier département français par le nombre de licenciés (20 400 en 2007), et dispose de nombreuses infrastructures (centres équestres, haras, chemins de randonnée dédiés à l'équitation, hippodromes).
Pour favoriser le développement des activités équestres dans le département, un accord de partenariat a été conclu en décembre 2007 entre le Conseil général des Yvelines et les haras nationaux.

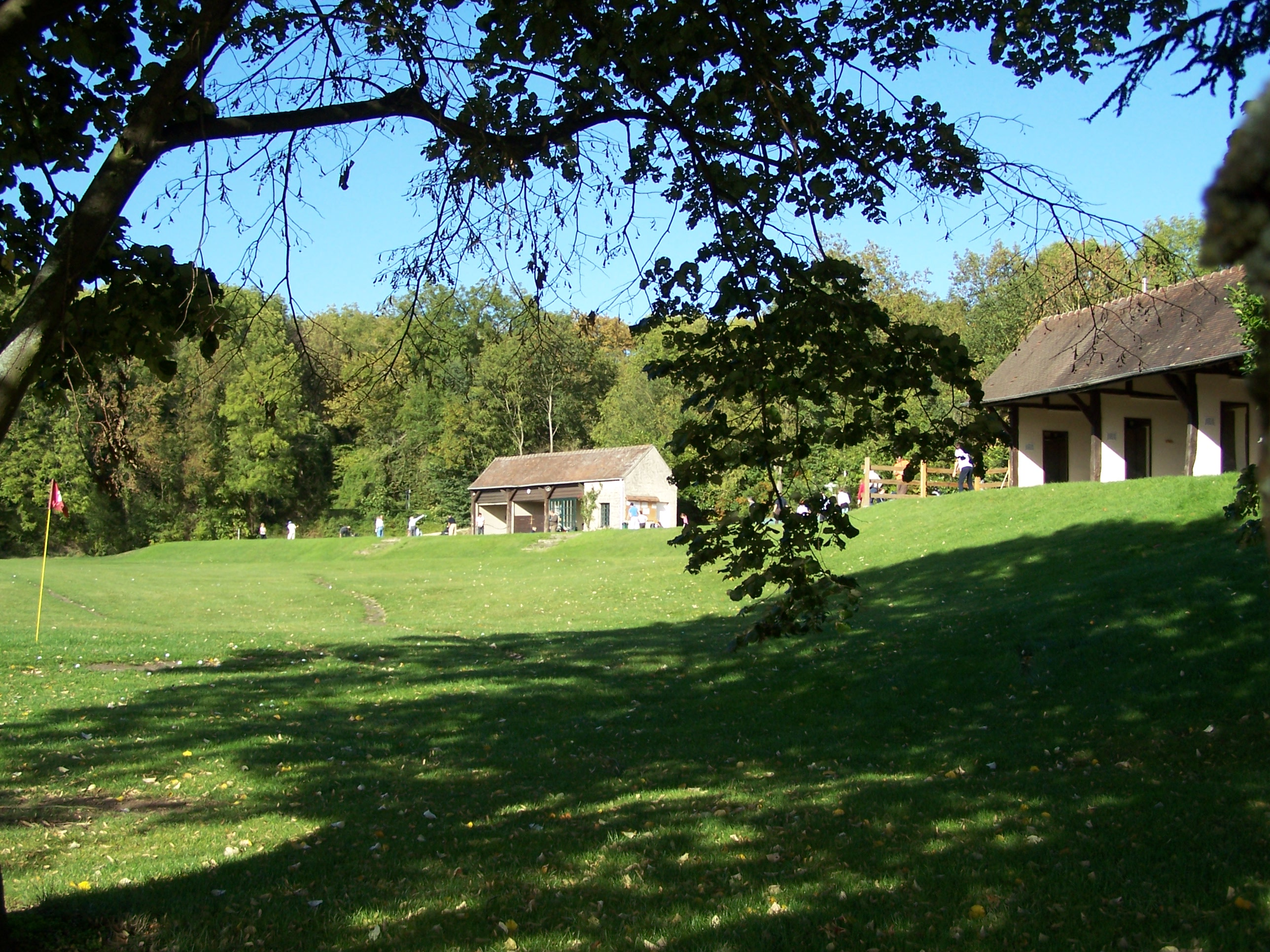
Golf de Saint-Nom-la-Bretèche.

L'hippodrome de Maisons-Laffitte est le plus grand d'Île-de-France et dispose d'une ligne droite longue de 2 000 mètres. Exploité par France Galop, il est spécialisé en courses de plat et accueille une trentaine de réunions par an ainsi que diverses manifestations.
Il existe dans le département 25 terrains de golf publics ou privés. Celui de Saint-Nom-la-Bretèche a accueilli diverses compétitions, dont le Trophée Lancôme jusqu'en 2003, tandis que le Golf national, construit en 1991 à Guyancourt par la Fédération française de golf, accueille chaque année l'Open de France sur le parcours de l'« Albatros ».
Le département dispose de trois bases régionales de plein air et de loisirs, créées sous l'égide de la Région et implantées autour de plans d'eau. L'une à Saint-Quentin-en-Yvelines autour de l'étang du même nom, les deux autres en bordure de Seine, à Verneuil-sur-Seine (base du Val-de-Seine) et à Moisson (base des Boucles de Seine). Ces bases permettent de pratiquer diverses activités de plein air et notamment des sports nautiques tels que baignade, voile, planche à voile, ski nautique, canoë-kayak, etc.
La commune de Houilles organise tous les ans à l'occasion de la Saint-Sylvestre une course pédestre de 10 km, la corrida de Houilles. Parmi les épreuves, la « course des As » attire des participants internationaux de haut niveau.
La Course Paris-Versailles, course pédestre organisée par l'association « Paris-Versailles Association », se dispute chaque année fin septembre entre la tour Eiffel et le château de Versailles, sur 16,9 kilomètres, et attire environ 20 000 participants. La marche Paris-Mantes, organisée chaque année fin janvier depuis 1935 par l'association sportive mantaise (ASM), se déroule de nuit sur 54 km entre Boulogne-Billancourt et Mantes-la-Jolie. Elle réunit environ 3 500 participants.

### Médias
Le premier journal des Yvelines en termes de diffusion[réf. nécessaire] est Le Petit Versaillais. Il diffuse à 45 000 exemplaires sur les villes de Versailles et de Buc. La presse locale est représentée par trois titres hebdomadaires, Le Courrier de Mantes (Mantes-la-Jolie), Le Courrier des Yvelines (Saint-Germain-en-Laye, Poissy) et Toutes les nouvelles (Versailles, Rambouillet), appartenant tous au groupe Publihebdos. Leur diffusion totale est respectivement de 7595, 5283 et 10 818 exemplaires. Le Parisien (quotidien) a également une édition locale « Yvelines » (tirage moyen : 33 725).
Yvelines Première et TV Fil 78 sont des chaînes de télévision locale financées par le Conseil général des Yvelines et les communes intéressées et diffusées sur le câble (Numericable), respectivement dans le quart nord-est du département autour de Saint-Germain-en-Laye et dans la ville nouvelle de Saint-Quentin-en-Yvelines,.